# Intelligence du cheval
Vous lisez un « article de qualité » labellisé en 2023.
L'intelligence du cheval, depuis longtemps décrite dans des mythes ou à travers des anecdotes, est étudiée scientifiquement depuis le début du XXe siècle. L'engouement populaire mondial pour les chevaux savants, dont un des plus fameux est Hans le Malin, donne lieu à une longue controverse autour des capacités cognitives de cette espèce. La découverte de l'effet Hans le Malin, puis le développement des études d'éthologie, ont peu à peu permis de mettre en lumière une grande intelligence sociale, qui se manifeste à travers le comportement du cheval. La discipline scientifique qui étudie la cognition chevaline, au croisement de l'éthologie et de la psychologie animale, est l'éthologie cognitive.
Si l'accession des chevaux à la conscience reste à démontrer, leurs capacités de mémoire sont reconnues depuis des siècles. Grâce à leur mode de vie sauvage en troupeaux, les chevaux disposent aussi de capacités cognitives avancées en relation avec la théorie de l'esprit, leur permettant une compréhension fine des interactions avec d'autres individus. Ils sont capables de reconnaître un être humain à partir des traits de son visage, de communiquer avec celui-ci au travers du langage corporel, et d'apprendre de nouvelles compétences en observant le comportement d'une personne. Les chevaux maîtrisent aussi la catégorisation et l'apprentissage de concepts. En termes d'intelligence au travail, les chevaux répondent bien à l'habituation, à la désensibilisation, au conditionnement classique et au conditionnement opérant. Ils sont capables d'improvisations et d'adaptations en fonction de leur éventuel cavalier. Comprendre le fonctionnement des capacités cognitives du cheval permet des applications concrètes dans les relations entre ces mammifères domestiqués et les êtres humains, notamment pour mieux y intégrer la capacité d'apprentissage, ce qui peut améliorer le bien-être du cheval, son entraînement, son élevage et sa gestion quotidienne.
L'intelligence du cheval est perçue différemment en fonction des cultures ; si l'influence du christianisme peut, hormis dans une partie de la littérature médiévale, pousser à la considérer comme limitée, elle est plus facilement reconnue parmi les personnes qui accordent aux animaux une valeur égale à celle des humains. Cette intelligence est mise en scène de façon anthropomorphisée dans des contes et légendes sur des chevaux parlants et sages, tels que l'épopée kirghize d'Er-Töshtük et le conte russe du Petit Cheval bossu, mais aussi dans des romans, des films, des bandes dessinées et des séries destinés à la jeunesse, comme l'illustrent L'Étalon noir, Jolly Jumper et Black Beauty.

## Histoire
Le cheval joue un grand rôle socio-économique à travers sa présence aux côtés de l'être humain dans le travail, le combat, le sport, la thérapie, la consommation et les cultes,,, mais il est longtemps resté peu connu pour lui-même, de nombreux mythes et légendes circulant à son sujet,. L'être humain s'intéresse à cet animal bien avant de le domestiquer, dès la Préhistoire, puis le cheval inspire une production écrite abondante à partir de l'Antiquité. Vanina Deneux-le Barh identifie un topos dans toute la littérature équestre, technique comme littéraire : il est possible pour l'humain d'apprendre aux chevaux à devenir des combattants valeureux. Cela implique que durant leur vie partagée avec les humains, les chevaux doivent mobiliser une intelligence situationnelle (ou mètis ; en grec ancien : μῆτις).
De nombreux auteurs équestres témoignent de leur « volonté de vivre avec des chevaux intelligents et engagés dans le travail ». Cependant, le cheval a historiquement subi de nombreux traitements cruels. Le plus ancien traité équestre connu (tablette datée du XIVe siècle av. J.-C.), celui du Hittite Kikkuli du royaume de Mittani, est un mode d'emploi du dressage des chevaux de char, caractérisé par une sélection « impitoyable ».

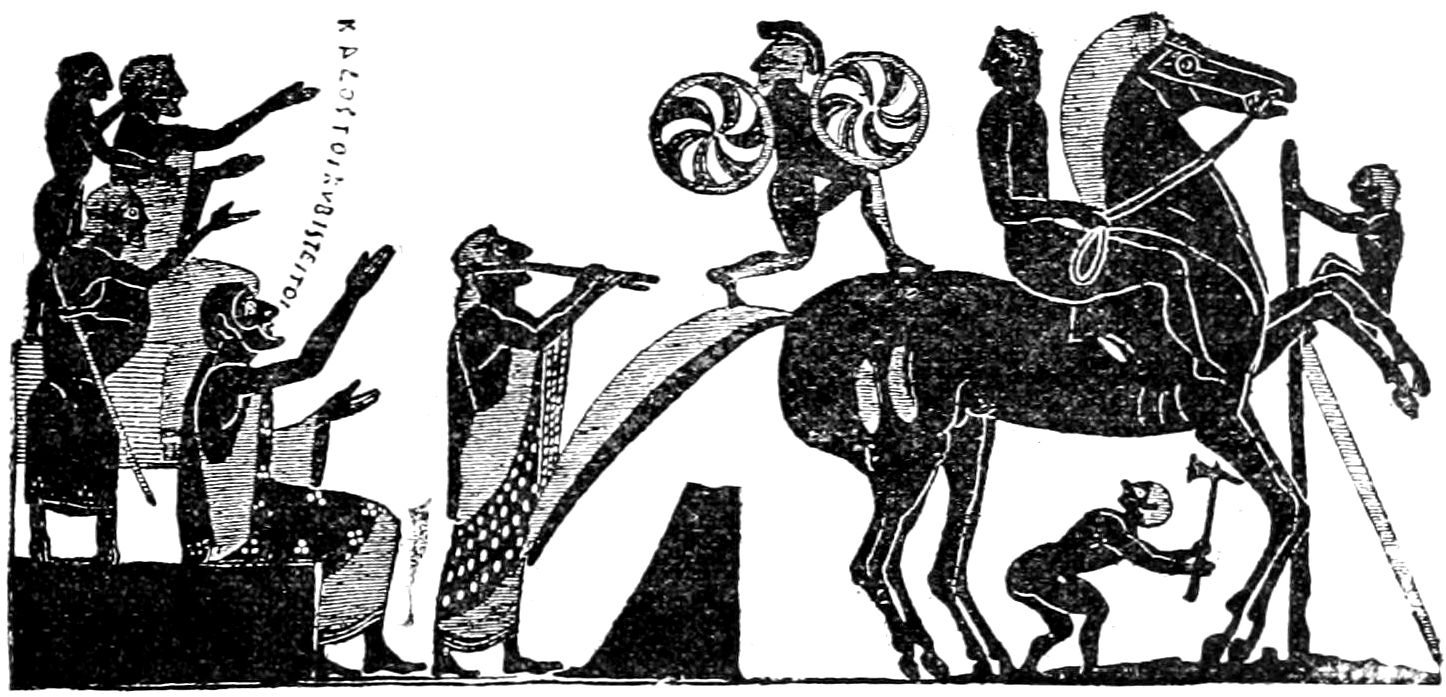
Illustration d'une édition du traité de Xénophon De l'équitation, datée de 1893.

Xénophon (430-355 av. J.-C.), premier auteur européen dont des écrits équestres soient parvenus à nos jours, cite en quantité le cheval dans ses œuvres, ; il reconnaît aux chevaux de guerre de la cité d'Athènes cette intelligence situationnelle, et préconise de refuser la violence pendant leur dressage :

« ce qu'un cheval fait par force il ne l'apprend pas, et cela ne peut être beau, non plus que si on voulait faire danser un homme à coup de fouet et d'aiguillon : les mauvais traitements ne produiront jamais que maladresse et mauvaise grâce »

— Xénophon, De l'équitation, livre IX..

### Du Moyen Âge à l'époque moderne

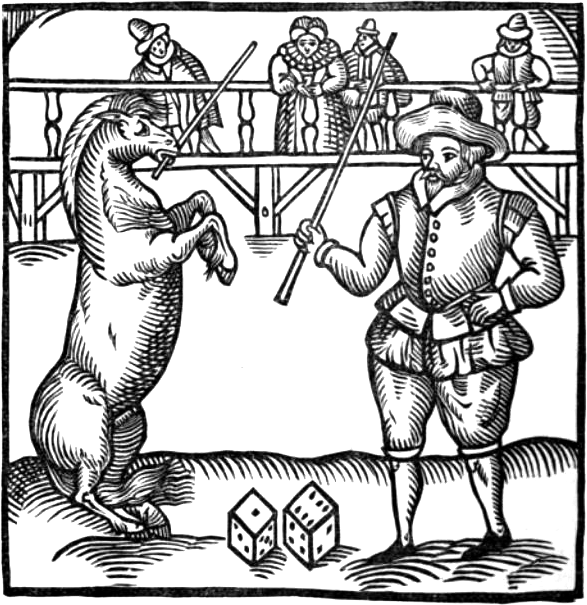
Gravure représentant le cheval Marocco en représentation.

L'essentiel de la littérature médiévale technique se compose de traités d'hippiatrie, sortes de manuels de soins vétérinaires. La civilisation arabo-musulmane a apporté une grande contribution aux connaissances en hippiatrie, éducation et dressage équins, notamment grâce au traducteur Ibn Akhî Hizâm, qui écrit vers 895, et à Ibn al-Awam, qui préconise le refus de la violence ; ce dernier est aussi un précurseur dans l'application des méthodes d'habituation.
Il existe des cas anecdotiques de chevaux dépeints comme extraordinairement intelligents ; c'est le cas de celui du chevalier catalan Giraud de Cabrières, qui d'après le chroniqueur médiéval anglais Gervais de Tilbury est à la fois raffiné et invincible à la course, capable de danser, et même de conseiller son chevalier et de l'aider dans ses victoires en communiquant avec lui par un langage secret. C'est aussi le cas du cheval anglais Marocco (né ~ 1586, mort ~ 1606), surnommé « The thinking horse » (le cheval pensant) ou « The talking horse » (le cheval parlant), entraîné et montré en spectacle,.
À partir de la Renaissance, l'imprimerie permet une production et une diffusion plus vastes des écrits équestres. Ces écrits sont pour l'essentiel des méthodes visant à obtenir obéissance et maniabilité de la part des chevaux. L'écuyer italien Federico Grisone préconise les châtiments physiques pour obtenir l'obéissance du cheval trop « malin ».
Avec le développement des disputationes philosophiques en France, la pensée de Descartes conceptualisant l'animal-machine s'oppose à celle de Montaigne, qui reconnaît en l'animalité une source d'intelligence et de vertu,. Antoine de Pluvinel, qui a lu Xénophon, reconnaît aux chevaux un caractère sensible, une individualité et une psychologie, en insistant sur l'importance de « la cervelle »,. François Robichon de La Guérinière (1733) admet une forme d'intelligence chez les chevaux en creux, en ce qu'il en existe de vicieux et d'indociles. D'après Sophie Barreau et la zootechnicienne-sociologue Jocelyne Porcher, il est le premier « à rompre avec la brutalité et à chercher la coopération du cheval plutôt que sa soumission ».

### AuXIXesiècle

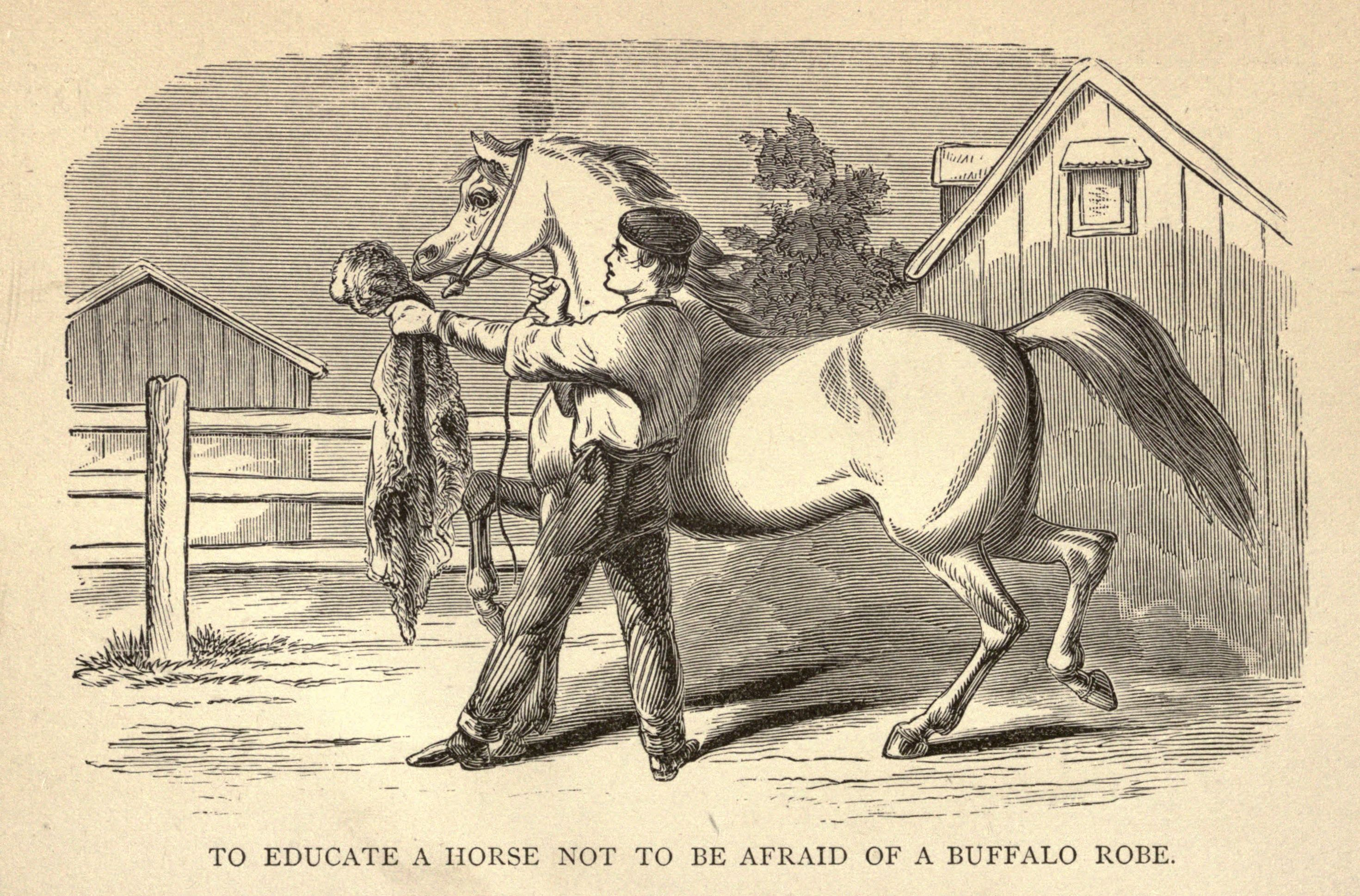
Exemple de désensibilisation d'un cheval à l'odeur d'une peau de bovin mort, 1876.

À partir du XIXe siècle, de nombreux traités équestres reconnaissent et vantent une intelligence chez le cheval,. Les personnes qui à l'époque côtoient des chevaux au quotidien constatent leurs capacités de communication et leur sensibilité. La préoccupation de l'époque pour l'intelligence animale s'illustre à travers l'organisation de nombreux spectacles mettant en scène des chevaux ; il devient ainsi un figurant dans des spectacles de cirque au milieu du XIXe siècle, notamment au cirque de Victor Franconi, inauguré à Paris en 1845. L'écrivain espagnol Carlos Frontaura remarque en 1868 la « grande intelligence » (gran inteligencia) des chevaux qui tractent les omnibus parisiens, à travers leurs prises d'initiatives.
François Baucher rédige une notice d'une page et demie pour le mot « intelligence » dans son Dictionnaire raisonné d'équitation (1833), et y déclare avoir « toujours cru » en l'intelligence du cheval :

« Le cheval a la perception comme il a la sensation, la comparaison et le souvenir : il a donc le jugement et la mémoire ; il a donc l'intelligence [...] »

— François Baucher, Dictionnaire raisonné d'équitation.
L'éducation raisonnée promue par Baucher consiste à permettre au cavalier de parler à l'intelligence du cheval. Le zoologiste Ernest Menault reconnaît lui aussi chez le cheval « les signes de l'intelligence », cependant davantage à travers des déclarations poétiques que par une démonstration scientifique. Gustave Le Bon est l'un des premiers à s'intéresser à la psychologie du cheval, avec son traité équestre de 1892 qui leur reconnaît des qualités intellectuelles.
D'après Porcher, les zootechniciens des XIXe et XXe siècles ont appliqué l'hypothèse de l'animal-machine au cheval en s'appuyant sur les idées de Descartes, Malebranche et Bacon, déniant que cet animal puisse penser, souffrir, ou bien avoir une conscience et des sentiments. La pression sociale a longuement freiné les chercheurs qui craignaient une mauvaise réception de leurs découvertes, l'idée de l'animal-machine étant plus simple à défendre dans un contexte d'« exploitation industrielle des animaux de ferme »,. T. B. Redding rend compte en 1892, dans la revue Science, d'une opposition sociétale entre ceux qui attribuent au cheval intelligence et raison, et d'autres qui estiment qu'il s'agit uniquement d'instinct.
De plus, le sens commun a perpétué de fausses croyances ; l'une des plus « saugrenues », selon la journaliste équestre Maria Franchini, est la croyance qui veut que l'obéissance du cheval proviendrait du fait qu'il voit les humains sept fois plus grands qu'ils ne le sont en réalité, propagée au moins à partir de 1898.

### Popularité mondiale des «chevaux savants»
Jusqu'au milieu du XXe siècle, la question de l'intelligence animale reste analysée à travers une comparaison ontologique avec l'humain. Le vétérinaire militaire français Adolphe Guénon publie en 1901 une étude de psychologie comparée intitulée L'Âme du cheval, dans laquelle il lui décrit un « cerveau rudimentaire ».
À partir de la fin du XIXe siècle, un fort engouement pour des animaux savants touche le monde entier. Les chevaux « calculateurs » ont à leur disposition du matériel spécifiquement fabriqué pour eux (cubes, bâtons, tableaux...), et font preuve d'une très grande patience pour « reproduire leurs exploits ».

Manifestations de l'engouement pour les « chevaux savants »
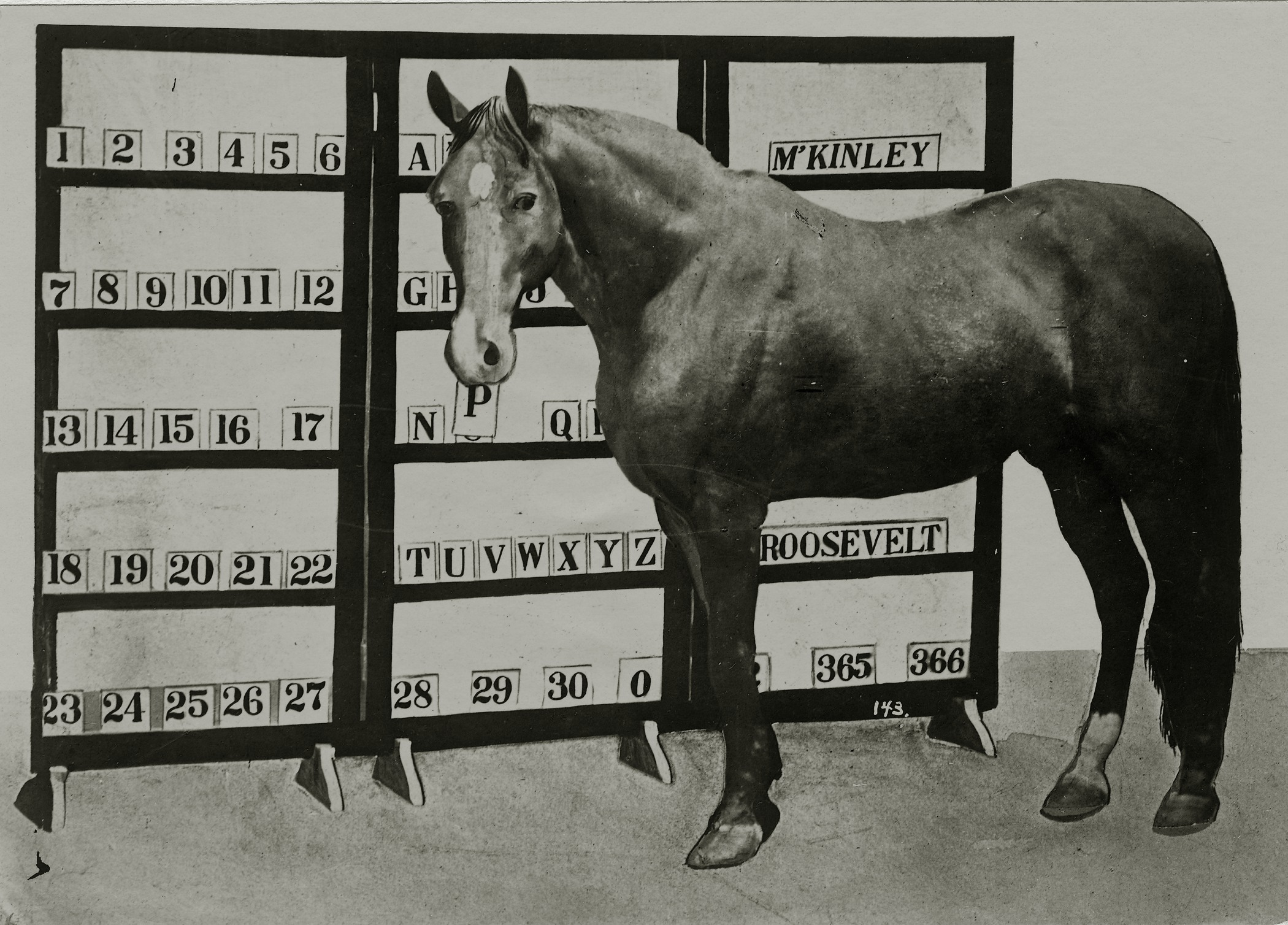
Beautiful Jim Key présenté comme attraction à l'Exposition universelle de 1904.
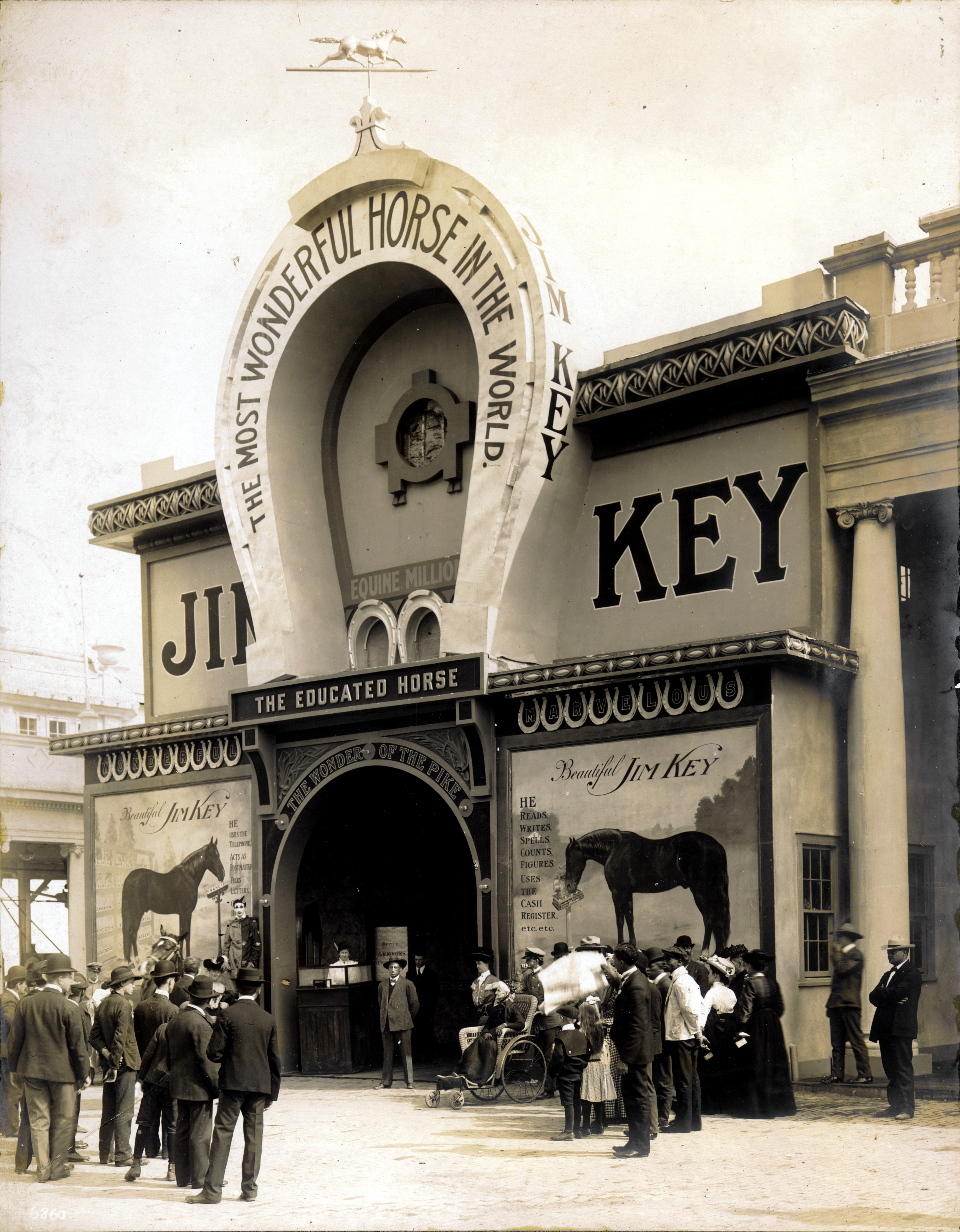
Entrée de l'attraction autour de Beautiful Jim Kay.
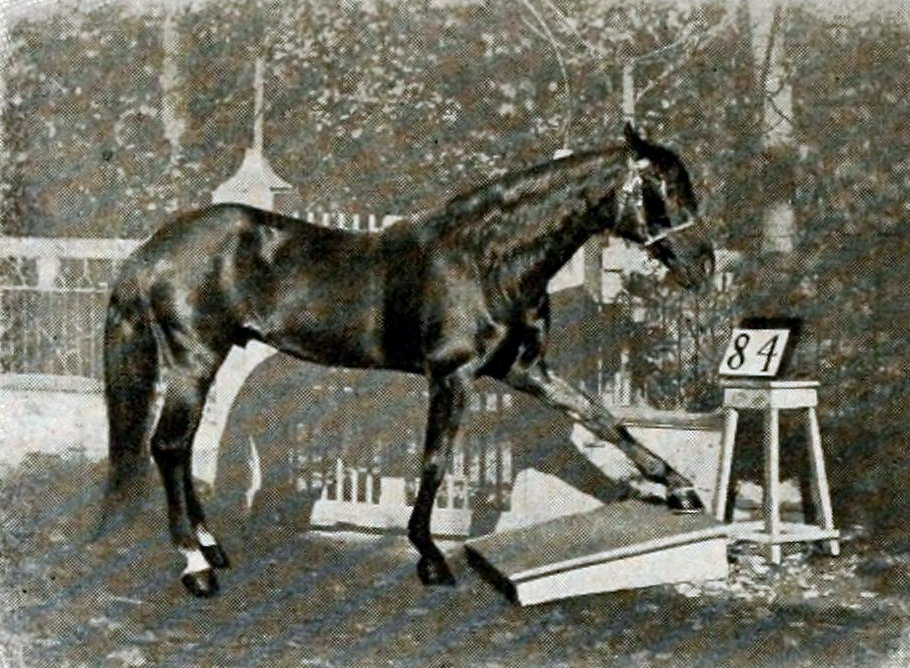
Hans le Malin performant avec Karl Krall en 1909.
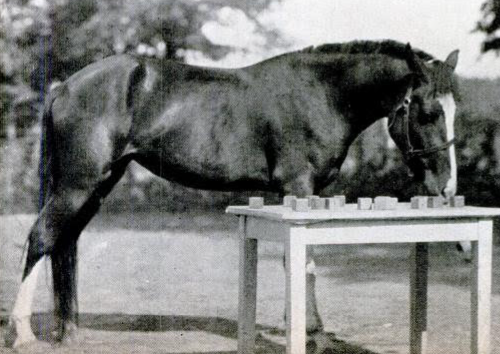
La jument Lady Wonder, photographiée en 1940 pour le magazine Life.
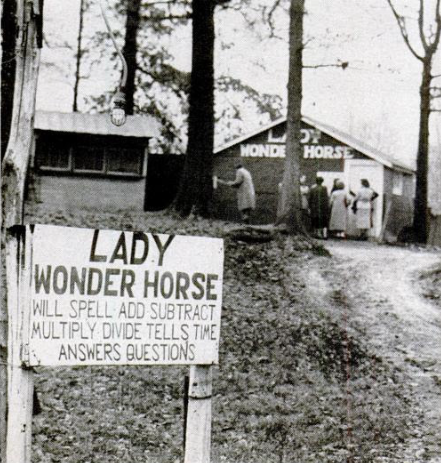
Panneau photographié en 1952, indiquant que Lady Wonder serait capable de lire dans les esprits.

Plusieurs journalistes publient des articles consacrés à l'intelligence du cheval, dont C. Mader qui en 1904 conteste l'assimilation de cet animal à une « machine qui vit »,, Remy de Gourmont qui en 1912 note l'engouement autour de cette question dans un contexte où jusqu'alors, « les chevaux n'avaient jamais passé pour être particulièrement intelligents », et un auteur du New York Times qui publie en 1913 un article posant la question de savoir si les chevaux peuvent « penser ».
C'est notamment l'affaire de Hans le Malin (Kluger Hans) qui illustre cet intérêt,,,. Ce cheval noir, éduqué en Allemagne, devient une vedette internationale au début du XXe siècle, car il semble doué de facultés cognitives avancées en calcul, et répond à des questions arithmétiques complexes en frappant du sabot sur le sol,, :

« La foule se presse chaque jour dans la cour intérieure de la rue Griebenow, dans le nord de Berlin, où son maître le fait travailler, pour assister à l'extraordinaire performance de celui qui sera désormais nommé « Hans le malin » »

— Vinciane Despret, Hans : le cheval qui savait compter
La philosophe belge Vinciane Despret souligne le long débat scientifique qui s'ensuit, autour de la question de savoir si le cheval possède ou non une intelligence conceptuelle. Le psychologue allemand Oskar Pfungst démontre que Hans « triche » car il ne sait pas calculer ; il interprète en réalité le langage corporel humain d'une façon très fine afin de savoir quand arrêter de taper du sabot, ce qui donne lieu à la conceptualisation de l'effet Hans le Malin,,.
Beautiful Jim Key est un autre exemple de « cheval savant » devenu très populaire au début du XXe siècle. Le cas de la jument Lady Wonder entraîne une longue controverse autour d'une possibilité de messages télépathiques entre l'humain et le cheval,, certains individus estimant jusque dans les années 1970 que les chevaux seraient doués de talents télépathiques,.

### Conséquences du cas Hans le Malin sur la recherche en cognition chevaline

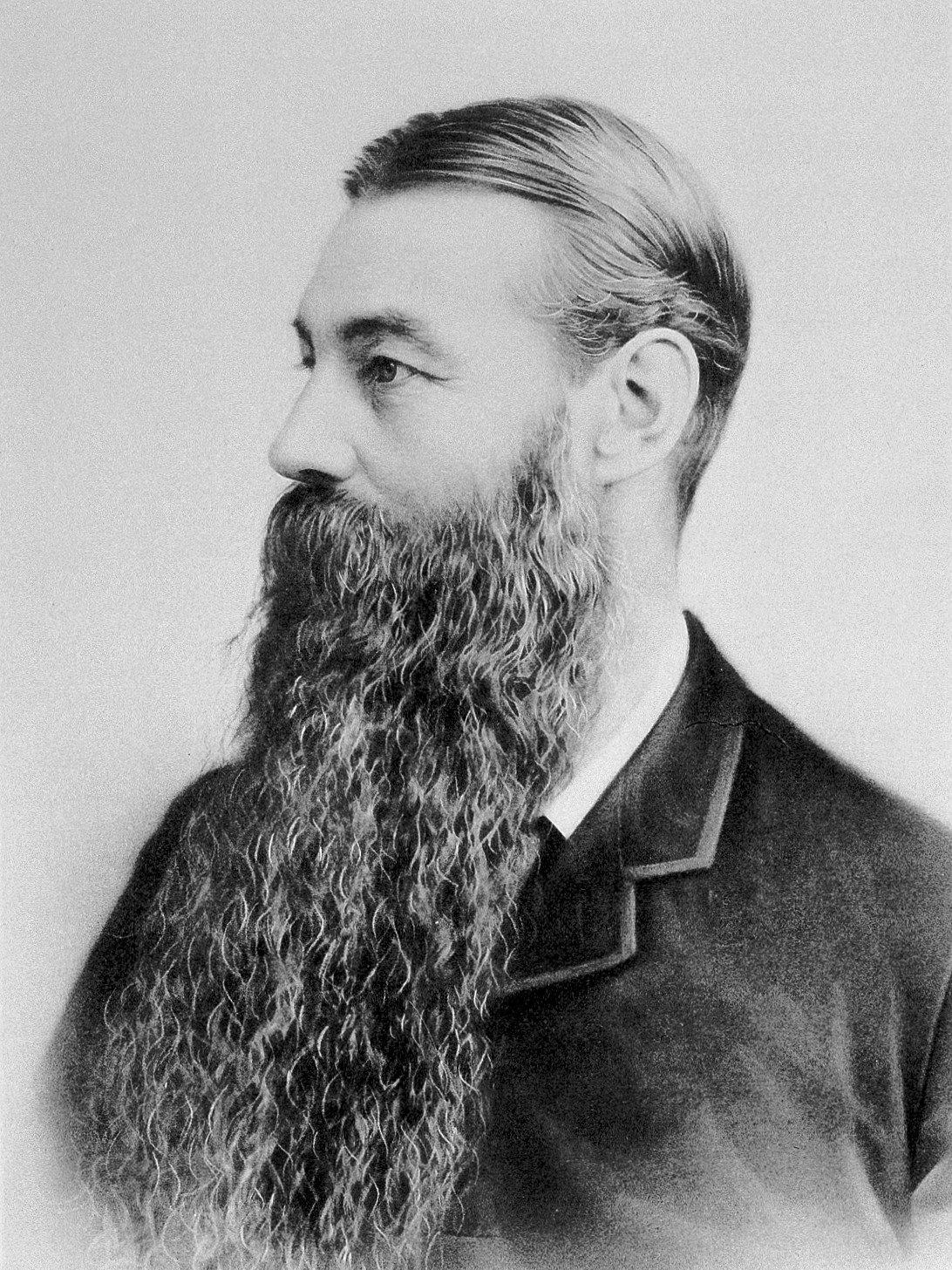
Le psychologue et biologiste anglais Lloyd Morgan, théoricien du canon de Morgan.

Le primatologue et éthologue néerlandais Frans de Waal souligne que la validité du principe scientifique nommé le canon de Morgan (« Nous ne devons en aucun cas interpréter une action animale comme relevant de l'exercice de facultés de haut niveau, si celle-ci peut être interprétée comme relevant de l'exercice de facultés de niveau inférieur ») est illustrée de façon quasi-parfaite dans l'affaire Hans le Malin. D'après Porcher, le canon de Morgan influence ensuite longuement la recherche sur la cognition animale.
Frans de Waal note que le résultat des expériences sur Hans le Malin a été interprété à l'époque de manière à rabaisser son intelligence, alors que ces résultats démontrent son exceptionnelle faculté de compréhension du langage corporel humain. Ce que souligne aussi l'éthologue Léa Lansade, qui rappelle qu'à cette époque et jusque dans les années 1960, un animal devait développer les mêmes capacités que les êtres humains (calculer, apprendre la langue des signes…) pour être considéré comme « intelligent », alors que ces capacités ne lui sont d'aucune utilité.
L'affaire Hans le Malin a pour conséquences de rendre les études subséquentes portant sur la cognition animale beaucoup plus rigoureuses dans leurs protocoles. Deneux-Le Barh souligne que « les sciences expérimentales tentent d'éviter toute intrusion de la mètis des individus étudiés ».
La recherche est dominée par le béhaviorisme pendant toute la première moitié du XXe siècle, puis se scinde en deux courants, avec d'un côté l'éthologie, et de l'autre la psychologie cognitive animale. Ces deux courants donnent naissance à l'éthologie cognitive.

### Mises en évidence des facultés cognitives du cheval

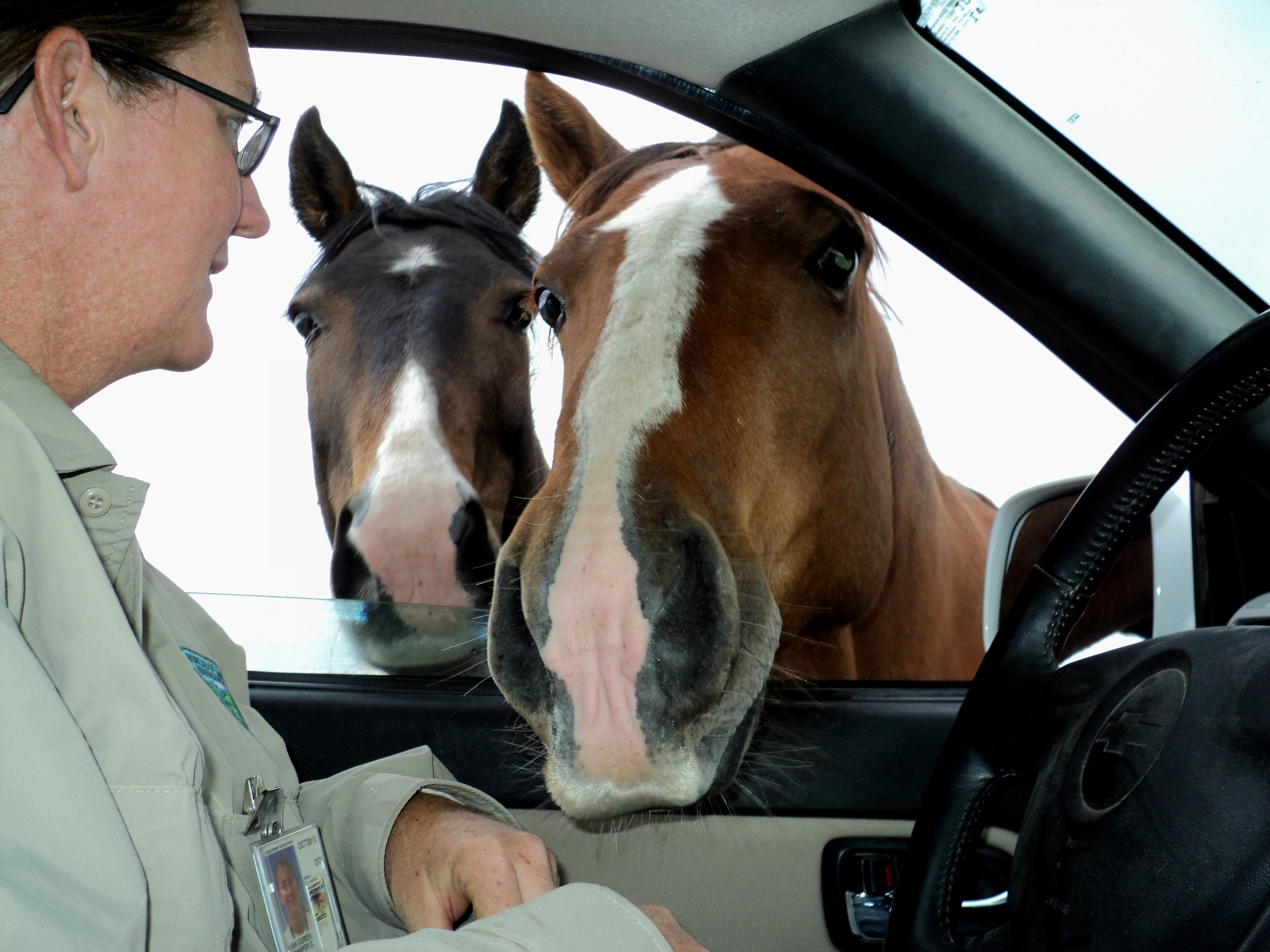
Chevaux manifestant de la curiosité envers une automobiliste.

L'hypothèse béhavioriste qui faisait du cheval une « machine » réagissant à des stimuli est devenue totalement caduque, entre autres grâce au livre de Maurice Hontang Psychologie du cheval publié en 1954, puis aux travaux scientifiques plus récents. Les toutes premières études en éthologie équine sont celles de Pearl Gardner, qui remontent aux années 1930. Le cheval était initialement testé en pressant un mécanisme qui lui donne accès à une source de nourriture (comme peut l'être un rat de laboratoire), puis ces conditions de test ont été complexifiées par l'ajout de tâches de discrimination visuelle, avant une diversification des apprentissages, par exemple par l'ajout de labyrinthes (test du labyrinthe).
Il est désormais prouvé que le cheval ne fait pas qu'obéir à des « routines préprogrammées », mais manifeste une réelle intelligence grâce à des processus cognitifs qu'il met lui-même en œuvre. Le nombre de publications scientifiques portant sur l'intelligence animale augmente à partir des années 2000. C'est à cette époque que la discipline de l'éthologie cognitive intègre le cheval à ses sujets d'étude.

### Des connaissances encore lacunaires
Le psychologue et docteur en neurosciences Michel-Antoine Leblanc constate en 2022 qu'il reste beaucoup d'inconnues dans les connaissances des facultés mentales du cheval. Les publications scientifiques sont peu nombreuses, tout particulièrement jusqu'en 2005. De plus, beaucoup n'étaient que des constats d'anecdotes ou des interprétations spéculatives.
Les chevaux sont moins étudiés que d'autres espèces, et particulièrement par comparaison aux Primates, qui ont bénéficié des travaux de Jane Goodall. Parmi les animaux domestiques, le chien est souvent l'espèce de référence étudiée pour son intelligence. En 2016, Lauren Brubaker et Monique A.R. Udell soulignent qu'il existe sept fois plus d'études portant sur la cognition du rat que d'études portant sur la cognition du cheval. Parmi les questions soulevées, celle de savoir si les chevaux accèdent ou non à la conscience reste ouverte.
Un premier ouvrage consacré à l'intelligence des chevaux au travail est publié en français en 2023 par les Éditions Quæ,. Jocelyne Porcher y explique que les relations de travail constituent un terrain privilégié pour observer l'intelligence des animaux, mais que ce domaine est longuement resté sous-investi par les chercheurs.

## Définition de l'intelligence du cheval

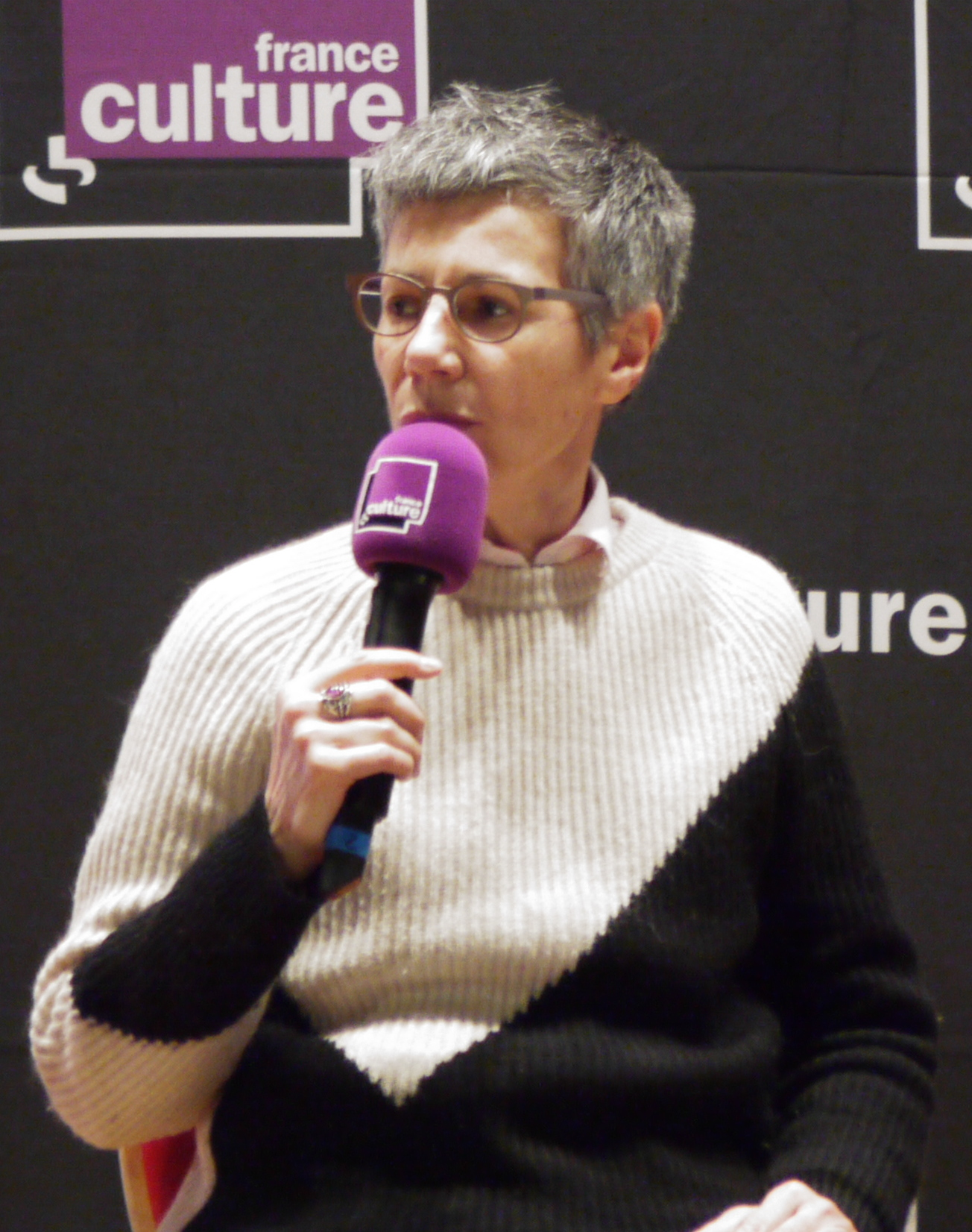
La zootechnicienne et sociologue française Jocelyne Porcher a travaillé sur l'intelligence du cheval.

Michel-Antoine Leblanc rappelle qu'historiquement, la question de l'intelligence du cheval a suscité des réponses à la fois variées et contradictoires,,, et qu'il n'existe pas de réponse ni de définition simple ou univoque,. Pour l'historien et journaliste Stephen Budiansky, décrire l'intelligence du cheval implique de définir au préalable ce qu'est l'intelligence elle-même, car cette définition varie fortement au cours de l'histoire. Jocelyne Porcher et Sophie Barreau rappellent l'importance de l'originalité des réponses comportementales pour définir l'intelligence, et bien la différencier du simple résultat d'un conditionnement. Des comportements instinctifs de chevaux sont parfois qualifiés à tort d'« intelligents », par exemple la lutte contre les insectes piqueurs, ou bien l'adaptation aux conditions climatiques (rechercher la fraîcheur en se réfugiant sur une ligne de crêtes, etc.).
Dans l'acceptation moderne, l'intelligence est définie comme la faculté à résoudre des problèmes,, à mettre des éléments en relation les uns avec les autres, et à assimiler de nouvelles informations, davantage qu'à la démonstration d'une bonne mémoire. Jocelyne Porcher rappelle que les chevaux ont « l'intelligence que les chercheurs veulent bien leur prêter », dans la mesure où ce sont ces mêmes chercheurs qui définissent les expériences et les conditions des expériences portant sur leurs capacités cognitives. Les chercheurs sont donc juges et parties, en tant qu'êtres humains, lorsqu'ils évaluent la cognition du cheval par comparaison aux autres espèces de mammifères.
En raison de ces difficultés de définition, certains chercheurs comme Michel-Antoine Leblanc et Léa Lansade préfèrent décrire les processus cognitifs du cheval sans évaluer de performances intellectuelles. Leblanc refuse de tenter de mesurer un équivalent de quotient intellectuel chez le cheval, et refuse aussi de définir si cette espèce est « plus » ou « moins » intelligente que d'autres espèces animales, telles que le chien et le chat,. Le cheval ayant évolué à partir d'animaux herbivores et proies au contraire du chien et du chat, sa cognition et son comportement soulèvent des questions scientifiques uniques.

### Une intelligence étudiée à travers l'interaction avec l'humain
Parmi les animaux domestiques, les chevaux occupent une place unique dans la mesure où leur mode de vie domestique moderne diffère fortement du mode de vie sauvage d'une part ; d'autre part, ils sont souvent entraînés de façon intensive pour accomplir des tâches dans le domaine du sport, du travail ou de la compagnie, en apprenant des choses qu'ils n'auraient pas été amenés à apprendre hors de l'espace domestique (par exemple, un cheval de cinéma peut apprendre à simuler la mort),,. Le cheval est non-seulement entraîné à ignorer sa tendance naturelle à fuir les situations qui l'effraient, mais aussi à communiquer et coopérer avec une autre espèce, l'humain, qui pourrait être assimilée à un prédateur,,. Des auteurs comme Alexis L'Hotte, François Baucher, Aloïs Podhajsky et Nuno Oliveira mettent en relation l'intelligence au travail et l'affectivité :

« Deux êtres vivants à qui l'on demande de collaborer harmonieusement doivent se comprendre pour parvenir à un résultat »

— Aloïs Podhajsky, L'équitation
D'après les résultats d'une enquête de la sociologue Vanina Deneux-Le Barh menée en France auprès de 800 personnes travaillant avec des chevaux, et publiés en 2021 puis en 2023, les professionnels du monde équestre décrivent leurs chevaux comme des « partenaires ». Ils reconnaissent chez leurs chevaux une intelligence situationnelle et des capacités à s'« adapter » et à prendre des « initiatives ». La mise en avant de qualités mentales va de pair avec la difficulté du travail demandé à l'animal.
Les professionnels du secteur équestre interrogés pour cette étude insistent aussi sur l'importance des récompenses à donner aux chevaux afin de susciter de leur part une envie de collaborer, et ainsi développer leur intelligence. L'intelligence des chevaux peut être un reflet de celle de la personne qui les forme, en particulier si cette personne mobilise efficacement des techniques de conditionnement et de renforcement positif pour former chaque animal à la manière qui correspond le mieux à ses inclinations naturelles.

Exemples de mobilisation de l'intelligence du cheval à travers l'interaction avec l'humain
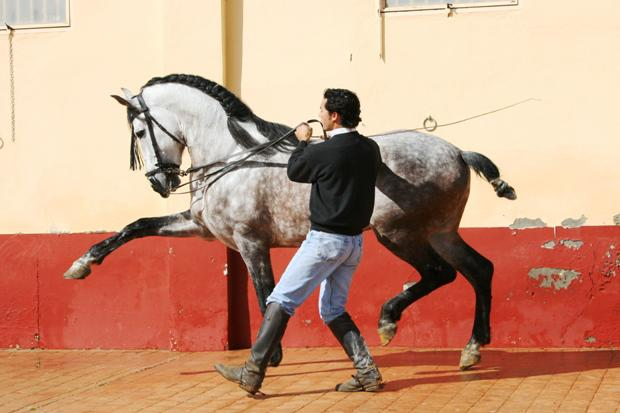
Apprentissage du pas espagnol avec l'aide d'un stick pour donner des indications.
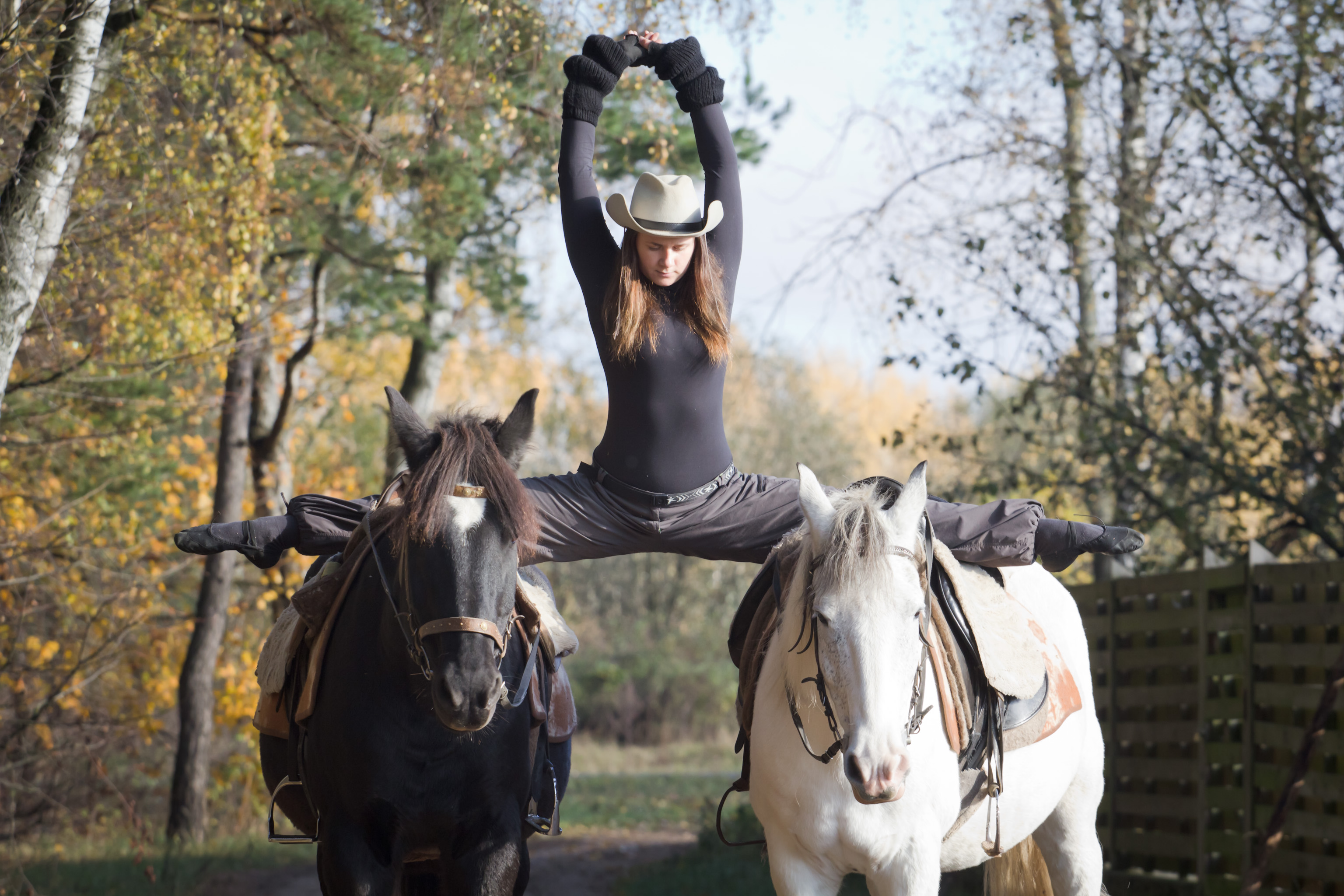
Entraînement de deux chevaux de cirque en Russie.
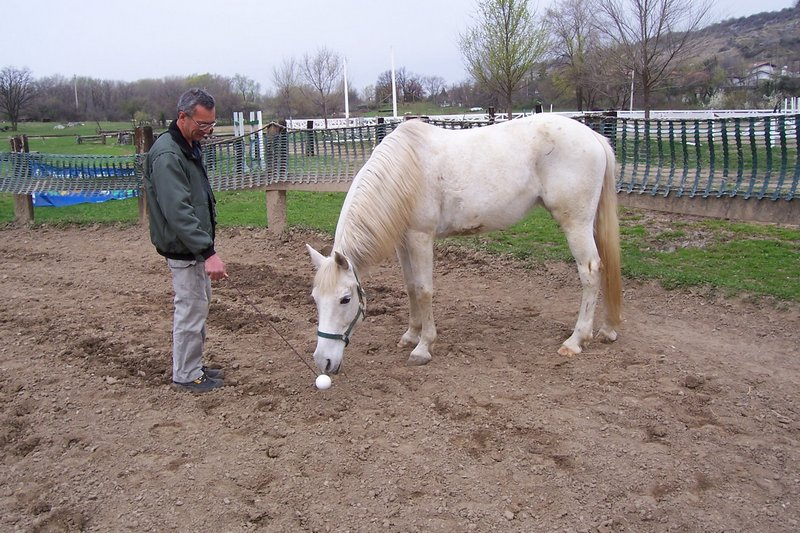
Entraînement d'un cheval par conditionnement au clic (clicker training)
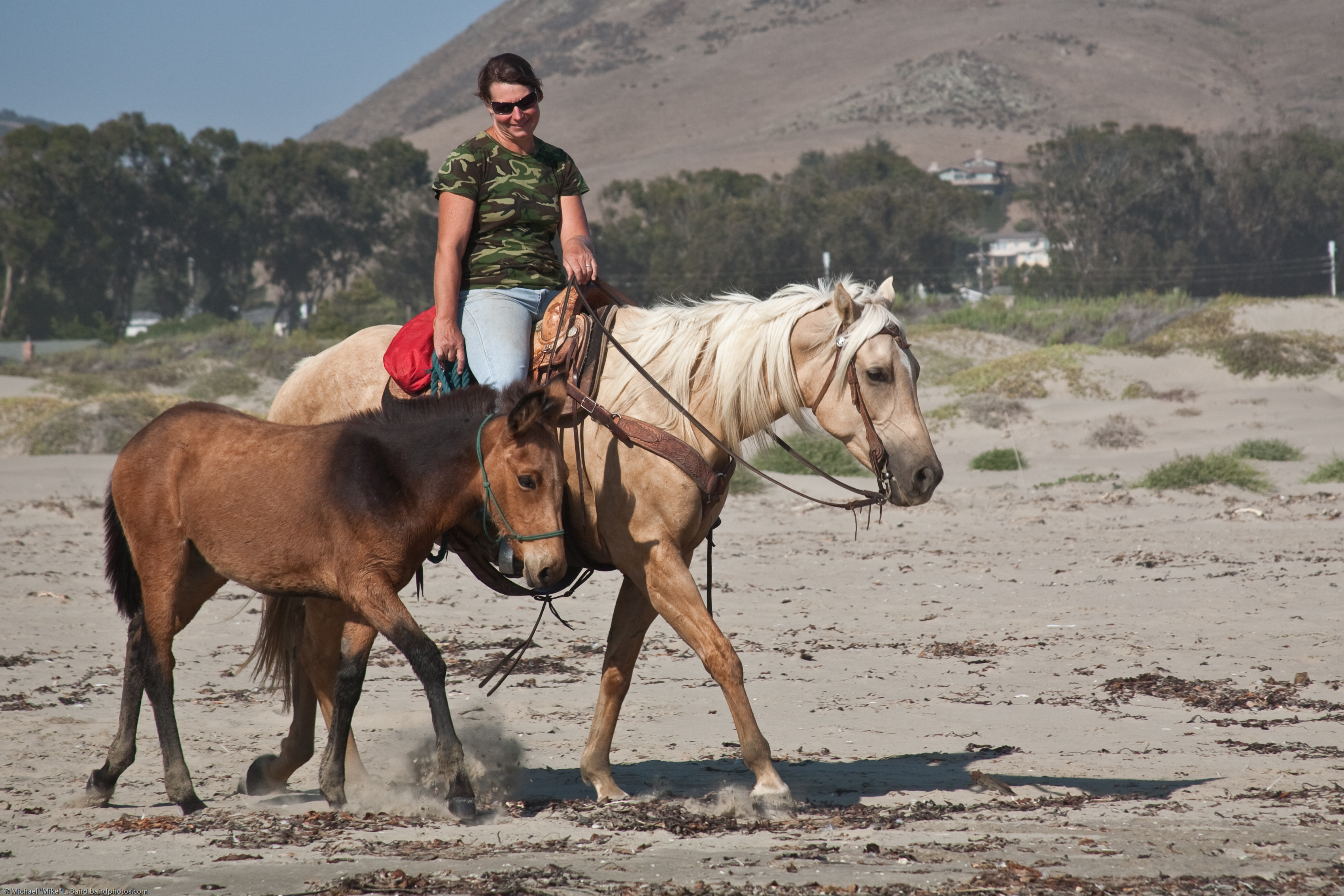
Entraînement d'un jeune cheval aux côtés d'un plus âgé et plus expérimenté.
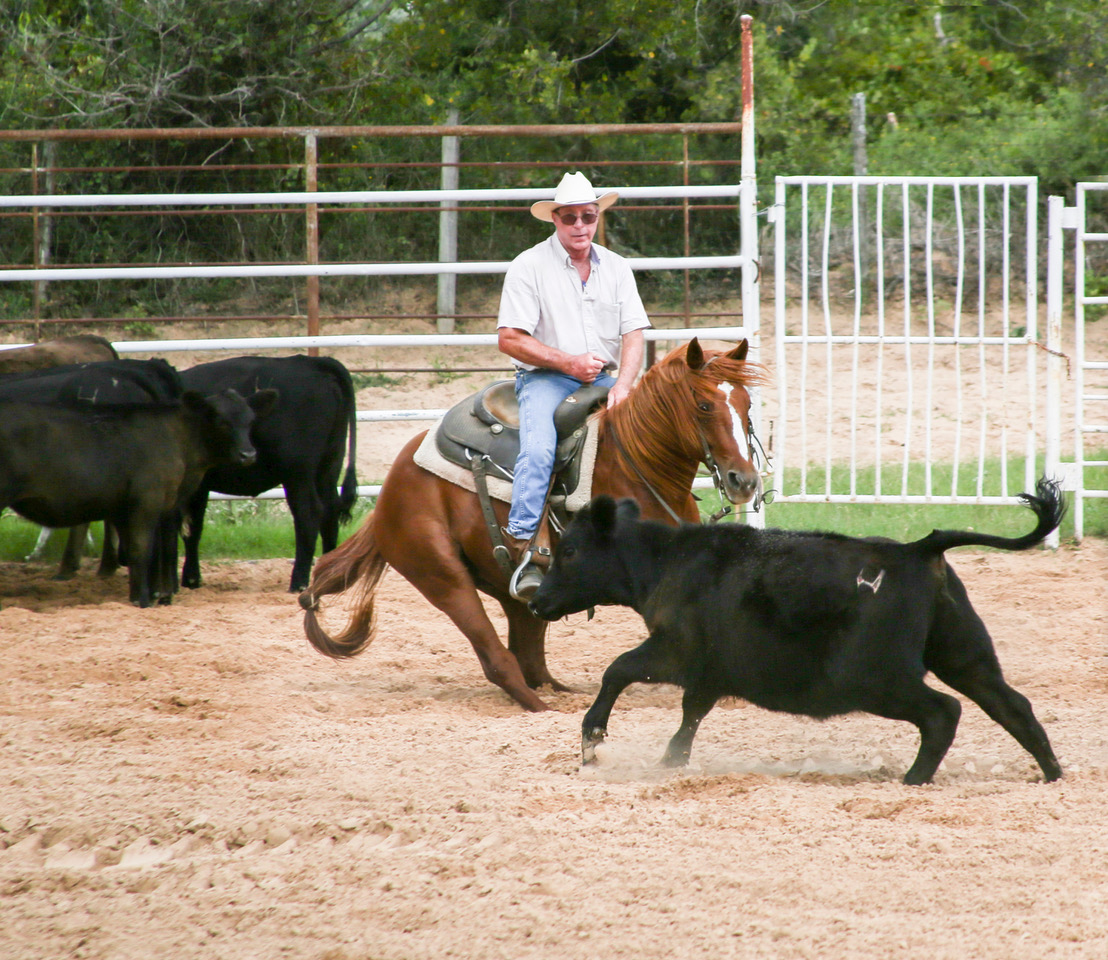
Entraînement d'un jeune cheval au travail du bétail.
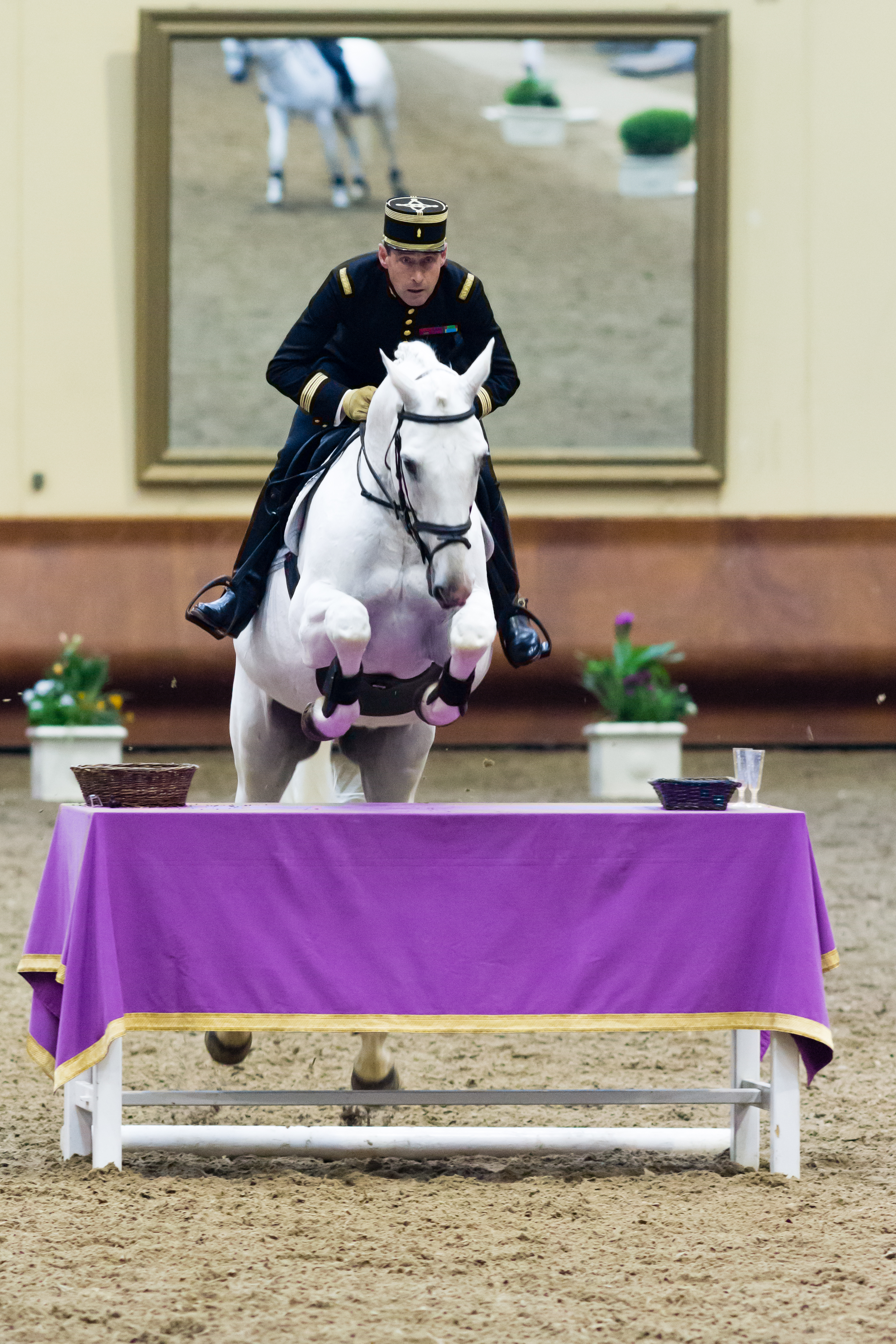
Cheval du Cadre noir monté, sautant une table.
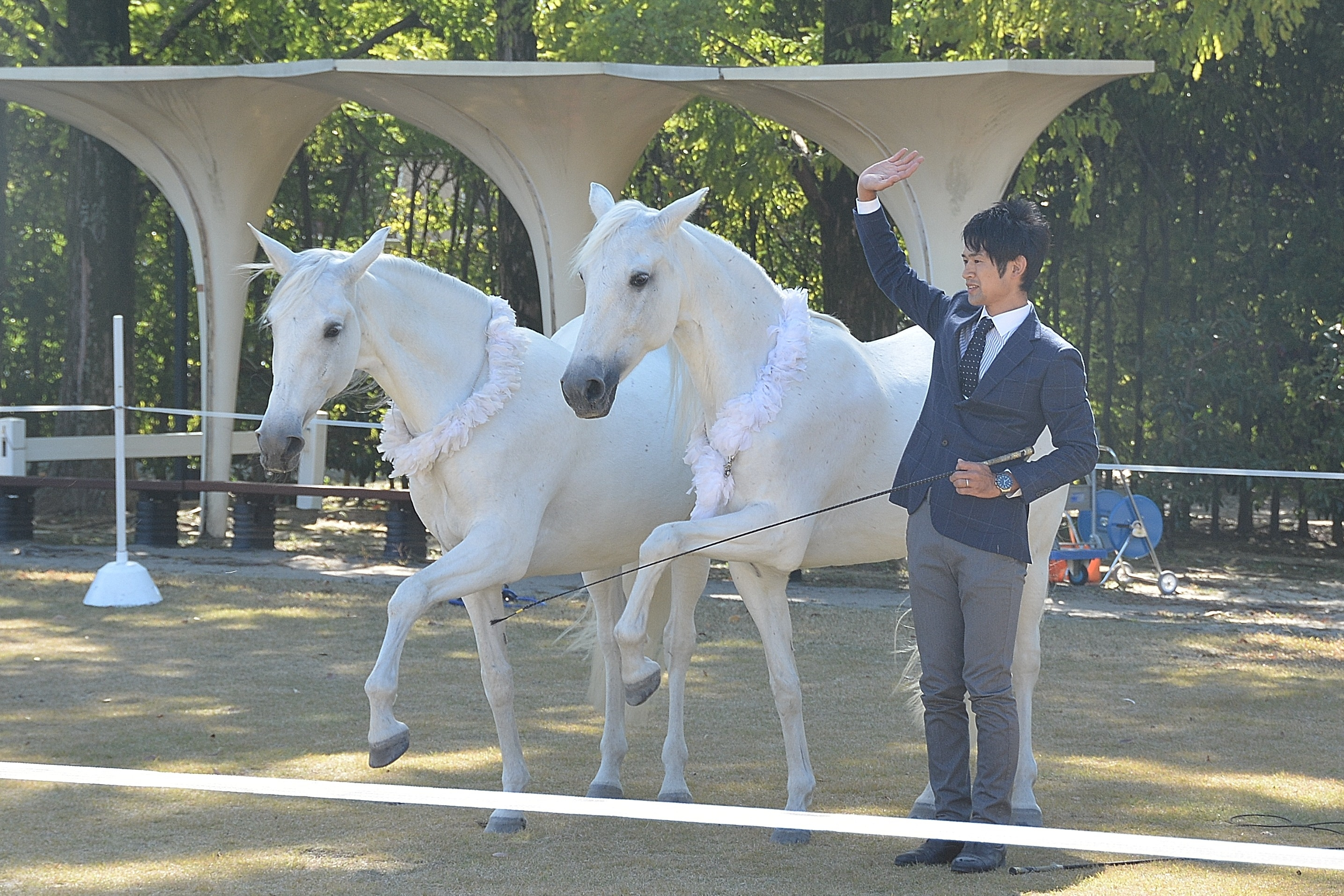
Chevaux japonais dressés en liberté.

Les résultats du travail entre l'humain et le cheval permettent de mettre en évidence « l’investissement et l’intelligence des chevaux dans l’activité », Vanina Deneux – Le Barh décrivant des communautés de pratiques qui permettent la « reconnaissance des subjectivités et des intelligences ».

« L'attelage, le dressage, la monte western, et j'en passe, sont des disciplines qui demandent non seulement une maîtrise exceptionnelle de chaque mouvement, mais aussi une compréhension synthétique et immédiate des messages du meneur ou du cavalier »

— Maria Franchini, De l'intelligence des chevaux.
L'intelligence du cheval se manifeste ici à travers l'isopraxie, sa capacité à percevoir chaque mouvement d'un cavalier de façon très subtile. Enfin, les diverses études menées sur la cognition équine mettent en évidence que le degré de familiarité du cheval avec l'être humain ou un autre partenaire joue un rôle important dans la manifestation de ses facultés cognitives.

### Conditions d'expérience et limites
Comme tout mammifère, le cheval construit sa représentation du monde à partir des informations transmises par ses sens,. Cependant, le cheval expérimente le monde différemment d'un être humain,. Toute évaluation de son intelligence doit prendre en compte ses capacités de perception.
Les chevaux ne sont pas toujours scientifiquement testés dans des conditions d'expérience adaptées à leur espèce. Budiansky et Leblanc soulignent que la tendance à comparer l'intelligence d'une espèce par rapport à celle d'une autre est soumise à de nombreux biais culturels, et souffre de non-prises en compte des capacités de perception sensorielle ou des capacités de manipulation des objets,. Le cheval est par exemple perçu comme « moins intelligent » qu'une pieuvre, ou bien comparé à un enfant de trois ans,. La pieuvre est très souvent citée comme un exemple d'animal intelligent ; en comparaison, les équidés comme le cheval n'ont pas un corps adapté à la manipulation des objets :

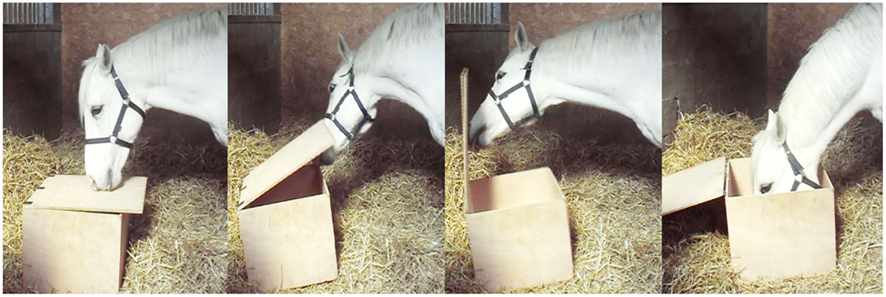
Comportement d'un cheval face à une boîte contenant de la nourriture :
1. Renifler le couvercle
2. Soulever le couvercle
3. Ouvrir la boîte
4. Manger la nourriture
Extrait de l'article Do horses expect humans to solve their problems? [Les chevaux attendent-ils des humains qu'ils résolvent leurs problèmes ?], par C. Lesimple, C. Sankey, M. A. Richard et M. Hausberger, 2012.

Une autre limite récurrente dans ces études réside dans le manque de prise en compte de l'état émotionnel du cheval, un animal stressé ou souffrant obtenant de moins bons résultats. L'éthologue Martine Hausberger et son équipe soulignent l'importance des conditions de vie et le respect du bien-être du cheval, de mauvaises conditions de vies se traduisant par de moins bonnes performances cognitives.
Beaucoup d'études menées jusqu'au début des années 2000 ne prenaient pas en compte les potentiels apprentissages antérieurs du cheval, réalisés avant les expériences de recherche.
L'anthropomorphisme, longtemps considéré comme « sacrilège », peut être ponctuellement utile lorsqu'il s'agit de comparer les capacités cognitives du cheval à celles de l'être humain, afin de mieux les comprendre. Il serait cependant erroné de plaquer systématiquement un équivalent humain sur les comportements des chevaux, en leur prêtant des émotions et des raisonnements complexes telles que la jalousie ou la préméditation d'un acte malveillant.

### Facteurs influençant les performances cognitives des chevaux

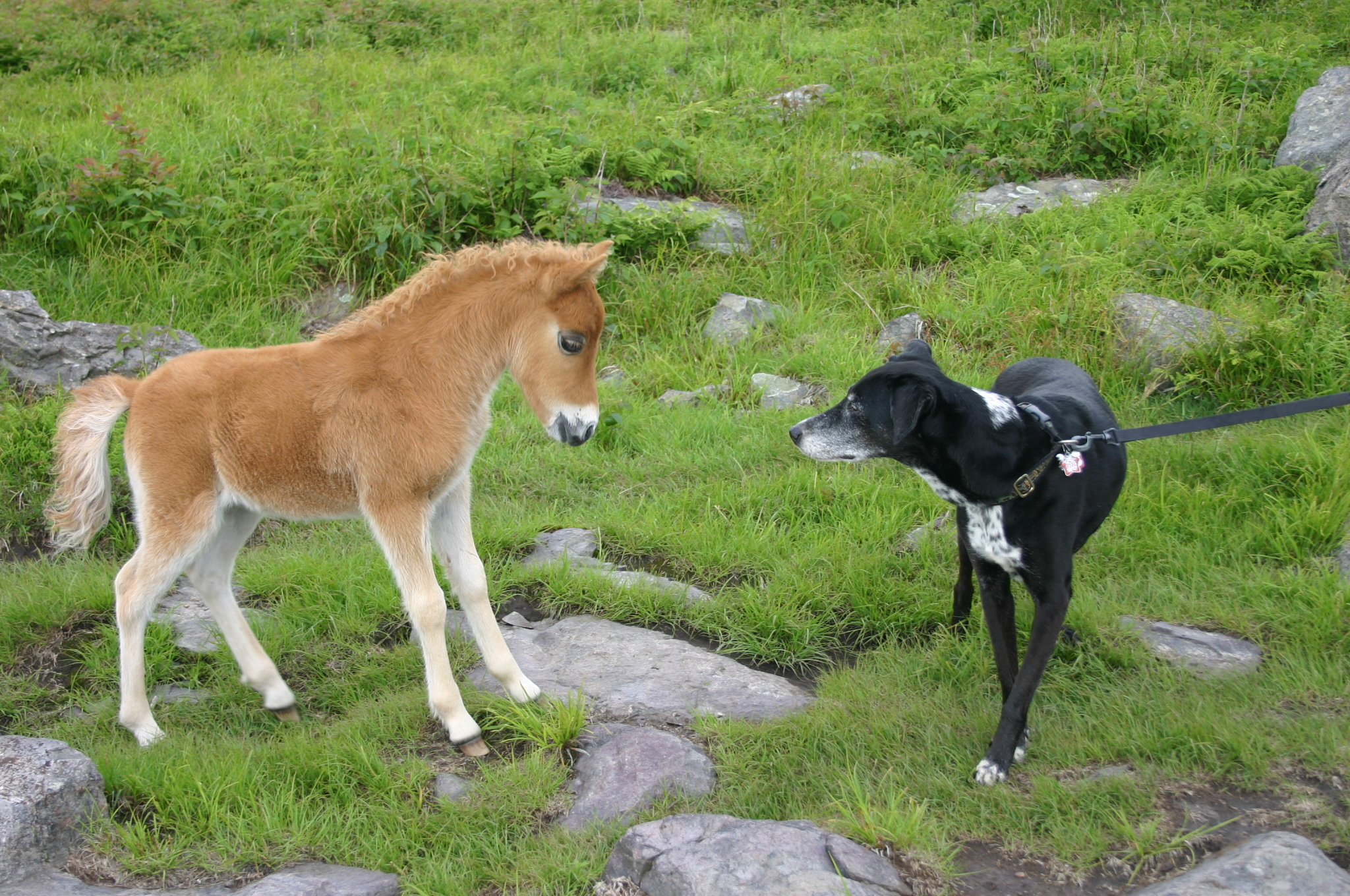
Les jeunes chevaux montrent davantage de curiosité que les plus âgés (ici, un poulain examine un chien domestique).

Leblanc rappelle aussi que les manifestations d'intelligence peuvent varier très fortement chez un même individu et à l'échelle d'une même espèce, par exemple avec des appétences différentes pour les relations sociales ou bien pour l'abstraction. Il n'existe pas de preuve que les chevaux dominants dans la hiérarchie sociale de leur groupe seraient, d'une façon ou d'une autre, plus intelligents que les autres membres de leur groupe. Les jeunes chevaux font preuve d'un comportement plus investigateur, avec davantage d'interactions sur les appareils de test que les chevaux plus âgés, ce qui pourrait conférer aux jeunes chevaux un avantage en contexte d'apprentissage,. En plus de l'âge, un rang hiérarchique inférieur semble aussi être parmi les facteurs qui favorisent l'apprentissage, notamment grâce à une néophobie réduite.

### Différences raciales

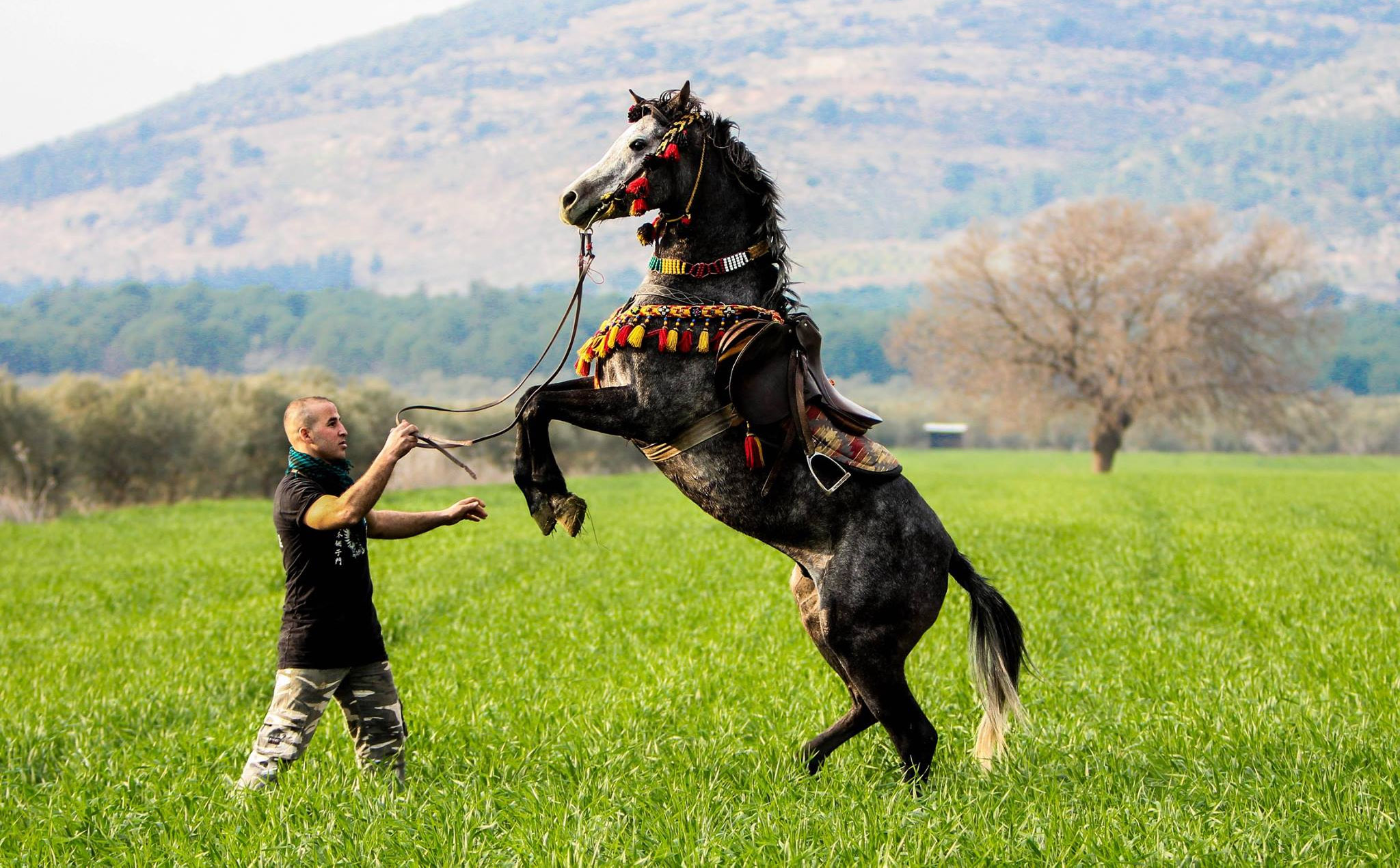
L'Arabe est une race souvent décrite comme plus intelligente que les autres, sans que cette idée soit scientifiquement démontrée.

Il existe très peu d'études comparatives menées sur l'intelligence des chevaux en fonction de leur race, Budiansky postulant que le Quarter Horse démontre peut-être des facultés supérieures à celles du Pur-sang, une hypothèse rejoignant celle de Lindberg et al., qui estiment que les chevaux dits à sang froid (poneys et chevaux de trait) apprennent les tâches de conditionnement plus rapidement que les chevaux à sang chaud (tels que le Pur-sang et l'Arabe). En 1933, L. P. Gardner concluait à une capacité d'apprentissage plus rapide pour le Trait belge que pour le Percheron.
Bon nombre d'ouvrages anciens ou récents,, présentent l'Arabe comme un cheval plus « intelligent » que les autres races. C'est entre autres le cas de The Illustrated Horse Management d'Edward Mayhew, paru en 1864 :
|  |                                                                                                 |  |                                                                                            |
|  | The Illustrated Horse Management, préface p. vi.                                                |  | Traduction française.                                                                      |
|  | The Arab horse is undoubtedly the most beautiful and the most intelligent specimen of its race. |  | Le cheval Arabe est sans doute le spécimen le plus beau et le plus intelligent de sa race. |

Le vétérinaire français Alexandre-Bernard Vallon (1863) considère les chevaux orientaux tels que l'Arabe et le Barbe plus intelligents que ceux de « race commune ». Maurice Hontang souligne que l'Arabe et le Pur-sang sont sélectionnés sur « l'amour de la lutte » et la compétition, ce qui pourrait expliquer leurs différences psychologiques.

## Cerveau du cheval
Comme chez tous les grands mammifères, le cerveau du cheval est un « chef d'orchestre » de son système nerveux, gérant toutes les perceptions afin de permettre à l'animal d'y répondre. L'encéphale, plus long que large, a une forme ovoïde et présente de nombreux gyrus serrés. Une série d'expériences tendent à conclure que l'hémisphère cérébral droit est davantage spécialisé dans les signaux de communication, tandis que l'hémisphère cérébral gauche est plus spécialisé dans la catégorisation des stimuli.

Cerveau du cheval, anatomies légendées
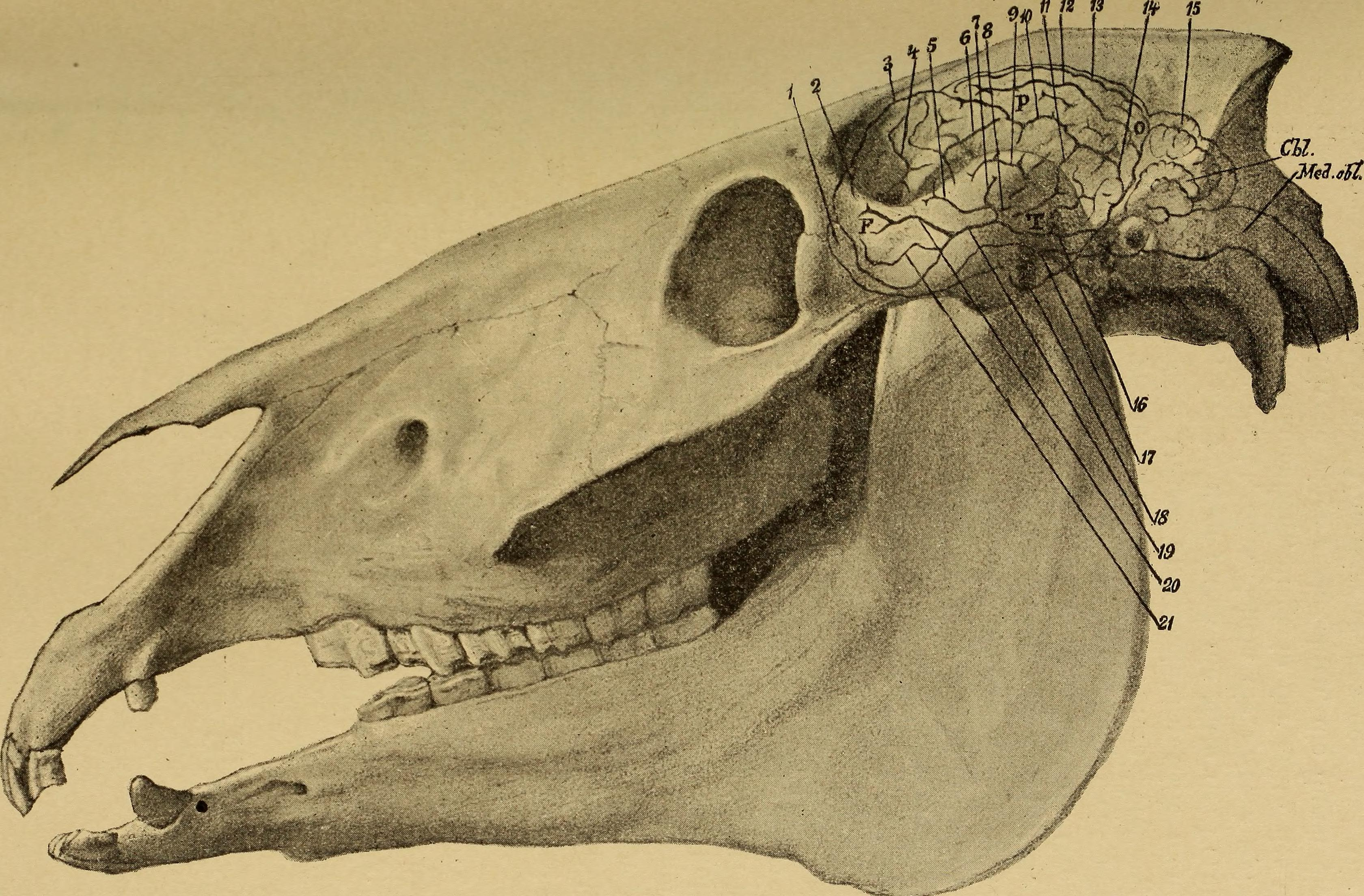
Localisation du cerveau dans la boîte crânienne.
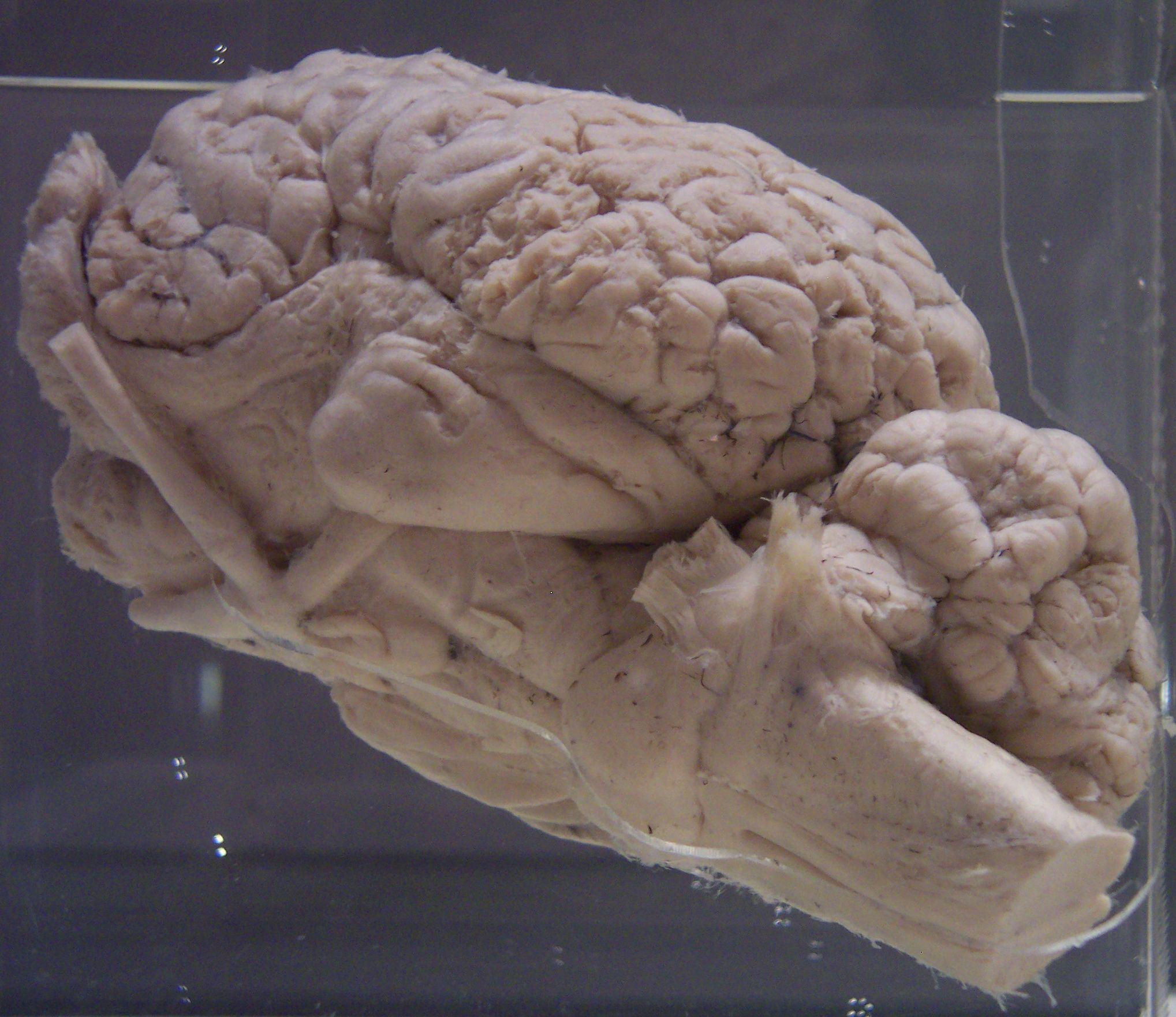
Cerveau d'un cheval conservé dans du formol.
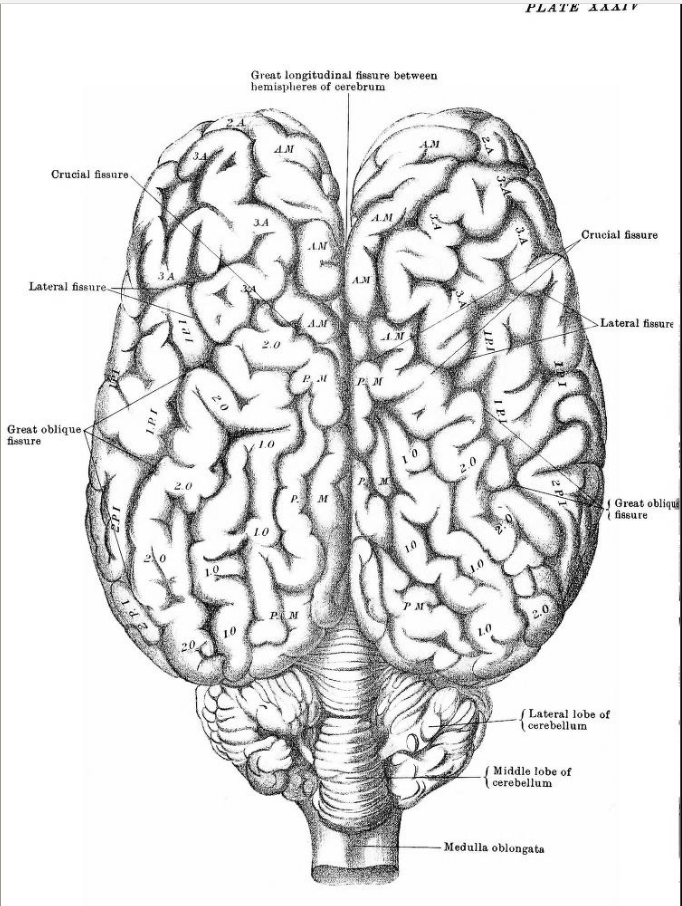
Partie supérieure du cerveau d'un cheval.
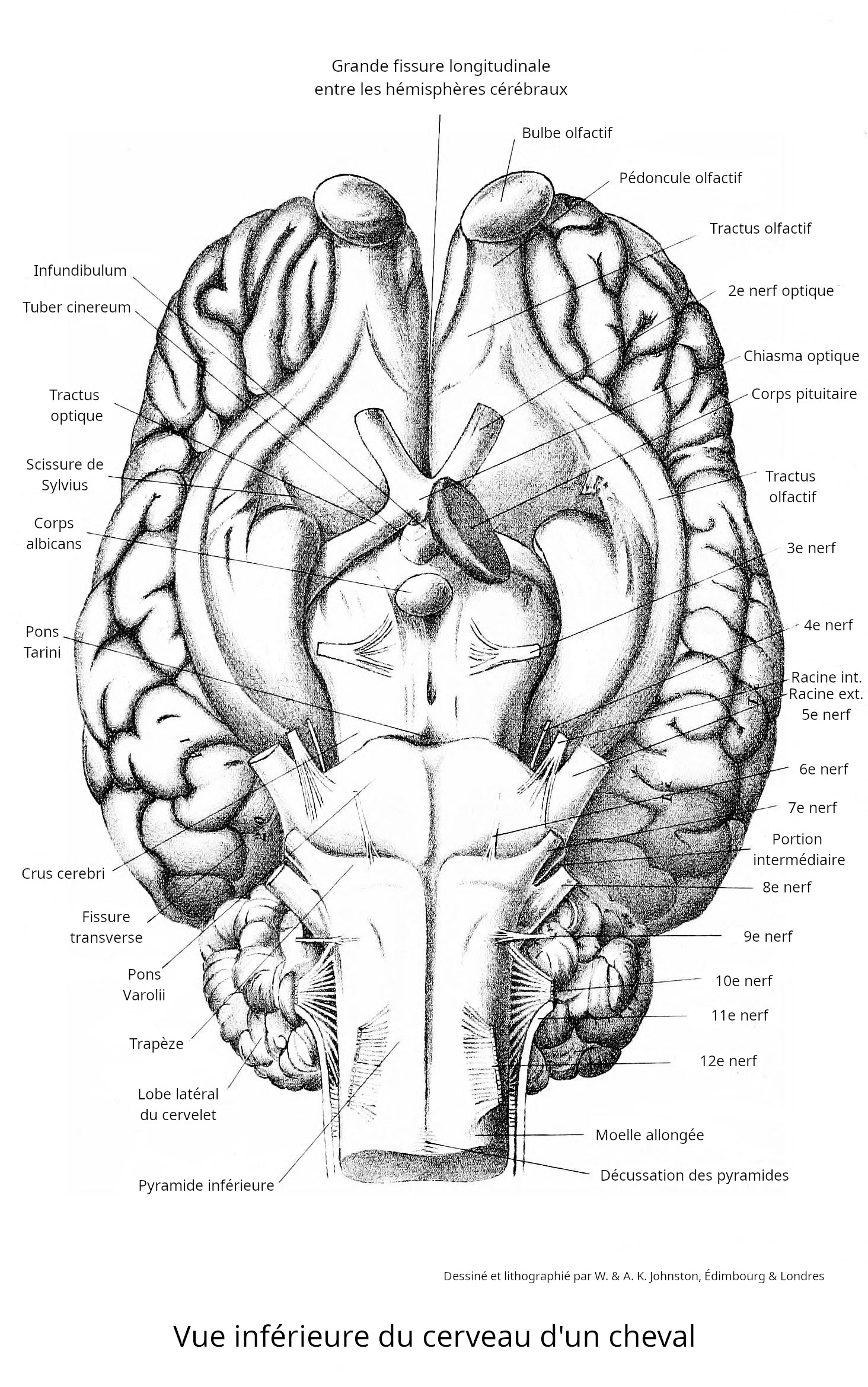
Partie inférieure du cerveau d'un cheval (schéma traduit en français).

Le poids du cerveau d'un cheval adulte est d'environ 510 grammes ; cependant ce poids relatif à celui du corps n'est pas un élément significatif pour mesurer l'intelligence. Le coefficient d’encéphalisation est de 0,9 %.

## Aptitudes cognitives du cheval
Comme le rappelle l'instructeur d'équitation Nicolas Blondeau, un cheval dispose de facultés d'apprentissage et d'adaptation comparables à celles d'un être humain. Une formation lui permet d'acquérir des savoir-faire. Les chevaux font preuve d'intelligence dans la résolution d'un certain nombre de tâches quotidiennes, incluant la recherche de nourriture et la gestion de l'organisation sociale. L'apprentissage discriminatif est important à évaluer pour comprendre la cognition du cheval, car il fournit des informations sur ses capacités à l'échelle de l'espèce, et permet d'en apprendre davantage sur d'autres domaines cognitifs.
| Capacité ou aptitude                                              | État des connaissances | Sources  |
| ----------------------------------------------------------------- | --- | -------- |
| Conscience de soi                                                 | À mieux étudier. Non-démontrée par le test du miroir                                                                                           | ,        |
| Théorie de l'esprit                                               | Prouvée pour l'attribution de certains états mentaux, débuts de preuve pour l'attribution d'état attentionnel (Trösch et al. 2019) ; à creuser | ,        |
| Contagion émotionnelle                                            | Quelques preuves (Trösch et al. 2020). La contagion émotionnelle entre chevaux reste à étudier                                                 | ,        |
| Attribution d'une réputation                                      | Prouvée | ,        |
| Communication référentielle (mouvements pour attirer l'attention) | Quelques preuves | ,        |
| Représentation mentale                                            | Prouvée ; sens de l'orientation évoqué seulement par anecdotes                                                                                 | ,.       |
| Mémoire à long terme                                              | Prouvée (Hanggi et Ingersoll 2009), jusqu'à dix ans                                                                                            | ,        |
| Mémoire de travail                                                | Faible, une vingtaine de secondes | ,        |
| Mémoire à court terme                                             | Prouvée (Hanggi 2010), sur une trentaine de secondes.                                                                                          | ,.       |
| Catégorisation                                                    | Prouvée | ,        |
| Planification et stratégie                                        | Début de preuve | [ S 88 ] |
| Dénombrement                                                      | Controversé, peut-être une capacité à dénombrer jusqu'à quatre                                                                                 | [ 54 ]   |
| Permanence de l'objet                                             | Échec (une étude) | [ S 89 ] |
| Télépathie                                                        | Soutenu par Henry Blake, et Rupert Sheldrake, toujours évoqué par témoignages,, jamais démontré.                                               | ,.       |

La capacité d'apprentissage conspécifique (par observation d'autres chevaux) est longtemps restée méconnue, avant d'être démontrée depuis 2008,,.

### Performances des chevaux en résolution de problèmes

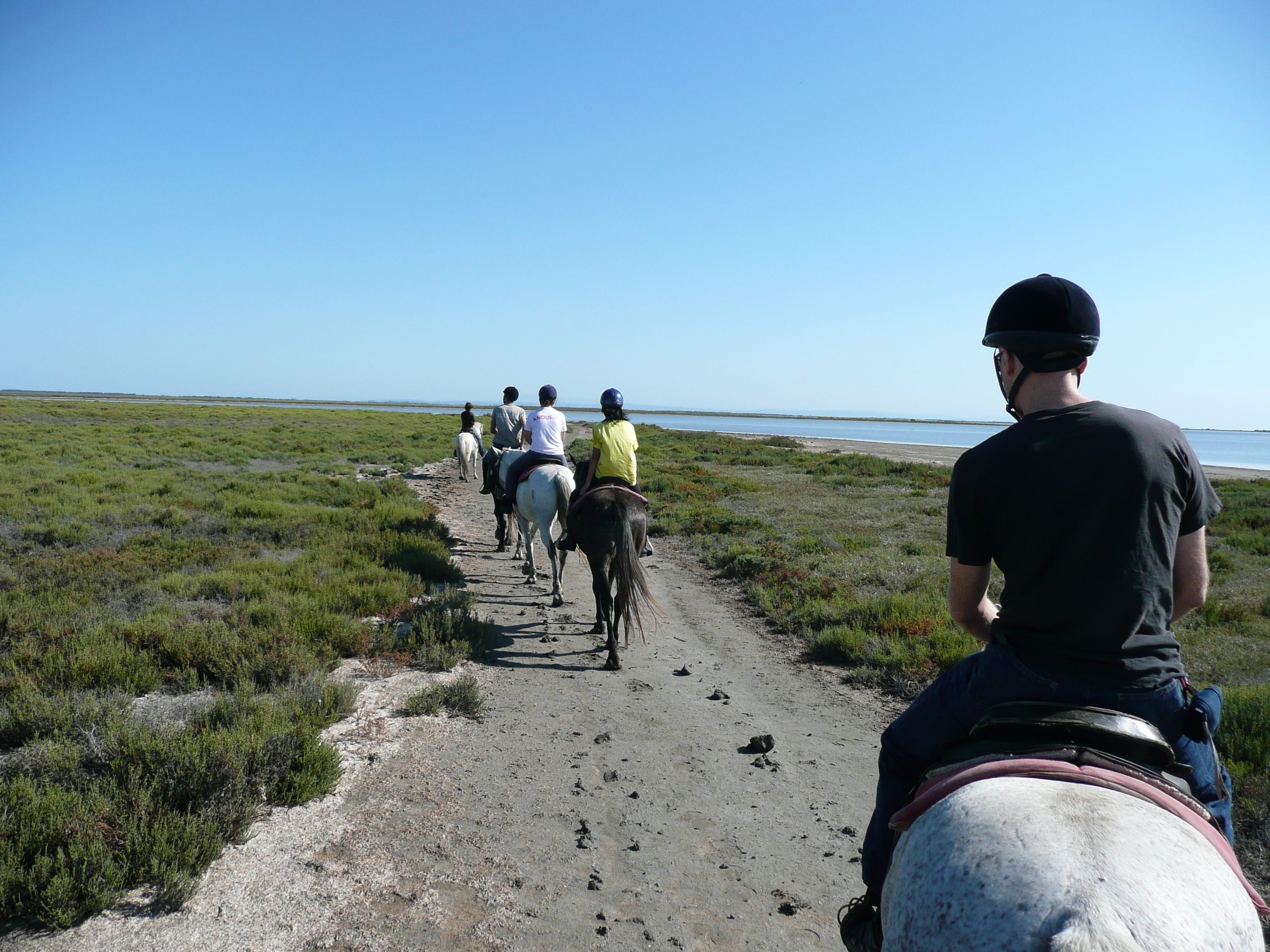
Chevaux de race Camargue montés par des touristes débutants en équitation, lors d'une promenade.

Les chevaux domestiques, qui vivent dans un environnement artificiel inhibant leur comportement instinctif tout en apprenant des tâches non-naturelles, savent en général résoudre des problèmes plus complexes que les chevaux sauvages.
D'après Budiansky, les chevaux ne sont pas particulièrement doués pour la résolution de problèmes. La plupart des animaux carnivores, ainsi que les singes, obtiennent de meilleurs résultats, notamment pour ce qui est d'éviter des obstacles placés sur leur chemin. Il pose l'hypothèse que ces performances moyennes découlent de différences entre les animaux carnivores, et les animaux herbivores comme le cheval. En effet, un herbivore n'est pas habitué à anticiper les réactions d'une proie. Cependant, pour le vétérinaire Robert M. Miller, le cheval est « suffisamment intelligent pour pouvoir choisir rapidement entre deux maux ».
La docteur en ethnologie María Fernanda de Torres Álvarez estime au contraire que les relations de travail permettent au cheval de mobiliser son intelligence pour chercher des solutions concrètes afin de réaliser la tâche qui lui est demandée. Elle cite l'exemple des chevaux de race Camargue montés par des bénévoles pour le travail du bétail, qui sont capables de corriger d'eux-mêmes les erreurs de leur cavalier pour rattraper des taureaux en fuite. Les cavaliers débutants se voient typiquement confier un cheval mature qui peut corriger de lui-même leurs erreurs. De même, les chevaux Camargue montés en randonnée par des touristes totalement débutants savent anticiper les erreurs de ces cavaliers néophytes. Pour María Fernanda de Torres Álvarez, l'intelligence du cheval s'exprime ici à travers sa liberté de trouver par lui-même des solutions à des problèmes.
En 2024, une étude sur vingt chevaux publiée dans Applied Animal Behaviour Science conclut que les chevaux ont la capacité de penser et de planifier afin d'obtenir une récompense.

### Performances des chevaux lors de tests du labyrinthe

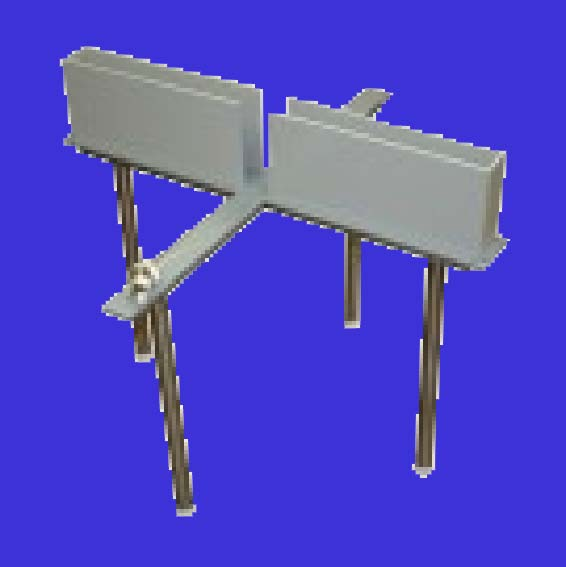
Exemple de petit labyrinthe en forme de « T » utilisé pour les expériences sur la cognition animale.

D'après Budiansky, le cheval réalise des performances honorables, mais non brillantes, dans la plupart des tests du labyrinthe. Ces tests prennent typiquement la forme d'un labyrinthe en forme de « T » ou de « Y » avec deux choix, l'un débouchant sur un cul-de-sac, et l'autre sur un accès à de la nourriture, de l'eau, ou des contacts sociaux avec d'autres chevaux, sans que le cheval ne puisse voir par avance ce qui se trouve au bout d'un des deux embranchements du labyrinthe,. Les performances d'apprentissage des chevaux soumis à ce test sont comparables à celles des poissons tropicaux, des pieuvres et des cochons d'Inde. Dans l'expérience citée par Budiansky, après cinq essais, 20 % des chevaux se trompent encore de sortie.
Maria Franchini cite le test du labyrinthe comme un exemple de biais : les rats y obtiennent de meilleurs résultats que les chevaux, mais les rats sont des espèces souterraines habituées à se déplacer dans des environnements clos, alors qu'à l'état sauvage, le cheval vit dans de grands espaces extérieurs et ouverts.

### Mémoire

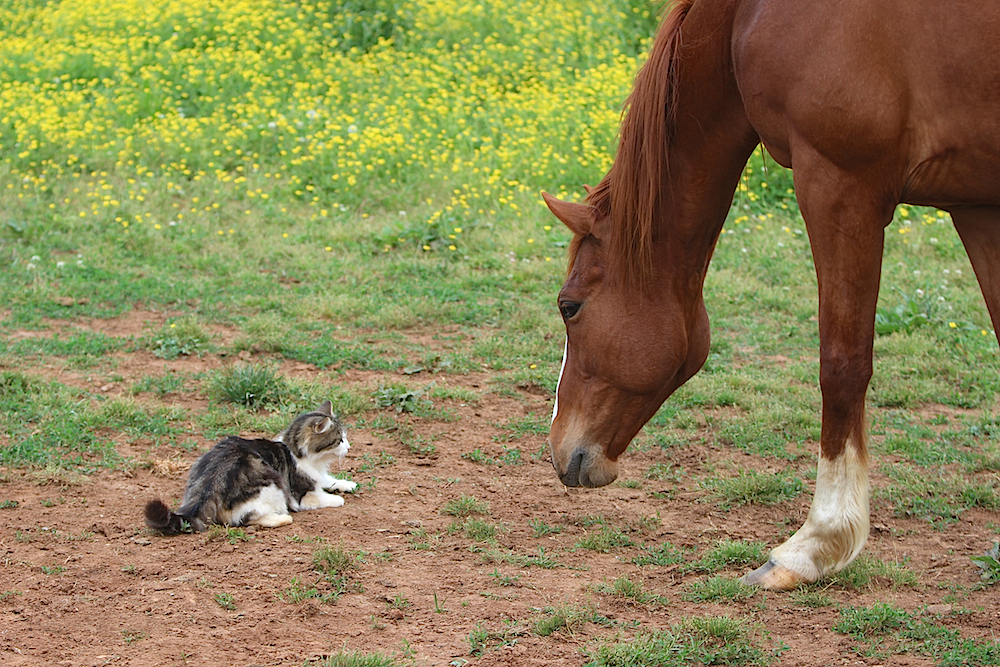
Cheval alezan examinant un chat.

L'excellente mémoire des chevaux est l'un des rares constats qui fassent consensus à la fois chez les écuyers du XIXe siècle et chez les chercheurs modernes,,,. En 1892, le sociologue Gustave Le Bon écrit :

« La caractéristique fondamentale de la psychologie du cheval est la mémoire. Peu intelligent, il paraît doué d'une mémoire représentative fort supérieure à celle de l'homme »

— Gustave Le Bon, L'équitation actuelle et ses principes,
Dans le monde équestre, de nombreuses histoires circulent à propos du souvenir que les chevaux gardent des personnes qui les ont maltraitées, au point de s'en rappeler plusieurs années plus tard. Cependant Michel-Antoine Leblanc note que les travaux scientifiques ont longtemps été peu nombreux et peu pertinents, et que le consensus autour de l'excellente mémoire chevaline reposait sur des collections d'anecdotes,.
Le Dr R. M. Miller a posé en 1995 l'hypothèse que le cheval ait une excellente mémoire en raison de son histoire évolutive, mais sans l'associer à des preuves. En 2009, une étude d'Evelyn Hanggi et de Jerry Hingersol met en évidence pour la première fois l'existence d'une mémoire à long terme chez le cheval, avec des souvenirs complexes (souvenirs de règles d'apprentissages et de tâches mentales élaborées) pouvant remonter jusqu'à dix ans en arrière,,. Les chevaux se souviennent aussi des personnes qu'ils côtoient dans le cadre de leurs soins et de leur travail, et des interactions passées avec ces personnes, qu'elles soient positives ou négatives. L'éthologue Marthe Kiley-Worthington témoigne d'avoir appris environ deux-cent mots différents à deux chevaux entraînés depuis qu'ils sont des poulains.
Lorsqu'ils visitent tous les jours un manège dans lequel des objets nouveaux sont placés, les chevaux suggèrent qu'ils se souviennent très bien d'avoir déjà examiné un même objet dans la journée, mais ré-explorent le même objet d'un jour sur l'autre.

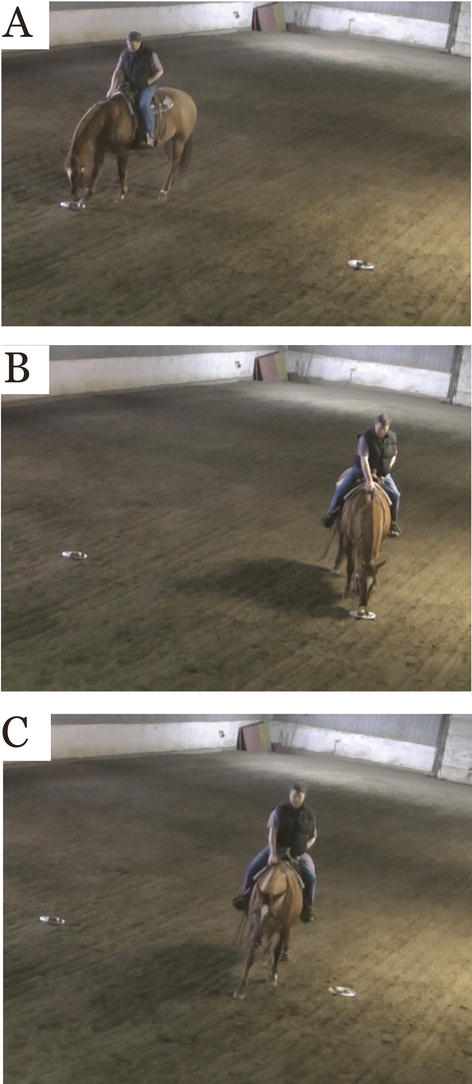
Test de mémoire à deux choix.
(A) Un cheval monté au point central entre deux assiettes contenant des crottins s'approche de l'assiette de droite et renifle la cible.
(B) Environ 5 minutes plus tard, le cheval se voit proposer un deuxième choix et choisit la cible de gauche.
(C) Environ 5 minutes plus tard, le cheval se voit proposer un troisième choix, et passe devant les deux cibles précédentes sans en examiner aucune.

Concernant la mémoire à court terme, le cheval se situe dans la moyenne d'autres espèces de mammifères telles que l'âne, le chat et le chien, avec une capacité à retenir des informations sur au moins 30 secondes,. Sa mémoire à court terme est excellente en matière d'exploration des objets nouveaux. En revanche, sa mémoire de travail est mauvaise, avec une limite d'une vingtaine de secondes. Lansade l'explique par l'absence de nécessité de la mobiliser chez un animal herbivore brouteur.

### Visualisation spatiale

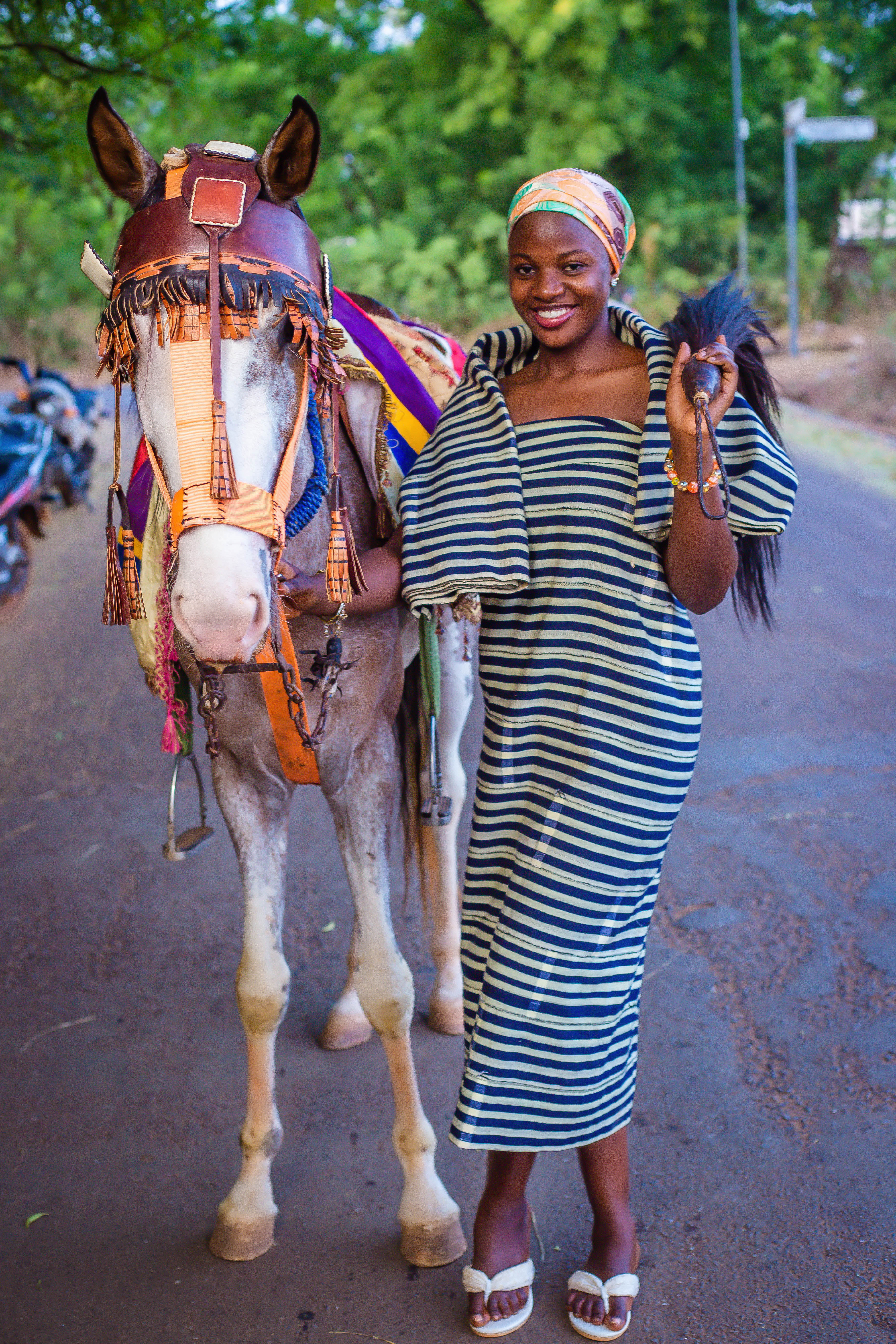
Femme Dagomba du Ghana et son cheval. Contrairement à une croyance populaire, le cheval perçoit la plupart des couleurs.

En dépit de fausses croyances relatives à une mauvaise perception visuelle, les chevaux disposent d'une vue adaptée à leur vie en milieu ouvert, bien qu'ils ne voient pas très net, et que leur perception des couleurs soit dichromatique,. Ils sont également doués de bonnes habilités de visualisation spatiale, ce qui paraît logique dans la mesure où le cheval se repose beaucoup sur sa vue lors de ses rapports sociaux. Leur capacité à se repérer témoigne d'un accès à une sorte de carte cognitive de leur environnement.
Les chevaux réalisent de très bonnes performances sur les tâches de discrimination visuelle spatiales (en trois dimensions), notablement meilleures que sur la discrimination d'objets en 2D (tels que des motifs sur fond coloré). Il n'existe aucun fondement scientifique au mythe qui voudrait qu'un cheval doive se faire présenter le même objet une fois devant son œil droit, puis devant son œil gauche, avant de pouvoir l'identifier,, une partie des fibres du nerf optique de chaque œil étant reliées à l'hémisphère cérébral opposé.
Hanggi cite de nombreux exemples dans lesquels des chevaux ont remarqué le déplacement d'objets de leur environnement. Leur réaction notable lorsqu'un objet a été déplacé prouve une aptitude à identifier des modifications survenues dans leur environnement visuel. Ces capacités de discrimination visuelle portent à la fois sur des objets concrets tels que des jouets, des portes ou des seaux, et sur des objets plus abstraits tels que des figures et des motifs rayés. En revanche, une expérience menée sur la permanence de l'objet a donné de très mauvais résultats, ce qui laisse à penser que les chevaux ne sont pas capables de transposer les déplacements d'un objet qui leur est invisible.
Maria Franchini pose l'hypothèse que certains chevaux perçoivent les insectes et autres petits animaux vivants présents sur leur passage ; elle cite l'exemple d'une jument qui évitait de piétiner les insectes vivants, mais qui piétinait les insectes morts. Enfin, de nombreuses anecdotes de cavaliers font part d'un sens de l'orientation poussé chez le cheval ; d'après la psychologue Sara J. Shettleworth, ce sens de l'orientation s'appuie vraisemblablement beaucoup aussi sur sa mémoire.

### Dénombrement et catégorisation

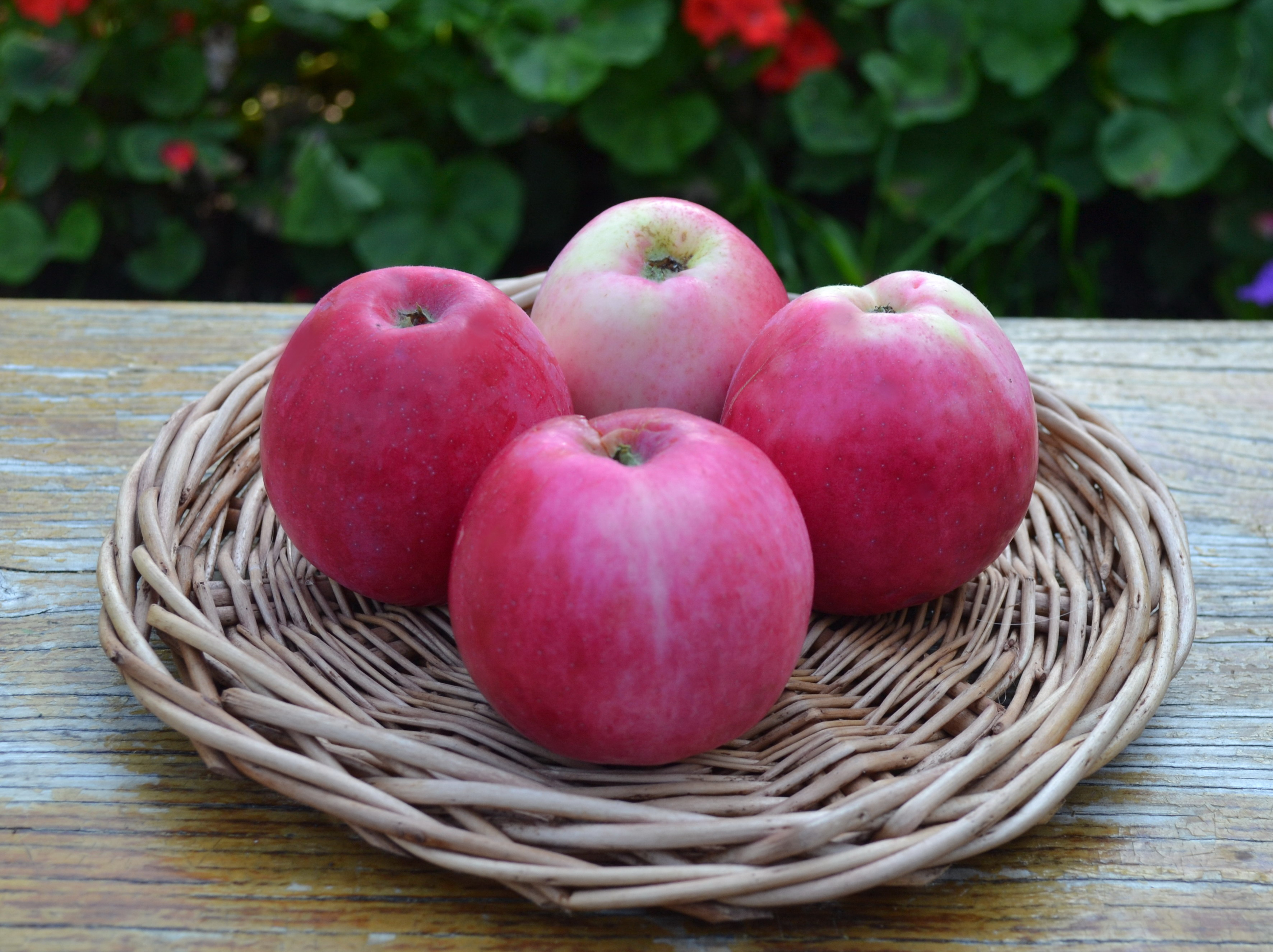
Des chevaux ont démontré une aptitude à dénombrer jusqu'à quatre pommes.

Les chevaux sont capables de résoudre des problèmes cognitifs avancés qui impliquent la catégorisation, et l'apprentissage de concepts. La chercheuse Evelyn Hanggi a mis en évidence la capacité du cheval à assimiler le concept relationnel de taille, en classant des objets de taille différente,. Le cheval peut discriminer des motifs complexes tels que certaines formes géométriques, et notamment distinguer un triangle.
L'étude de la capacité des chevaux à compter fait écho à l'affaire Hans le Malin ; il est difficile de savoir si les chevaux ont une réelle capacité de dénombrement. Il est suggéré qu'ils soient capables de dénombrer une pomme par rapport à deux et deux par rapport à trois, mais pas quatre pommes par rapport à six. Ils seraient donc capables de « compter » jusqu'à quatre.
Toutes ces études démontrent aussi que le cheval peut accéder à une représentation mentale, et effectuer des dénombrements simples.

### Une capacité d'improvisation?

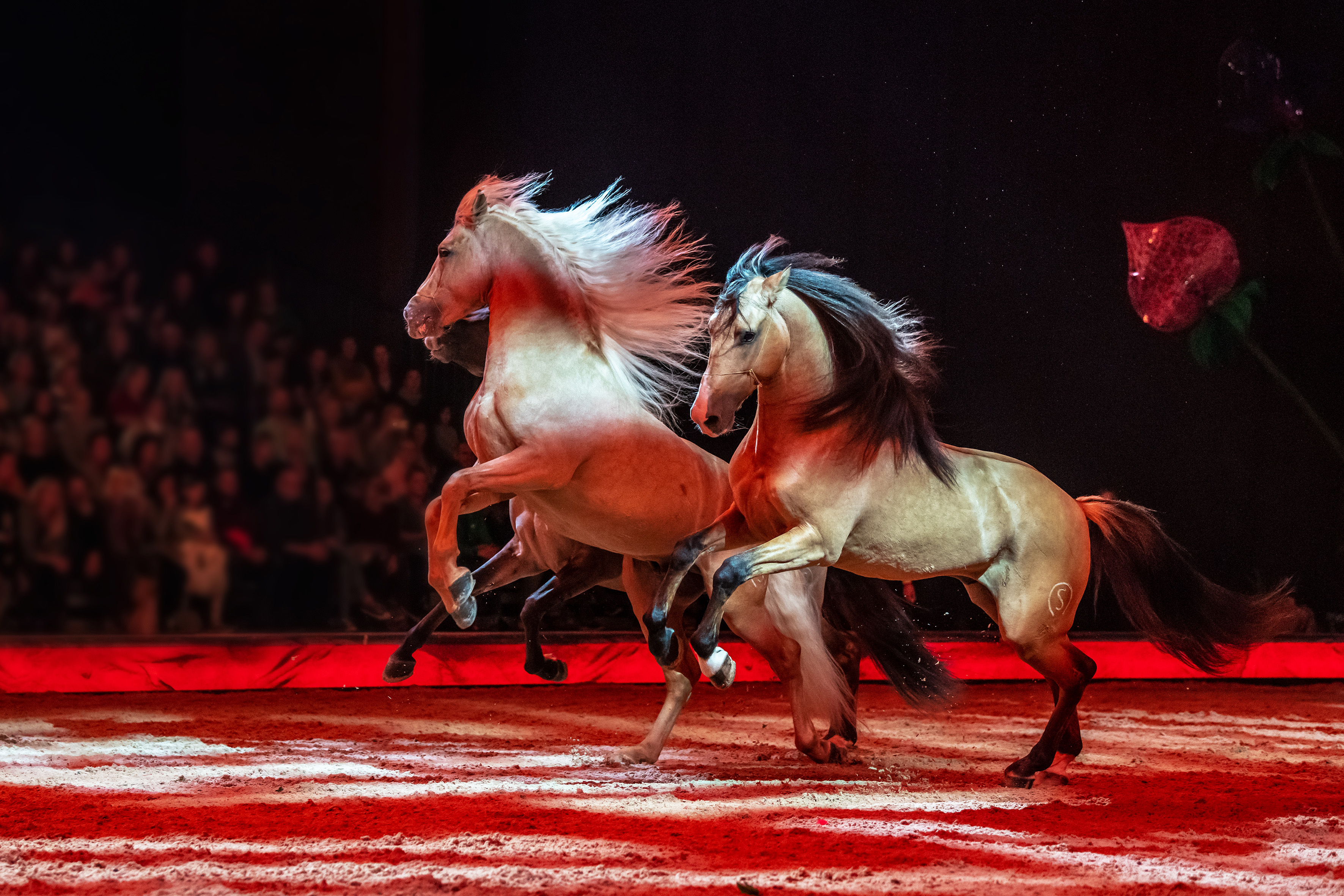
Chevaux sur une scène de spectacle en liberté, devant un public.

À partir d'expériences pratiques, la docteure en études théâtrales Charlène Dray postule que les chevaux de spectacle soient capables d'improviser sur une scène sans pour autant attendre de récompense, dès lors qu'ils disposent d'objets exploratoires placés à leur disposition. Plusieurs écuyers qui travaillent avec des chevaux de spectacle s'accordent cependant à dire que ces animaux n'ont pas conscience de créer une émotion artistique.
Shelly R. Scott cite une expérience pratique similaire, cette fois une course de chevaux à laquelle ni les chevaux ni leurs cavaliers n'avaient été préparés, tous deux ayant donc improvisé pour gérer cette course.

## Intelligence sociale du cheval

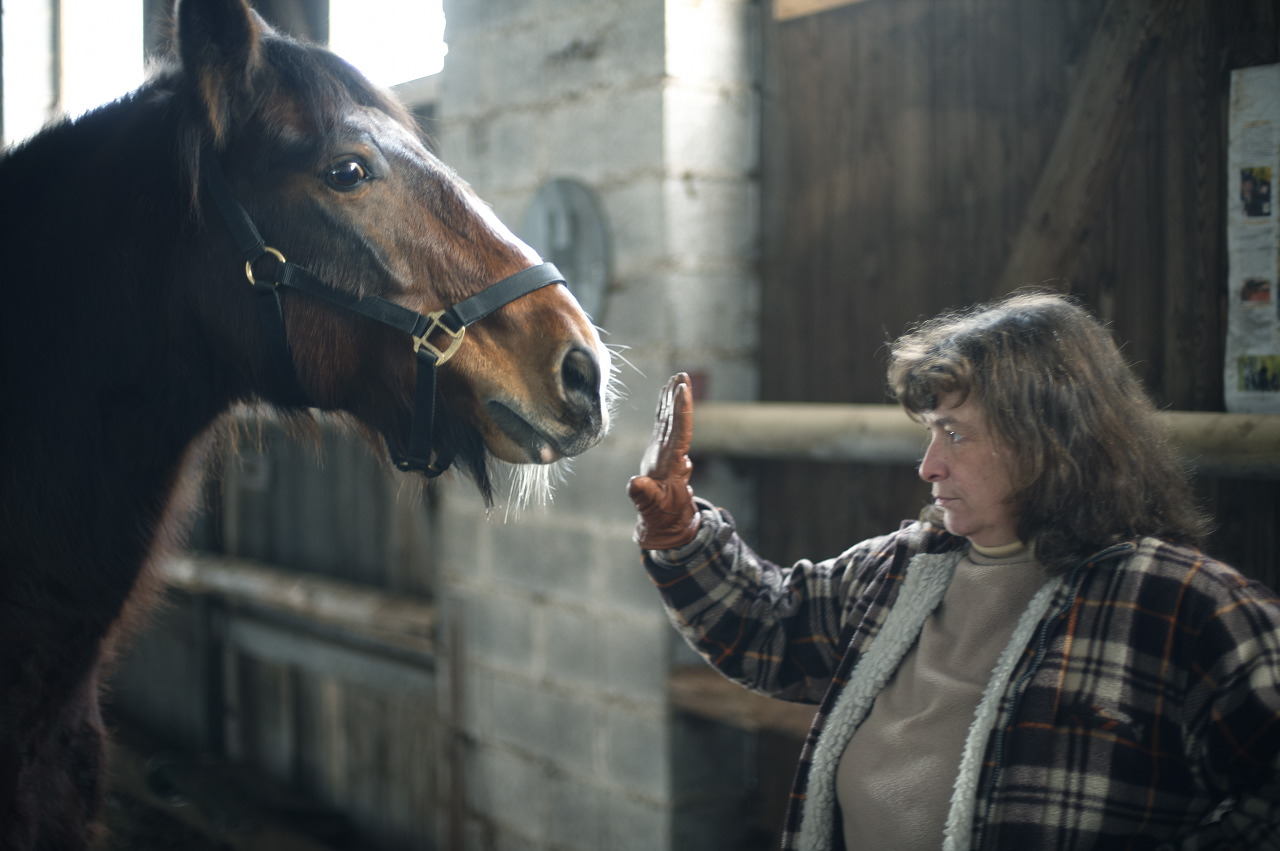
Exemple de communication interspécifique par du langage corporel : ici, la femme demande au cheval de cesser son interaction.

De nombreux travaux ont mis en évidence une grande intelligence sociale chez le cheval,,,. D'après Lansade, en une dizaine d'années, les travaux scientifiques sur la cognition sociale des chevaux à l'égard de l'humain ont permis de très importantes découvertes, particulièrement à la fin des années 2010. Leurs résultats prouvent que le cheval « possède une représentation riche et complexe des individus avec lesquels il se trouve en relation ». Ces résultats font aussi du cheval un bon candidat pour des études sur la théorie de l'esprit. Ces apprentissages sociaux font partie des apprentissages complexes. 
Le mode de vie sauvage du cheval implique une vie à l'extérieur en groupe, et des apprentissages entre les membres de ce groupe,. Cet apprentissage social entre chevaux est influencé par la hiérarchie, les chevaux apprenant plus volontiers d'un membre dominant issu de leur groupe social, que d'un membre subordonné ou d'un cheval extérieur à leur groupe. La communication sociale visuelle, qui prédomine chez le cheval, est cependant plus difficile à étudier que chez les espèces communiquant par le son. Le cheval peut expérimenter de la contagion émotionnelle à partir du visionnage d'un film,.
Dans un contexte de travail avec les humains, le cheval cherche naturellement à coopérer, à retrouver le calme et à éviter les situations de conflit. Il est capable d'interpréter le langage corporel humain, de déchiffrer les émotions humaines, et d'attribuer ainsi des états mentaux aux humains. Maria Franchini cite l'exemple de la capacité du cheval à différencier un geste humain qui lui est bénéfique, car visant à tuer un insecte posé sur lui, d'un geste humain visant à le frapper, face auquel il se révolte ou tente de fuir.
D'après une étude islandaise sur deux groupes de 22 et 24 chevaux, les chevaux exposés à une démonstration visuelle préalable par l'un de leurs congénères n'obtiennent pas de meilleurs résultats que les animaux témoins dans la résolution de tâches de détournement spatial en labyrinthe, l'apprentissage social échouant dans ce cas.

### Reconnaissance des autres chevaux et des humains

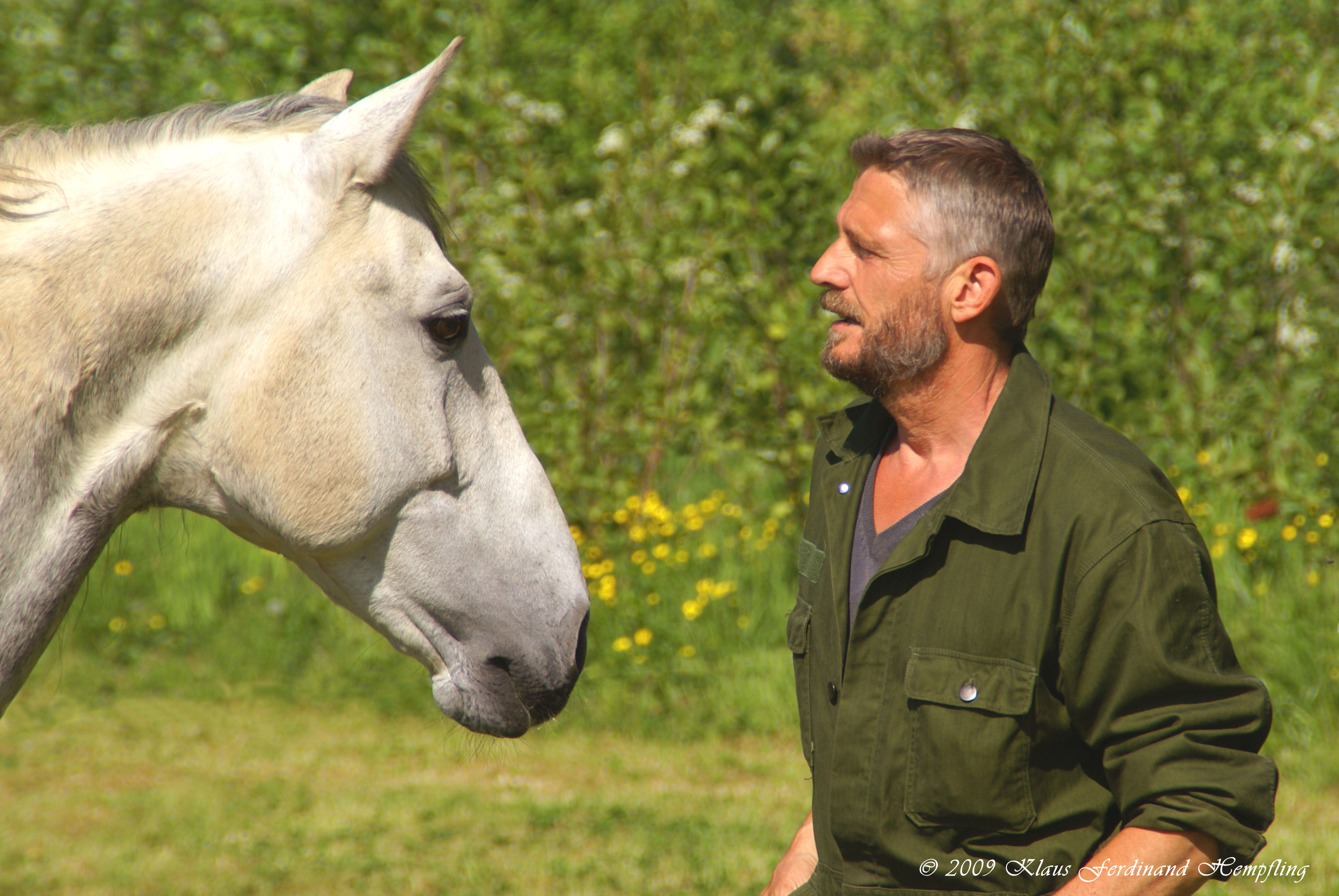
Klaus Ferdinand Hempfling avec le cheval Queijo dans son école équestre, au Danemark.

Les chevaux sont capables de reconnaître individuellement les humains qui les côtoient (et de se reconnaître entre eux) à partir du simple son d'une voix ou des traits d'un visage,,,. Une expérience a mis en évidence leur capacité à discriminer des visages sur des photographies ou dans des films, et à faire le lien entre un visage vu en photographie et la personne réelle. Leurs capacités de reconnaissances du visage humain sont très fines, puisque les chevaux sont capables de différencier des photographies de jumeaux,. Ils ont aussi la capacité de se souvenir de visages familiers qu'ils n'ont pas vus depuis six mois, et de les reconnaître sur photo,,. Il semble que la reconnaissance des visages par les chevaux soit holistique (ils reconnaissent chaque visage comme un ensemble), comme chez l'être humain,. Lansade insiste sur l'aspect « impressionnant » de cette découverte, car il s'agit de reconnaissance interspécifique : en comparaison, un humain même habitué à voir des vaches tous les jours pourrait avoir des difficultés à différencier chacune des vaches qu'il côtoie, alors que la plupart des chevaux testés sont capables de distinguer des visages humains sans se tromper, et en quelques jours.
Les chevaux sont aussi capables de différencier les voix humaines, et de faire le lien entre une voix entendue uniquement par haut-parleur et la voix de la personne réelle lorsqu'ils l'entendent. Ils associent les voix aux expériences passées qui leur sont liées, que ces expériences soient positives ou négatives. Ils reconnaissent les émotions exprimées par les humains sur la base des expressions faciales et des vocalisations, et y réagissent en conséquence.
Enfin, les chevaux ont une représentation mentale intermodale de leurs congénères et des êtres humains, associant leur visage, leur odeur, leur voix,,, et leurs attentes en termes d'expériences passées. Les chevaux privés d'un sens disposent encore probablement à ce titre de la capacité à reconnaître les personnes, en faisant appel à leurs autres sens.

### Communication interspécifique

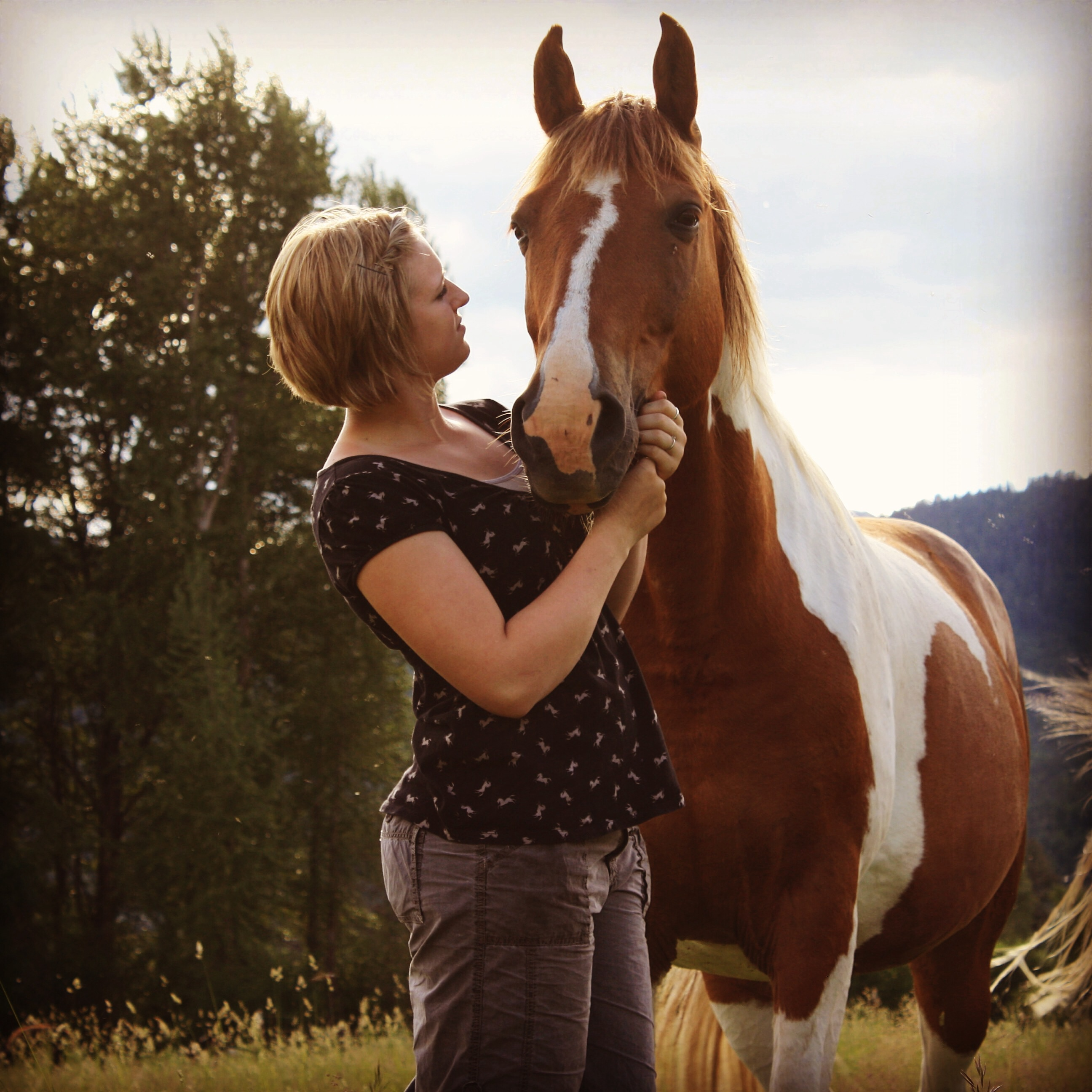
Une femme et un cheval en interaction.

Les chevaux peuvent communiquer de manière interspécifique avec l'être humain s'ils en ressentent le besoin,,. Ils sont capables d'attirer l'attention pour obtenir un accès à une source de nourriture, notamment en utilisant leur regard, éventuellement en entrant en contact physique,,,. Le cheval est à ce titre la seconde espèce animale domestique, après le chien, chez laquelle cette capacité a pu être démontrée. Il est suggéré que les chevaux s'intéressent d'autant plus aux humains s'ils espèrent que ces derniers peuvent leur donner accès à de la nourriture,, et que la technique d'entraînement utilisée influence les capacités d'apprentissage interspécifique, l'application de principes éthologiques entraînant de meilleurs résultats.
Une étude a mis en lumière une « amorce de communication symbolique » entre l'humain et le cheval, en donnant aux chevaux un moyen de communiquer leur préférence de porter une couverture ou non. D'après cette étude publiée en 2016, les chevaux sont capables d'apprendre le sens de symboles par le renforcement positif (un symbole pour se faire mettre une couverture, un pour rester en l'état et un pour se faire ôter la couverture), puis de communiquer leurs préférences à un être humain en faisant appel à ces symboles,.
Dans sa communication interspécifique, le cheval peut prendre en compte le point de vue d'un être humain : mis en présence de deux personnes dont une seule sait où est cachée de la nourriture qui lui est inaccessible, il va spontanément demander de l'aide à la personne qu'il sait capable d'accéder à cette source de nourriture,,. Cette capacité, considérée comme complexe à acquérir, n'a longtemps été attribuée qu'aux grands primates et aux chiens.
Les expériences sur sa sensibilité au pointage d'un objet par un être humain (désigner un objet contenant de la nourriture avec le doigt) ont permis de conclure que les chevaux accordent de l'importance au geste de pointage, mais pas de savoir s'ils l'interprètent comme un signal de communication qui leur est adressé. Quatre méthodes de pointage différentes ont été utilisées : les chevaux ont excellé dans toutes les tâches de pointage, à l'exception du pointage dynamique-momentané distal, beaucoup plus exigeant d'un point de vue cognitif que les autres styles de pointage.
Les chevaux sont sensibles à l'attention qui leur est portée par les êtres humains, et préfèrent approcher une personne qui les regarde pendant qu'elle les nourrit, plutôt qu'une autre qui ne les regarde pas,. Les jeunes chevaux ne semblent pas particulièrement prédisposés à tenir compte des manifestations d'attention des êtres humains à leur égard, ce qui implique qu'ils suivent un apprentissage ultérieur pour utiliser ces signaux d'attention,.

### Apprentissage interspécifique

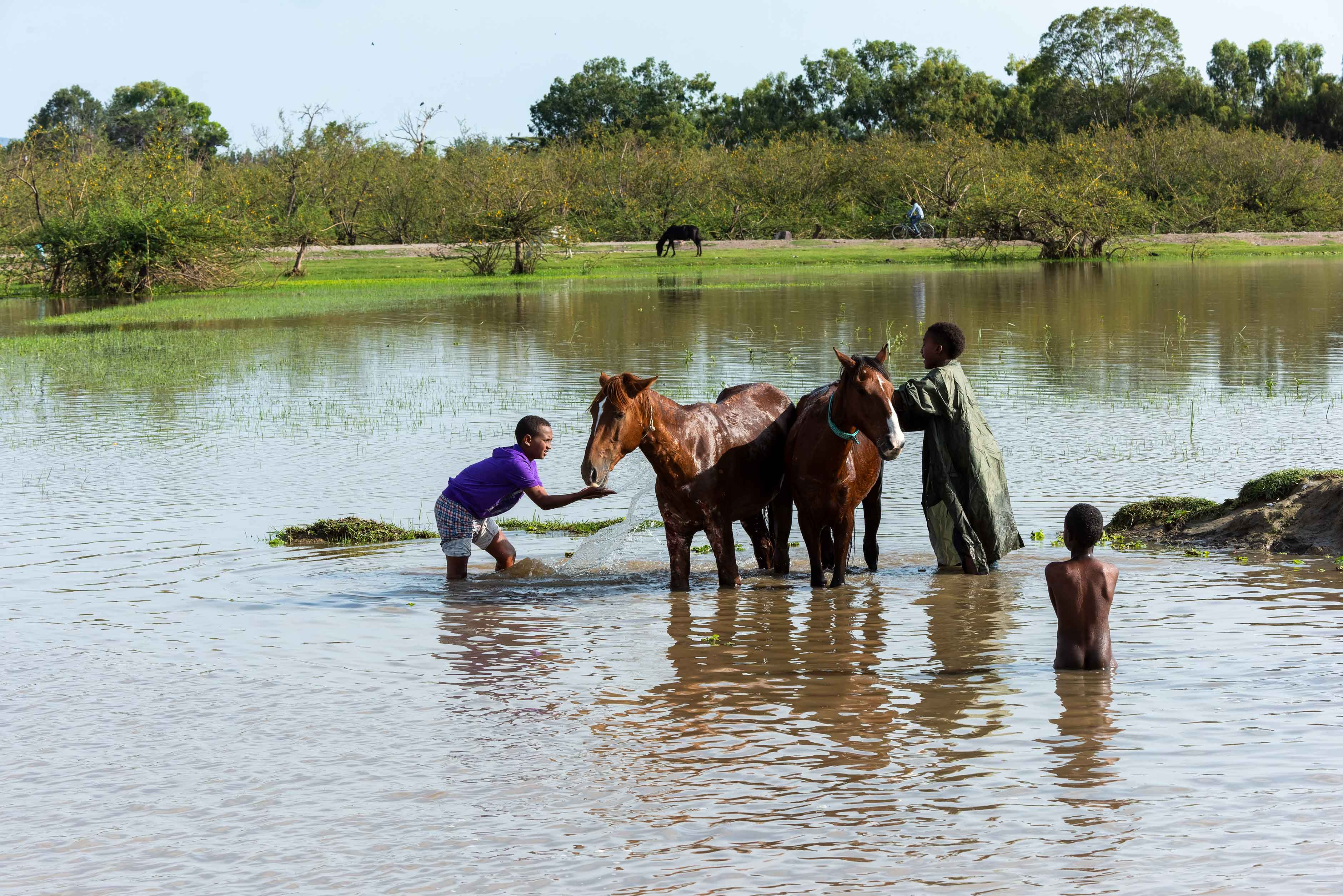
Deux chevaux et trois humains s'observent et interagissent au lac Ziway, en Éthiopie.

Les chevaux peuvent acquérir de nouvelles compétences par simple observation de l'être humain,.
Une expérience a consisté à ce que des humains montrent à des chevaux comment appuyer sur un bouton afin d'ouvrir une mangeoire, tandis qu'un autre groupe de chevaux ne recevait pas de démonstration ; quelques chevaux ont appris l'ouverture de la mangeoire par le biais d'un conditionnement par observation, mais la plupart des animaux ont appris socialement à partir de l'observation des humains pour déterminer où et comment le mécanisme d'ouverture doit être manipulé, en appliquant un apprentissage individuel par essais et erreurs afin d'atteindre la nourriture.
Cette capacité d'apprentissage interspécifique peut expliquer que des chevaux domestiques sont capables d'apprendre à ouvrir la porte de leur box, voire à manier la poignée d'une clôture électrique.

### Attribution de réputation

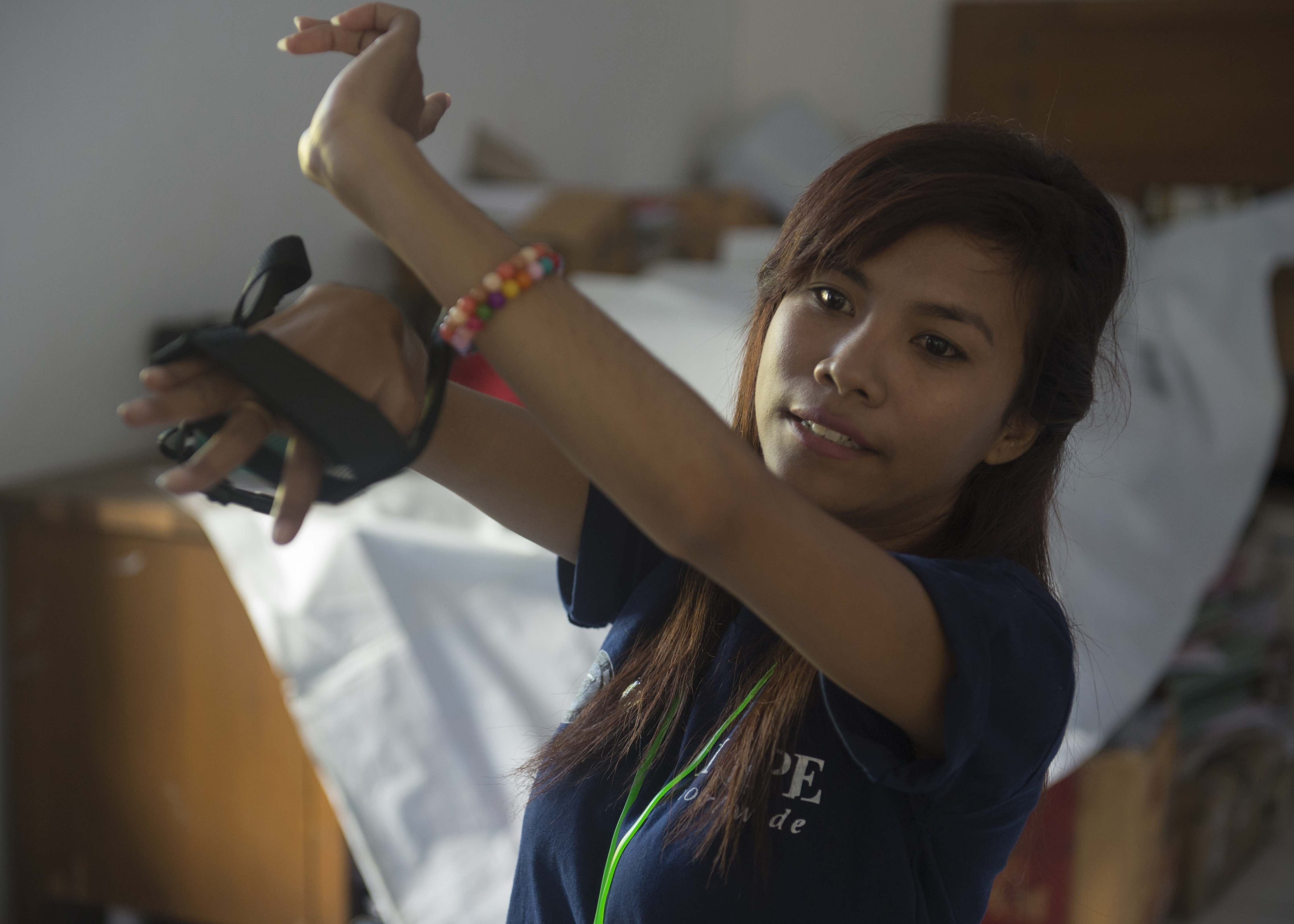
Une vétérinaire indonésienne.

Le cheval peut attribuer une valence émotionnelle (une réputation) à un humain à partir de sa propre expérience, mais aussi à partir de son observation de l'interaction entre un expérimentateur et un autre cheval,. 
Lansade explique par cette capacité le fait que de nombreux chevaux réagissent à la venue d'un vétérinaire, même s'il s'agit d'un vétérinaire qu'ils n'ont encore jamais vu, ce qui semble témoigner d'une capacité à reconnaître des attributs particuliers à cette profession (tels qu'un vêtement ou une odeur), et à les associer à des expériences passées.
Dans les expériences citées par Lansade, les chevaux se souviennent jusqu'à un an après d'avoir été pansés par une personne qui leur a donné une expérience agréable, ou au contraire désagréable, dans la mesure où ils adoptent des expressions faciales caractéristiques avant même que cette personne ne commence son pansage.
Les chevaux sont aussi capables de reconnaître sur film une personne qui procure une expérience agréable ou désagréable à l'un de leurs congénères, et d'interagir ensuite avec ces personnes en prenant en compte les informations reçues dans les films.

## Applications des connaissances de la cognition chevaline
Un cheval est amené toute sa vie à apprendre de nouvelles compétences, que ce soit pour sa survie et son adaptation à son milieu, ou bien pour l'usage des êtres humains. Depuis ses usages pour la guerre, en passant par le travail agricole, et de nos jours pour les sports et les loisirs, des apprentissages sont recherchés, les pratiques d'élevage et de sélection n'effaçant pas leur nécessité. L'ensemble de l'industrie du cheval repose sur les apprentissages de cet animal sous un contrôle humain.
Il existe une abondante littérature portant sur les différentes manières d'entraîner les chevaux pour l'équitation, ainsi qu'une grande diversité de méthodes d'entraînement à leur appliquer,,. L'intelligence sociale du cheval est même mise à profit lors de séances dites d'equicoaching, dont l'objectif est de permettre à des humains de « renouer avec leur intelligence émotionnelle ».
L'apprentissage relève toutefois de modalités complexes et multifactorielles, dont le temps investi, les chevaux répondant mieux à des séances rapprochées et courtes,. D'autres facteurs à prendre en compte sont la génétique, la motivation, et l'humeur du cheval. Le tempérament individuel de chaque animal semble jouer un rôle dans ses facultés d'apprentissage, un équidé moins émotionnel et plus calme apprenant plus rapidement. La personnalité peut aussi jouer un rôle pour déterminer comment un animal donné répond à des expériences diverses.
La compréhension des capacités cognitives du cheval permet des applications concrètes pour mieux intégrer sa capacité d'apprentissage, facilitant ainsi les relations entre les chevaux et les êtres humains, ce qui peut améliorer le bien-être du cheval, son entraînement, son élevage et sa gestion quotidienne, :

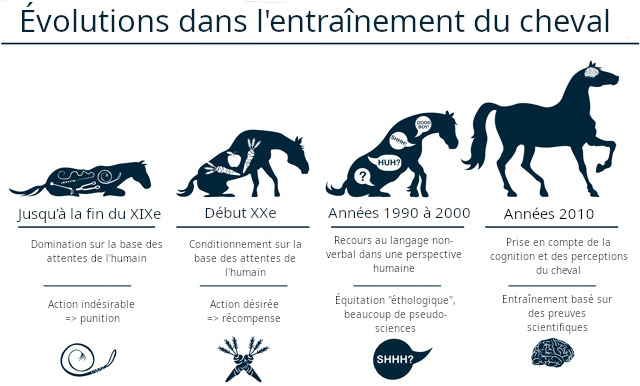
Grandes évolutions théoriques dans la prise en compte de l'intelligence du cheval à l'entraînement et au travail. Ce schéma reste une généralisation, ainsi qu'un aperçu rapide des évolutions théoriques.

De nombreux chevaux continuent toutefois de vivre dans des conditions inadaptées à leurs besoins et à leur cognition, dans des box sans contacts sociaux, dans la pénombre, dans la poussière et sans stimulation mentale. Le recours à des punitions inadaptées reste également fréquent, les évolutions théoriques n'étant pas forcément accompagnées d'évolutions des pratiques.

### Réponses au conditionnement

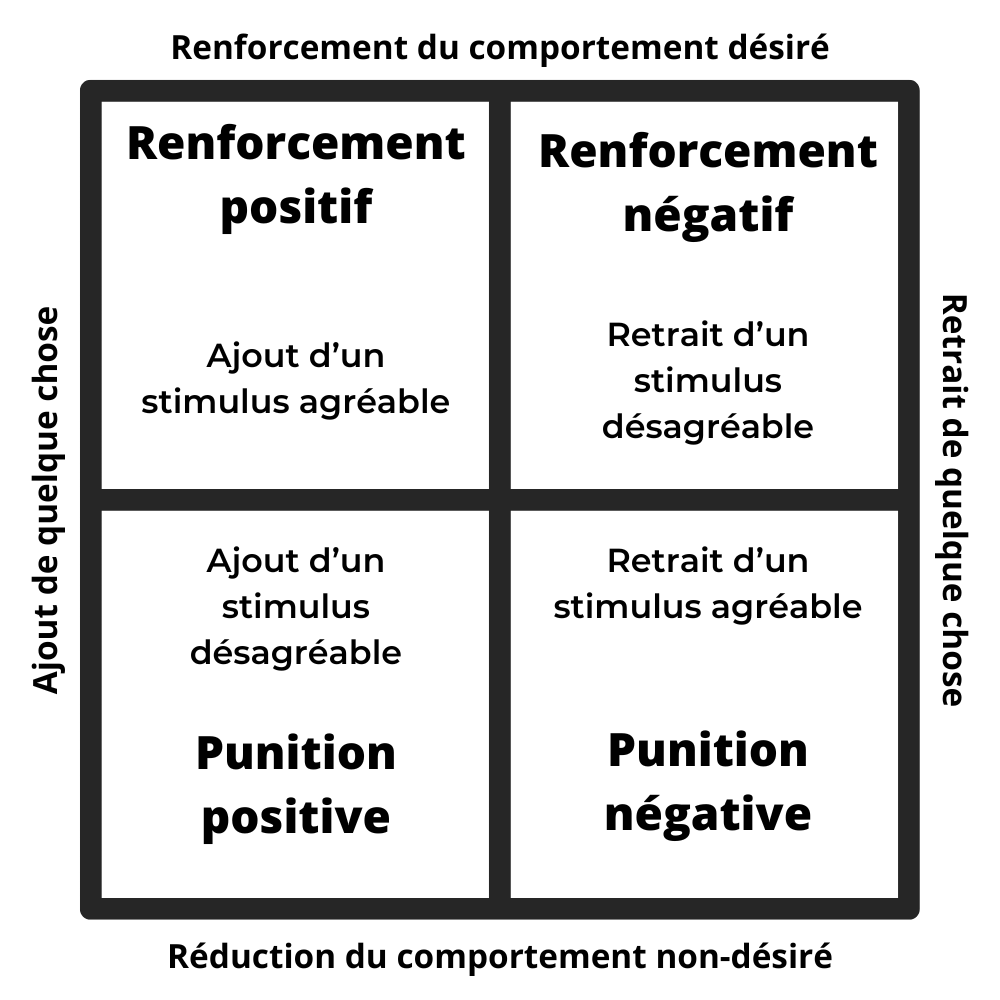
Principes du conditionnement opérant.

La notion de « conditionnement », souvent galvaudée, désigne l'association entre un stimulus et une réponse (jusqu'à donner naissance à des habitudes), et n'implique pas que le sujet conditionné soit comparable à une machine. Le conditionnement simple peut être volontaire (un exemple classique étant le dressage des chevaux de cirque) ou bien involontaire, à l'exemple des chevaux qui s'agitent et hennissent au moment de leur repas parce qu'ils ont associé une heure spécifique ou bien un bruit dans une salle de stockage de nourriture à l'imminence de leur nourrissage,.
Une série d'expériences pratiques montrent que les chevaux répondent très bien aux formes d'apprentissages simples que sont le conditionnement classique (ou conditionnement pavlovien) et le conditionnement opérant,. Ces résultats sont logiques, dans la mesure où ces techniques (récompenser ou supprimer une contrainte après un exercice réussi) sont couramment employées par les humains afin d'entraîner les chevaux aux tâches qu'ils attendent d'eux. Le renforcement peut être positif ou négatif,.
Au début d'un apprentissage par renforcement, le cheval ignore ce qui est attendu de lui, et donne des réponses au hasard ; c'est la conséquence de sa réponse (renforcement ou punition) qui permet l'apprentissage.

Exemples de renforcements et de punitions positifs et négatifs chez le cheval
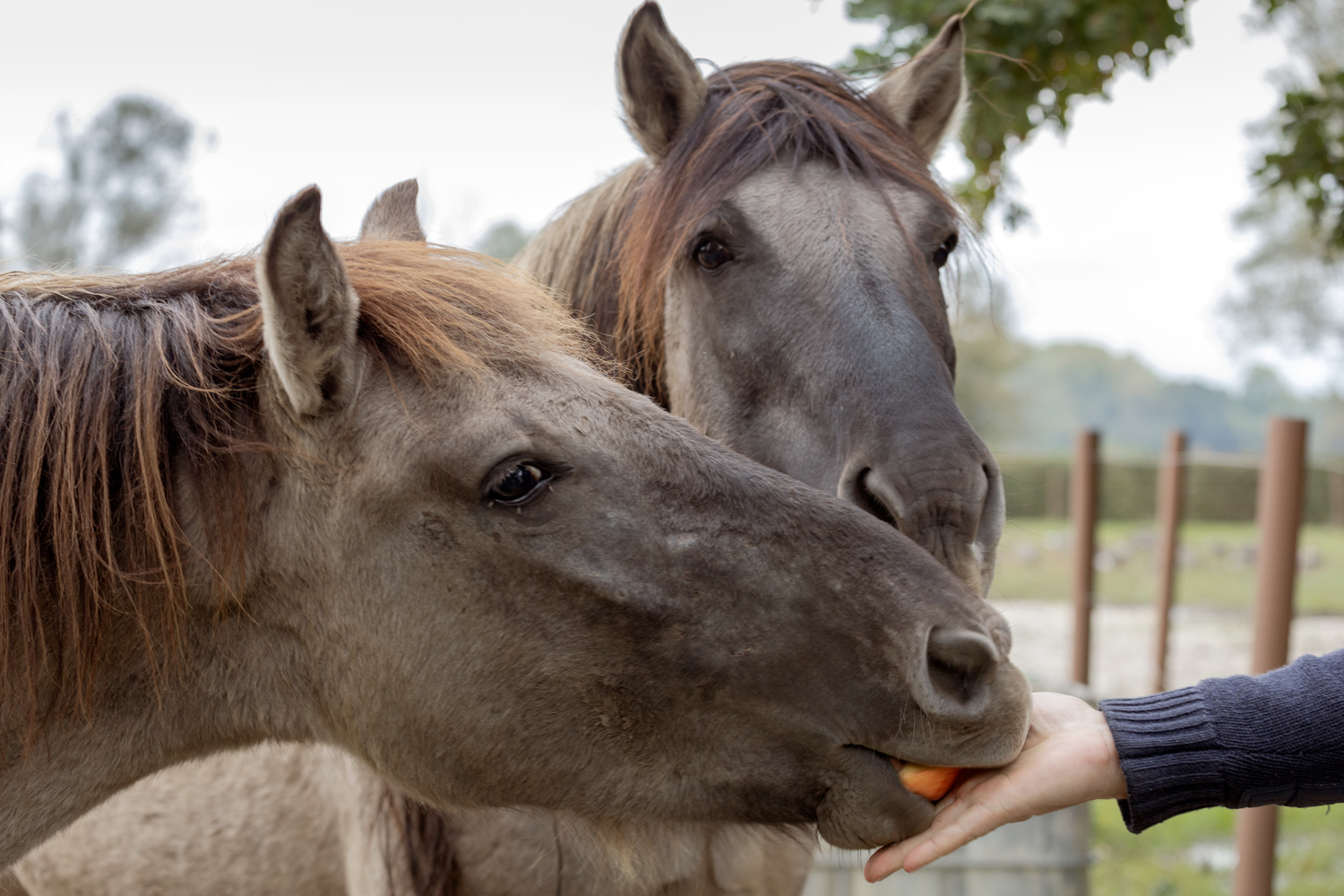
Renforcement positif : le cheval reçoit une récompense sous forme de nourriture juste après avoir manifesté le comportement désiré.
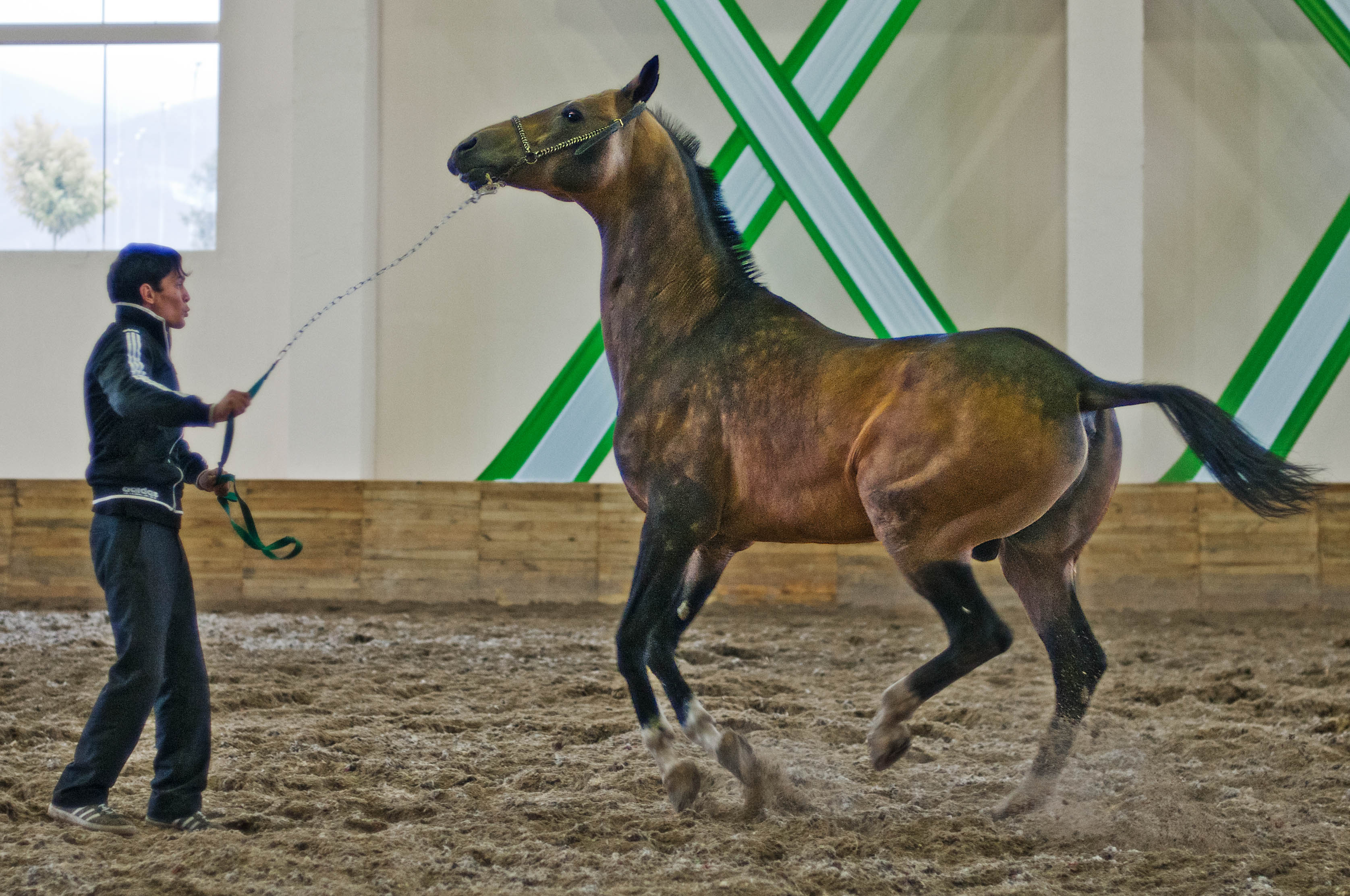
Punition positive : ce cheval ressent la pression désagréable de son licol derrière ses oreilles car il ne suit pas les mouvements de l'homme qui tient la longe de son licol.
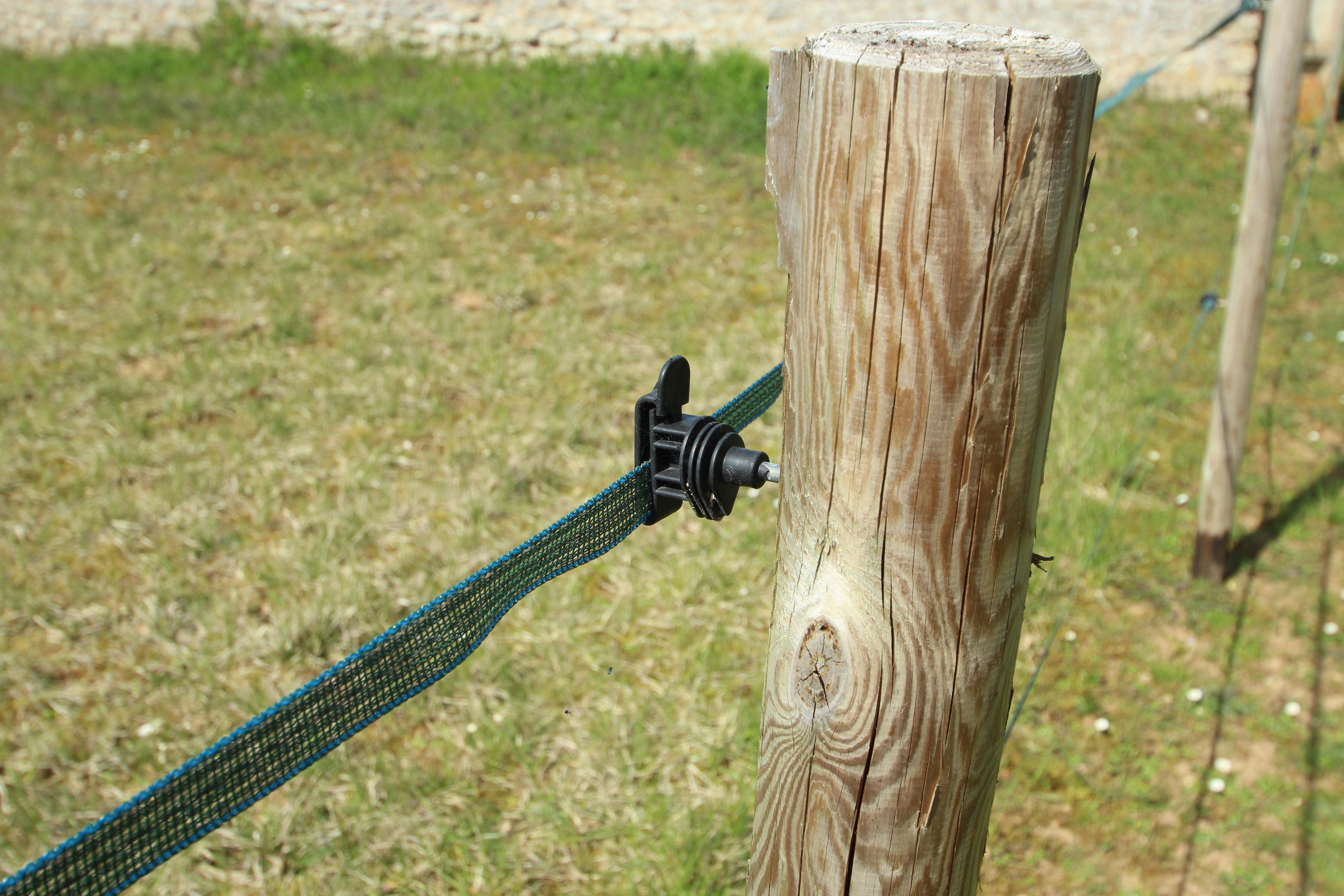
Punition positive : un cheval qui toucherait ce ruban de clôture recevra un léger choc électrique, le dissuadant de recommencer.
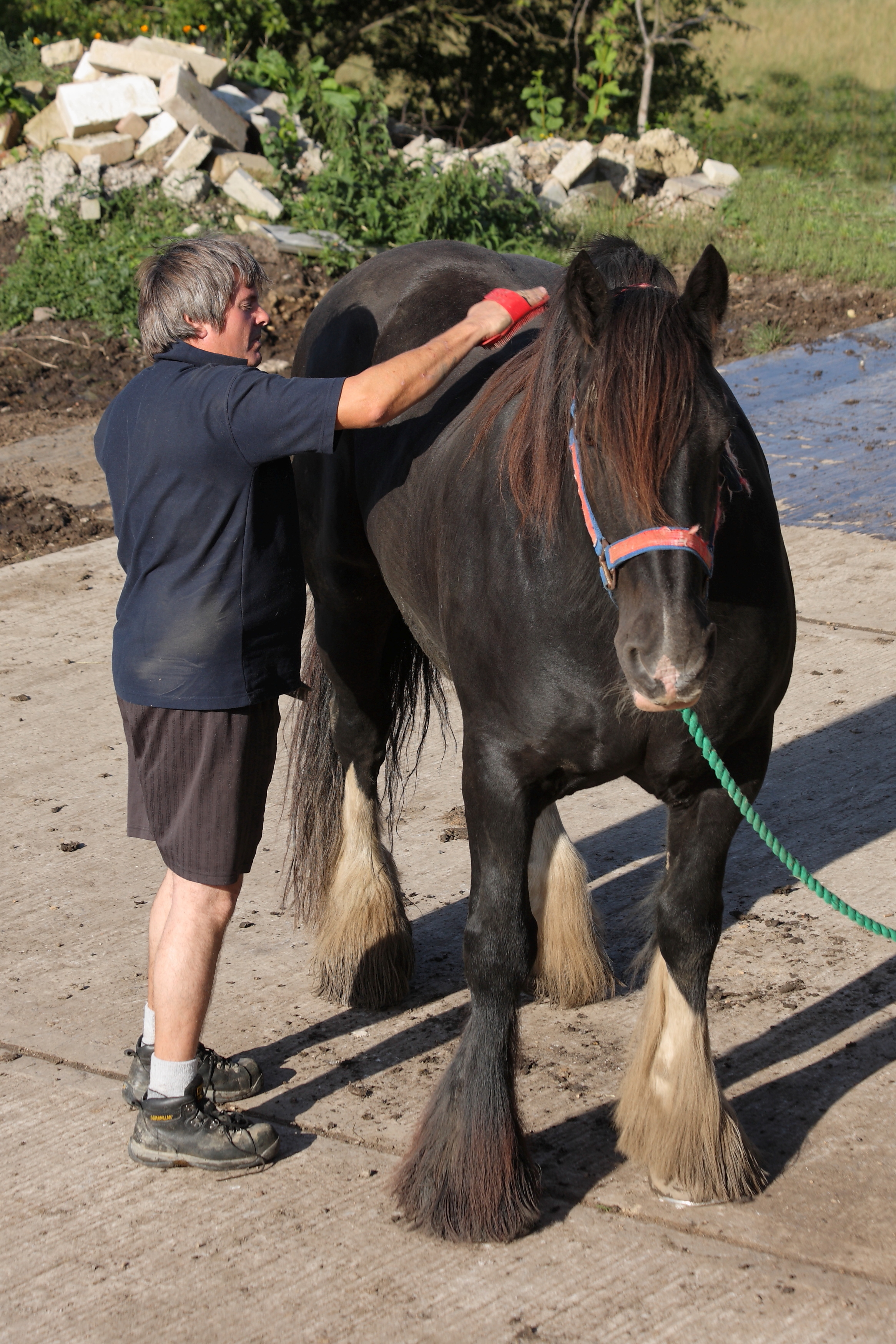
Punition négative : ce pansage, moment agréable pour le cheval, peut être interrompu si celui-ci manifeste un comportement indésirable

Dans la pratique, les professionnels du cheval utilisent plus fréquemment le renforcement négatif que le renforcement positif.
Le recours au chaînage peut aussi être utile, par exemple pour enseigner des mouvements complexes tels que la révérence, étape par étape. Quel que soit le mode de renforcement utilisé pour entraîner un cheval, il est important d'appliquer des techniques cohérentes à long terme et d'éviter les erreurs durant le processus d'apprentissage, notamment en raison des capacités de mémoire,. Lansade cite l'exemple d'un cheval qui sait se débarrasser de son cavalier par des sauts de mouton et qui « n'oubliera jamais qu'il maîtrise cette technique » ; le seul moyen d'éteindre ce type de comportement est que le cheval découvre que « cela n'a plus l'effet escompté ». La réponse au conditionnement implique aussi que « tout mauvais départ compromet durablement l'avenir ».

#### Apprentissage par renforcement positif

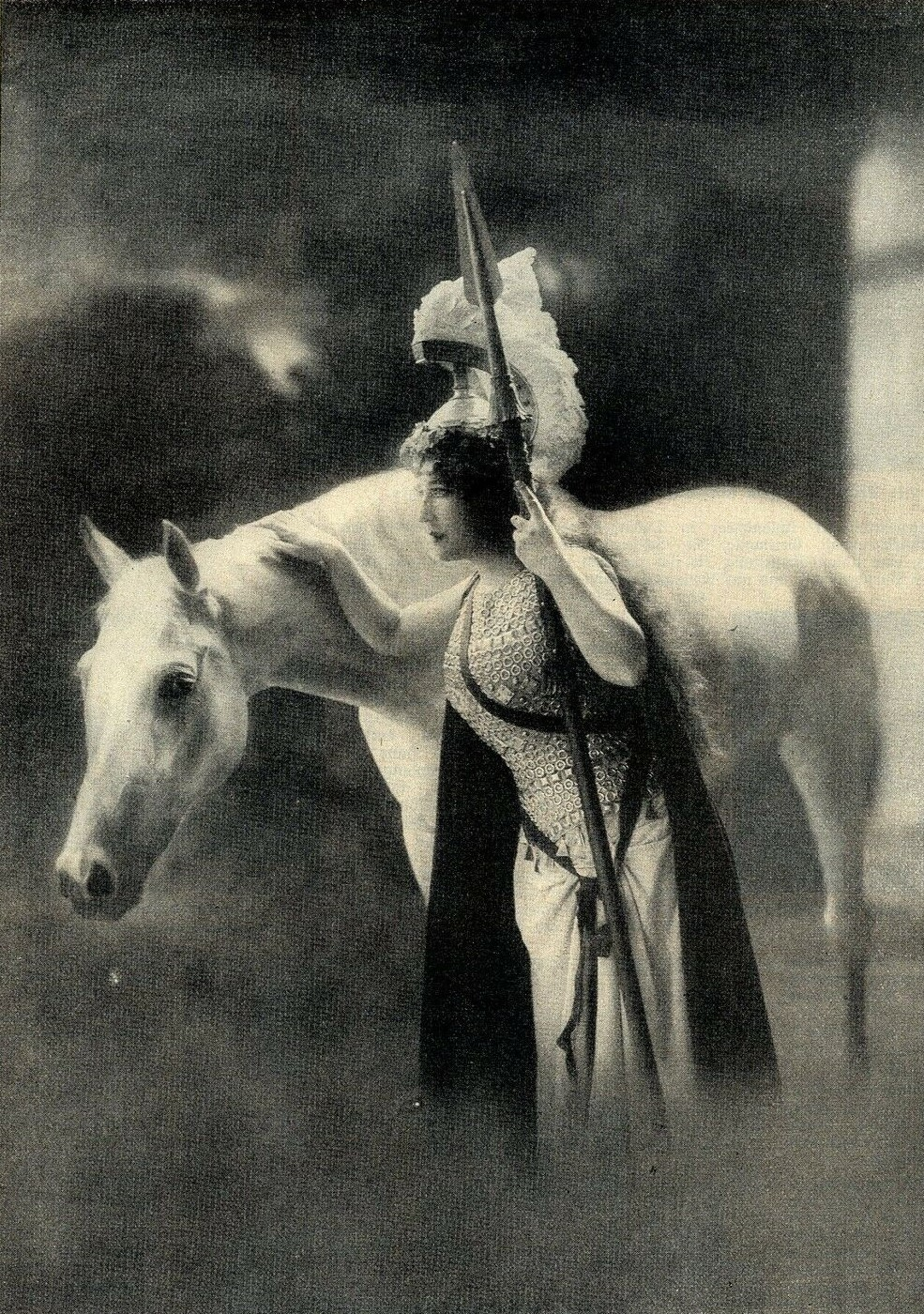
Une caresse peut faire office de renforcement positif (ici, sur un cheval de spectacle accompagnant Johanna Gadski).

De toutes les techniques de conditionnement opérant applicables chez le cheval, la plus efficace est le renforcement positif,,, même dans l'application aux chevaux qui mordent. Cette efficacité dépend cependant beaucoup du maintien d'un lien entre le comportement recherché et la récompense : la récompense doit être donnée très vite après la réussite d'un exercice,. Au début, une réponse incomplète peut être récompensée (par exemple, un simple transfert de poids sur les membres postérieurs chez un cheval qui apprend le reculer). Ensuite, des réponses de plus en plus complètes sont exigées avant de récompenser (dans le cas du reculer, cela peut être un pas en arrière, puis deux pas en arrière).
Lorsqu'un apprentissage par renforcement positif est maîtrisé, les récompenses sont raréfiées, mais il est important de solliciter cet apprentissage chez le cheval régulièrement, afin d'éviter son extinction,.
Il faut veiller à ne pas récompenser des comportements non-désirés par inadvertance ; un exemple classique est celui du cheval qui tape dans la porte de son box par ennui, qu'une personne vient punir en haussant la voix sur lui jusqu'à ce qu'il cesse de taper. Dans la perception du cheval, être parvenu à attirer l'attention d'un humain peut être vécu comme un renforcement positif, accroissant la probabilité qu'il tape de nouveau dans sa porte afin d'attirer de l'attention.

#### Apprentissage par renforcement négatif et punitions

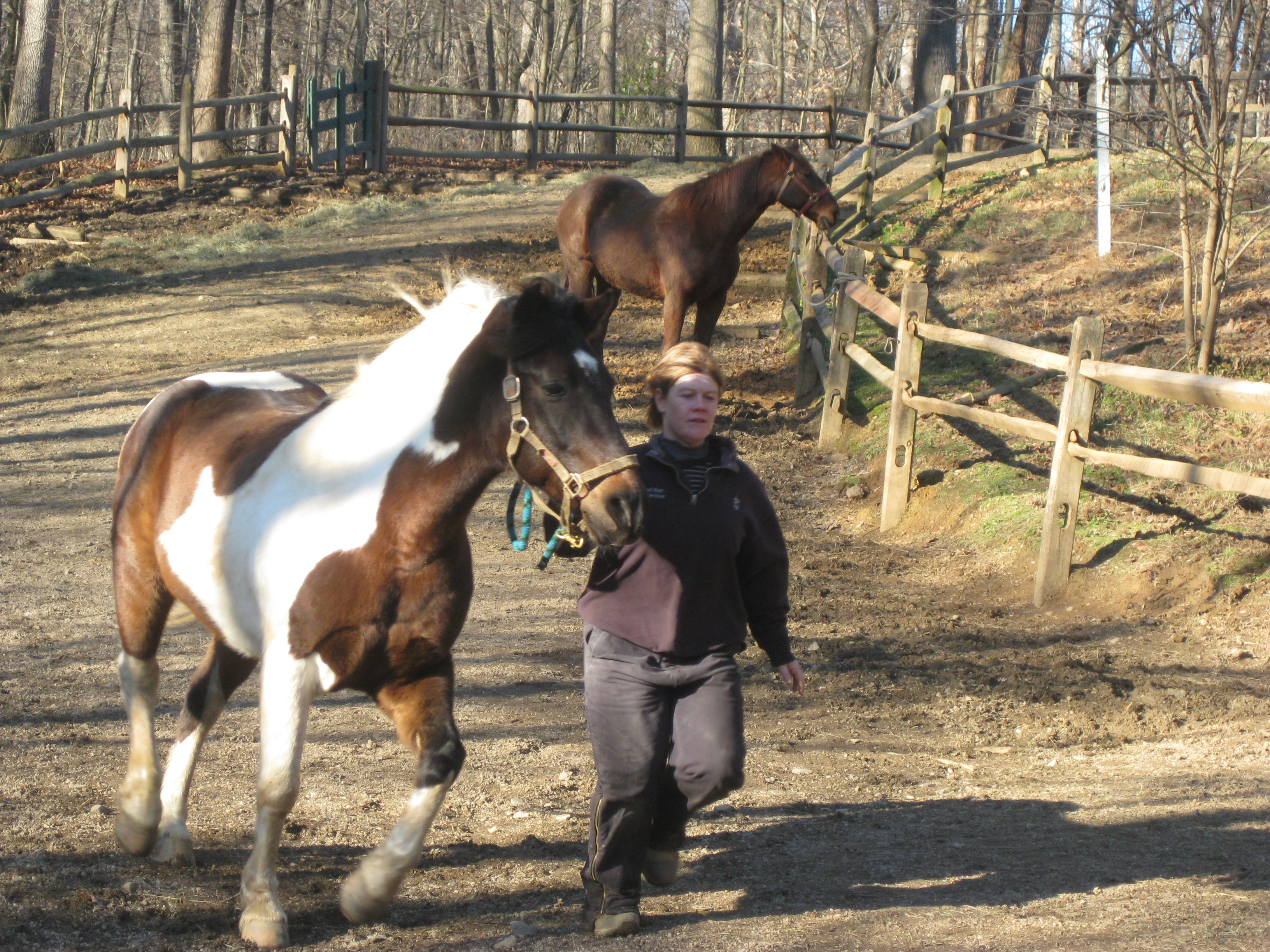
Exemple de renforcement négatif : ce cheval ne ressent pas la pression de son licol derrière ses oreilles s'il suit le mouvement indiqué par la femme qui tient la longe du licol.

L'apprentissage par renforcement négatif chez le cheval ne devrait jamais impliquer de lui infliger volontairement une douleur, mais de le placer temporairement dans une situation inconfortable (par exemple, lui faire ressentir la pression d'un licol derrière ses oreilles) jusqu'à ce qu'il modifie de lui-même son comportement afin de retrouver la sensation de confort (dans cet exemple, suivre le mouvement de la personne qui tient la longe de son licol),. Le renforcement négatif semble très efficace pour l'éducation des poulains, mais il augmente aussi leur réponse de stress. Lorsqu'un renforcement négatif survient spontanément (à l'exemple du cheval qui touche une clôture électrique), il peut en résulter une mémorisation à long terme de l'expérience. C'est pourquoi certains chevaux paniquent à la vue d'une seringue : ils associent la vision de la seringue à la douleur de la piqûre qui s'ensuit. Si un comportement de défense du cheval s'associe à la fin d'une demande (par exemple, la demande de rester calme pendant une piqûre ou une tonte), alors l'animal apprend que sa défense entraîne la cessation de la demande, et peut devenir incontrôlable par des humains. Des chevaux en viennent ainsi à adopter systématiquement un comportement de menace face à leur vétérinaire.
D'après les chercheurs australiens Paul D. McGreevy et Andrew N. McLean, un mauvais usage du renforcement négatif a pour conséquences d'induire une impuissance apprise ou bien une névrose. Il peut être difficile pour le cheval de faire un lien entre le comportement qui est puni et la punition. S'il est cravaché après un refus d'obstacle, il n'associe pas forcément les coups qu'il reçoit avec le fait d'avoir refusé de sauter un obstacle, et peut développer une aversion aux terrains de saut d'obstacles, voire au fait d'être monté ou bien à la personne qui l'a puni. Un cheval peut aussi devenir « blasé » par des stimuli durs et incohérents, ce qui le rend insensible aux indications plus subtiles d'un éventuel cavalier. Cela implique qu'avant de punir un cheval, il soit toujours nécessaire d'interroger l'existence d'une mauvaise indication.

#### Apprentissage par essai-erreur

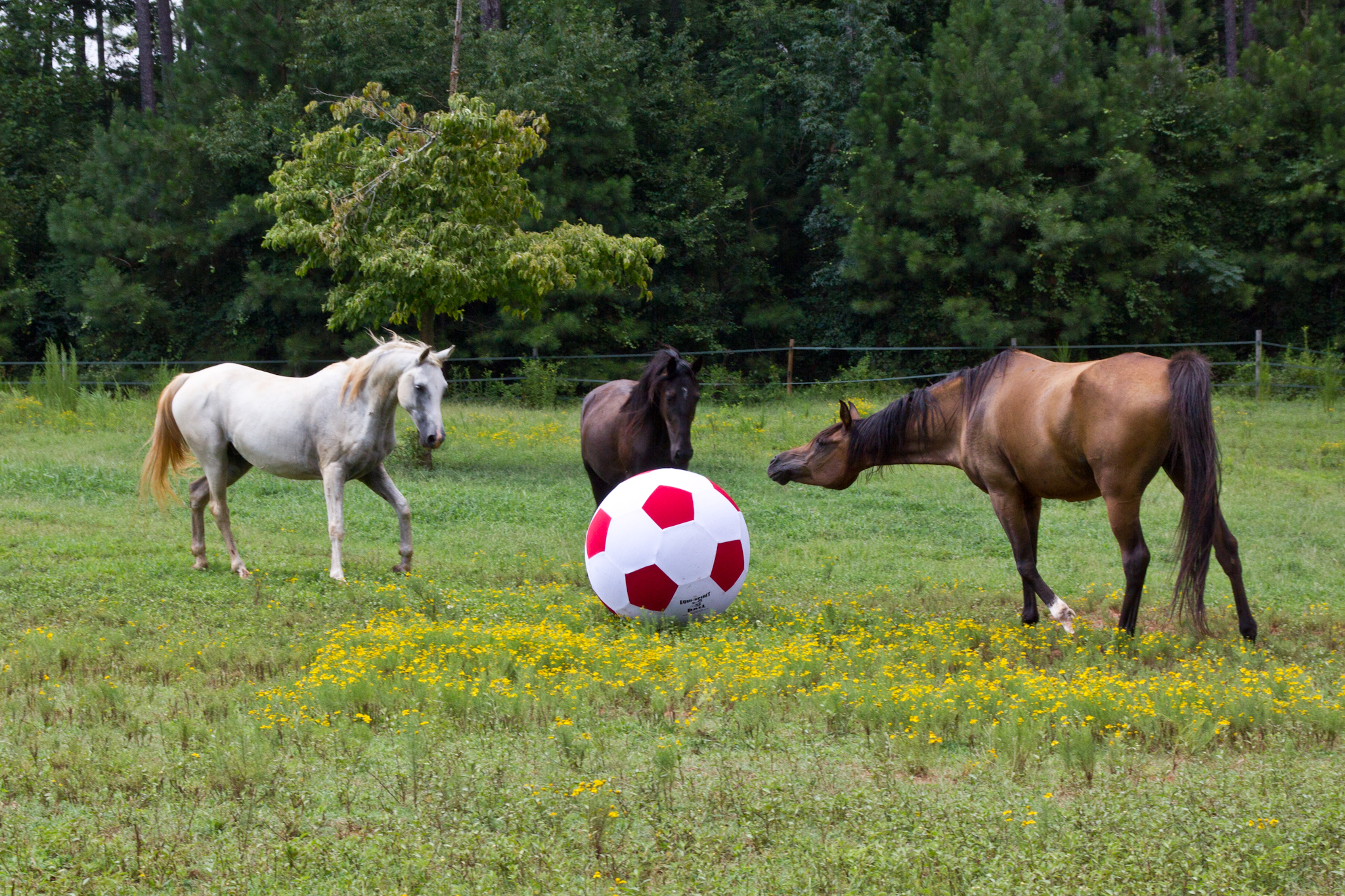
Ces trois chevaux arabes peuvent apprendre à jouer avec ce gros ballon par essai-erreur.

Les chevaux sont aussi capables d'apprendre par essai-erreur, à l'exemple de ceux qui découvrent l'usage des gros ballons (initier un léger choc sur le côté du ballon) après avoir infructueusement tenté de sauter dessus, qui apprennent le fonctionnement d'un abreuvoir automatique, ou bien qui découvrent fortuitement comment ouvrir la porte de leur box après avoir joué avec le loquet. Dans ce dernier cas, si le cheval découvre sa liberté de mouvement et l'accès à de la nourriture, il s'ensuit un renforcement positif qui augmente la probabilité qu'il tente à nouveau d'ouvrir la porte de son box.

### Réponses aux apprentissages non-associatifs
Les chevaux répondent également bien à l'habituation et à la désensibilisation, qui sont deux formes d'apprentissages non-associatifs.

#### Habituation

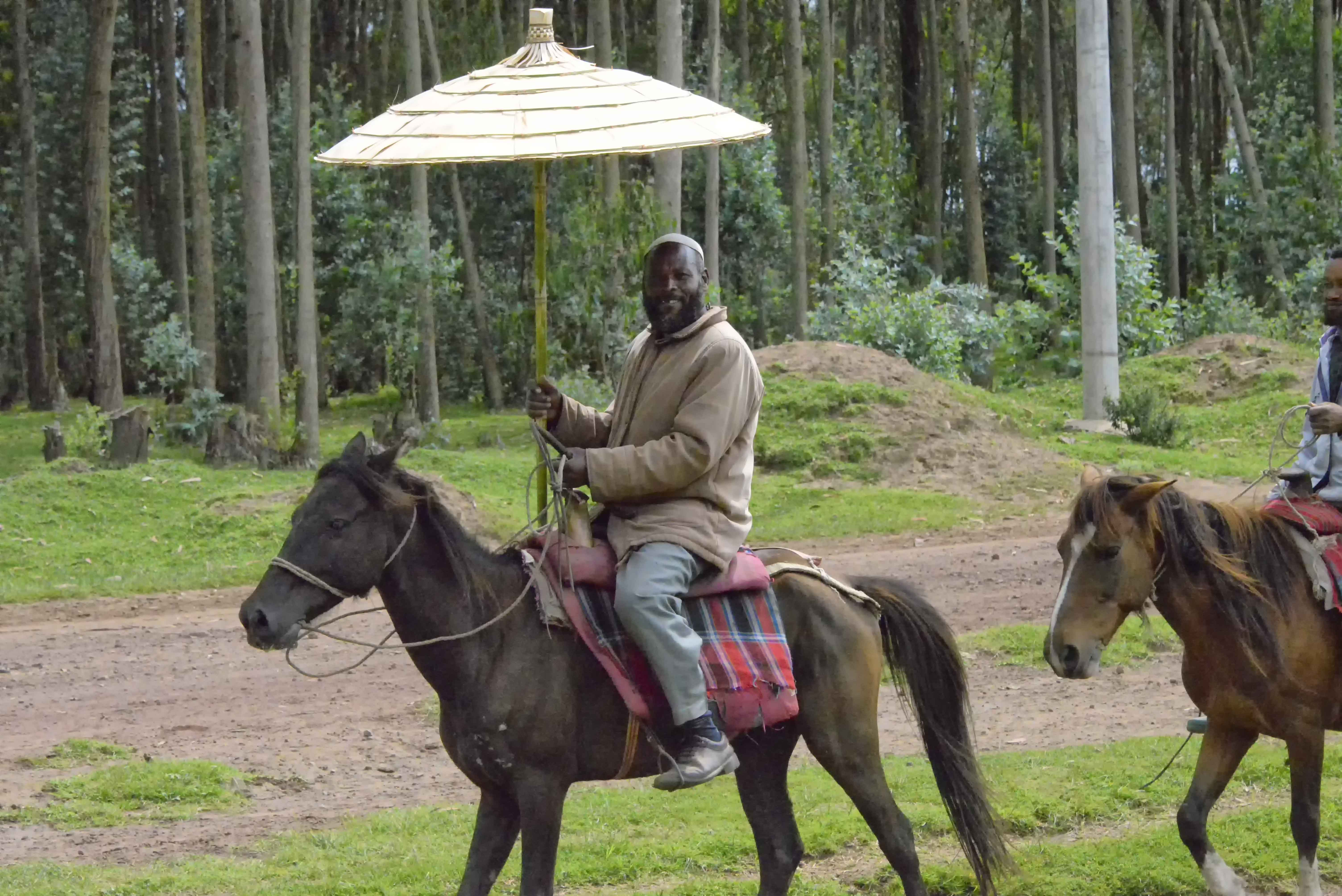
Ce cheval éthiopien de Bale est vraisemblablement habitué à percevoir un gros parapluie au-dessus de lui.

L'habituation (ou accoutumance) est un processus d'apprentissage très commun parmi toutes les espèces animales, qui permet au cheval de filtrer des perceptions dans son environnement en ne les assimilant plus à des dangers potentiels (par exemple, des sacs plastique qui volent ou bien des cordes qui flottent au-dessus de sa tête),. La réponse au stimulus va progressivement disparaître. Cet apprentissage est important pour le poulain ou le cheval adulte placé dans un environnement nouveau, en lui permettant de s'habituer aux bruits, au fait d'être touché par des humains, et à la vision d'objets inhabituels. Par exemple, faire écouter préalablement le bruit d'une tondeuse au cheval au moment de son nourrissage diminue de beaucoup sa réaction de peur lorsqu'il est tondu au niveau de l'encolure et de la nuque.
Une forme extrême d'habituation basée sur l'empreinte a été testée chez des poulains, sous le nom d'« imprégnation comportementale » ; elle consiste en des manipulations intensives juste après la naissance, avec introduction de doigts dans les orifices naturels (bouche, oreille et anus), prétendument afin d'obtenir des chevaux plus faciles à dresser et à manipuler à l'âge adulte. Son caractère intrusif et ses résultats contradictoires ont conduit de nombreux scientifiques à ne pas la recommander. Certains éleveurs y font appel afin d'habituer le poulain tout jeune à la présence d'êtres humains et de chiens.

#### Désensibilisation

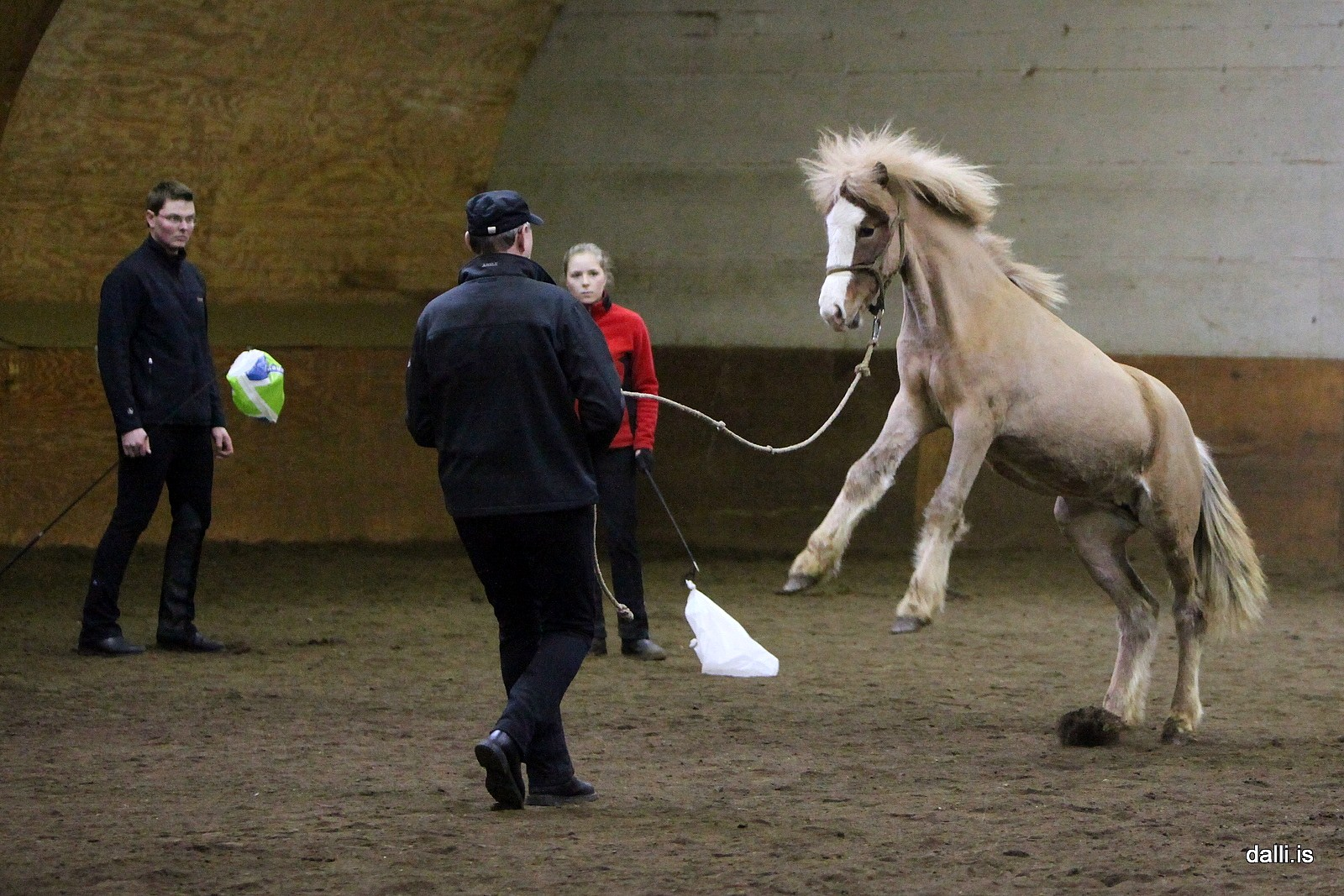
Jeune cheval islandais désensibilisé à un sac plastique.

La désensibilisation consiste à exposer régulièrement le cheval à un stimulus qui déclenche chez lui une réaction, jusqu'à l'extinction de cette réaction. Un exemple classique est celui de l'ouverture d'un parapluie, qui déclenche généralement une réaction de stress avec élévation du rythme cardiaque ; après une dizaine de répétitions d'ouvertures du parapluie, le cheval désensibilisé n'a généralement plus de réaction de stress.
L'inverse de la désensibilisation, à savoir la sensibilisation, peut être le résultat de mauvais traitements, un exemple étant une réaction très vive d'un cheval face à une personne qui lui a déjà causé une souffrance par le passé.

## Polémiques et idées reçues

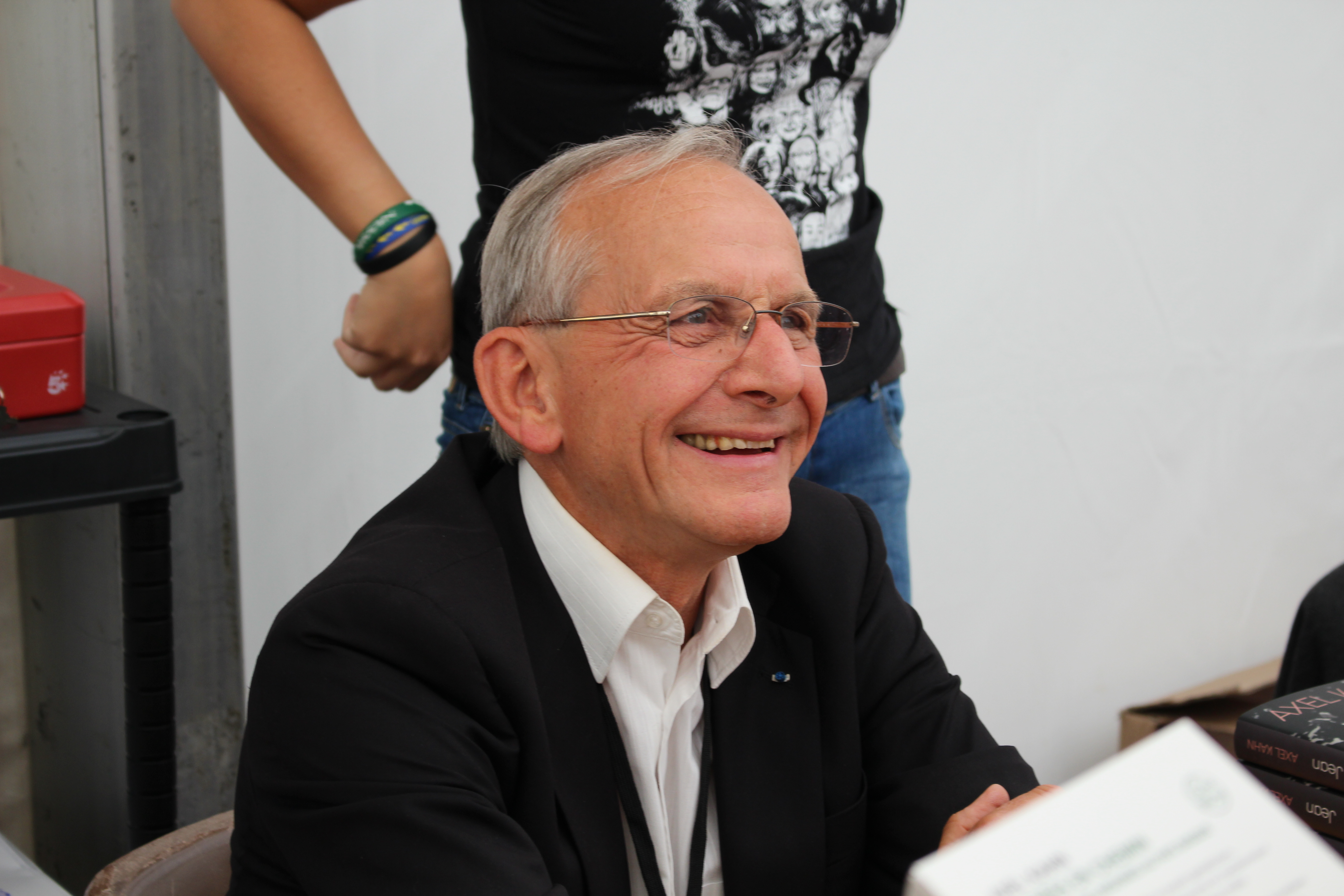
L'essayiste et généticien Axel Kahn.

La docteure en biologie du comportement animal Evelyn B. Hanggi et la sociologue Vanina Deneux-Le Barh soulignent la perpétuation de croyances qui attribuent au cheval des capacités limitées, postulant par exemple qu'il réagirait uniquement par instinct ou ne répondrait qu'à des conditionnements, sans démontrer d'aptitudes cognitives,. L'un des arguments fallacieux les plus fréquemment utilisés voudrait que l'intelligence soit incompatible avec le fait de se laisser chevaucher ou bien maltraiter par des humains, quand bien même la maltraitance existe aussi entre les êtres humains, sans avoir pour cause une intelligence réduite.
Ces fausses croyances existent toujours dans les milieux professionnels équestres,. Les résultats de l'enquête de Deneux-Le Barh (2021) montrent une grande ambivalence dans la perception d'une intelligence chez les chevaux au travail, certains éleveurs et utilisateurs estimant que la réponse au conditionnement n'est qu'une reproduction de comportement, quand bien même leur discours révèle la mètis des chevaux. Leblanc cite à titre d'exemple de nombreux cavaliers qui « dénient toute intelligence au cheval », et qui en même temps, lui attribuent des processus mentaux complexes, à travers des phrases anthropomorphiques du type « il a fait exprès pour m'embêter ». Linda Kohanov témoigne que selon les cow-boys américains qu'elle a rencontrés, le cheval n'est pas assez intelligent pour reconnaître son propre nom. La journaliste équestre Maria Franchini témoignait aussi, en 2009, d'entendre souvent évoquer de très faibles capacités intellectuelles chez le cheval, que ce soit dans des écuries ou dans de grands médias.
Les capacités de mémoire et d'empathie sont en revanche mieux reconnues dans les milieux professionnels, par exemple à travers des récits qui démontrent l'adaptation des chevaux à un public en situation de handicap (équithérapie).
Invité lors de l'émission La Tête au carré du 3 octobre 2007, le généticien Axel Kahn soutient que les chevaux ont des capacités intellectuelles beaucoup plus limitées que les poulpes, les Primates et les Cétacés, en citant l'exemple d'un test du miroir durant lequel les chevaux ont attaqué le miroir placé face à eux. Maria Franchini déplore que cette déclaration lors d'une émission à grande écoute ait pu donner naissance à des idées reçues. Leblanc rappelle que le seul test du miroir (ou test de Gordon G. Gallup) n'est peut-être pas suffisant pour permettre d'affirmer ou non qu'une espèce accède à la conscience de soi. Il cite l'étude de Paul Baragli et de ses collègues publiée en 2017, dans laquelle les chevaux soumis au test du miroir ont manifesté des signes clairs de distinction entre ce qu'ils voyaient dans le miroir et un animal réel, mais aucun signe pouvant permettre de conclure qu'ils se reconnaissaient eux-mêmes dans ce miroir.

## L'intelligence du cheval dans la culture

### Mythologie, légendes et contes

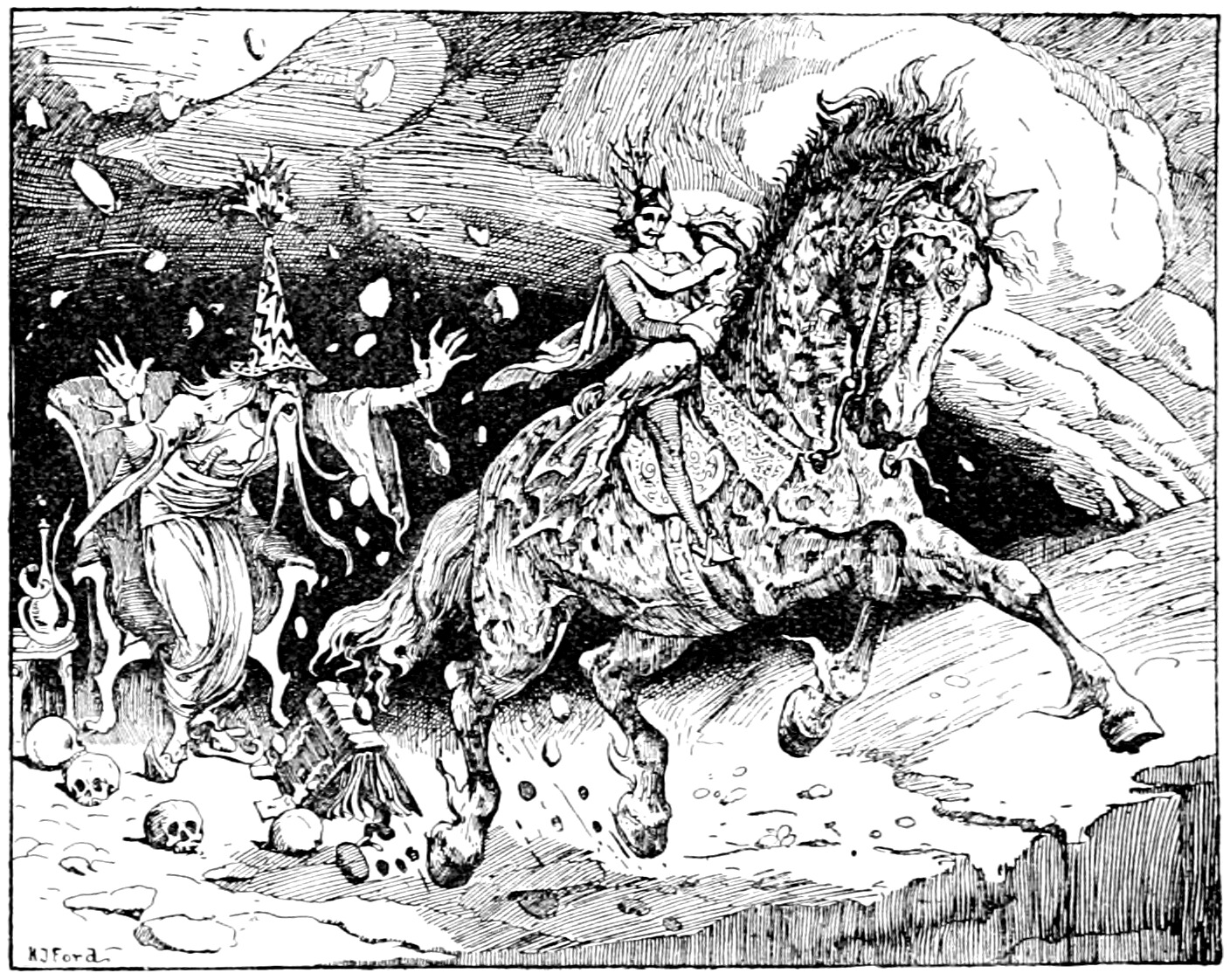
Grimsborken est un exemple de cheval fabuleux et intelligent, correspondant au conte-type ATU 531.

Certains récits de la mythologie, des légendes et des contes décrivent des chevaux extraordinairement intelligents. L'épopée scythe compte de nombreux chevaux fabuleux, dont les kokcwal, descendants aquatiques des chevaux du Dieu de la mer capables de comprendre le langage humain. Bucéphale, le cheval d'Alexandre le Grand est décrit depuis les sources grecques et jusqu'au roman d'Alexandre comme « très intelligent » à l'image de son jeune maître, notamment parce qu'il comprend lui aussi les paroles humaines. Dans l'épopée turque d'Er-Töshtük, récit populaire du Kirghizistan, le cheval Tchal-Kouyrouk avertit son cavalier Töshtük en ces termes : « Ta poitrine est large, mais ton esprit est étroit, tu ne réfléchis à rien. Tu ne vois pas ce que je vois, tu ne sais pas ce que je sais... Tu as le courage, mais tu manque d'intelligence ». Les pouvoirs de psychopompe du cheval y sont supérieurs à ceux de l'homme.
La littérature médiévale chrétienne compte de nombreux « chevaux extraordinaires » dotés d'intelligence et de qualités humaines,. Le professeur de littératures du Moyen Âge Francis Dubost cite les exemples de Bayard, du cheval du lai de Lanval, et de celui de la chanson des Aliscans. Même les chevaux des païens y sont d'une intelligence redoutable, au point de pouvoir combattre en autonomie. Le médiéviste Michel Zink relève aussi dans cette littérature la présence de chevaux fidèles qui « font preuve d'une intelligence qui dépasse leur nature », citant en exemples dans La Chevalerie d'Ogier le Broiefort d'Ogier et le Marchegai d'Aiol.
L'ethnologue italien Angelo De Gubernatis identifie un mythème, la transformation d'un sot en homme intelligent et sage, parallèlement à la transformation d'une rosse sans valeur en cheval noble :

« Le cheval du héros, comme le héros lui-même, commence par être laid, difforme et inintelligent, et finit par devenir beau, brillant, héroïque et victorieux »

— Angelo De Gubernatis, Mythologie zoologique
De Gubernatis cite entre autres exemples le conte russe du Petit Cheval bossu, dans lequel un petit cheval doué de la faculté de voler sauve à plusieurs reprises son cavalier, et le conseille sagement :
Le conte Dogon Pourquoi le cheval ne parle-t-il pas ? explique qu'autrefois, les chevaux parlaient avec les personnes, mais qu'une femme ingrate et menteuse profita des conseils d'un cheval habile et malin sans le remercier ni dire à sa famille ce qu'il avait fait pour elle, et qu'en représailles, tous les chevaux cessèrent de parler aux êtres humains, préférant hennir :
Le conte mahi (centre du Bénin) intitulé Le destin raconte qu'un orphelin abandonné par ses frères rencontre trois chevaux qui saccagent ses récoltes, les épargne, et obtient leur aide pour séduire la princesse qu'il aime.
Dans la classification Aarne-Thompson-Uther, ces contes correspondent au conte-type ATU 531, « le cheval intelligent ». Leur thématique se retrouve aussi dans le conte norvégien Grimsborken, dans le conte sicilien Lu cavadduzzu fidili (le cheval loyal), dans le conte guatémaltèque du « Mauvais Combadre », ou encore dans le conte juif médiéval Joḥanan et le Scorpion, l'un des sept récits issus du Sefer ha-ma'asim.

### Particularismes religieux et culturels

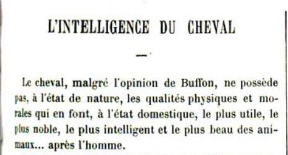
Julien Lavergne décrivant l'intelligence du cheval comme inférieure à celle de l'homme, 1872.

La professeure d'étude des religions Judy Skeen note l'importance de questionner le « concept de domination de l'homme sur la nature » afin de dépasser la vision des animaux comme « simple fonction ou ressource pour les humains », et de ne plus partir « du principe que l'être humain a plus de valeur que les autres », pour « mesurer la vie intelligente à l'aune d'autres critères que l'intelligence humaine ». Elle met en évidence une opposition entre la perception de l'intelligence du cheval selon la tradition chrétienne, qui accorde une plus grande valeur à l'être humain qu'au cheval, et selon d'autres traditions telles que les croyances des autochtones d'Amérique, qui reconnaissent plus facilement l'intelligence animale, par exemple à travers les rapports proies-prédateurs.

#### Christianisme
Selon l'historien Éric Baratay, le refus de reconnaître une intelligence animale a été repris par le christianisme majoritaire en Occident sur la base du platonisme et de l’aristotélisme, afin de valoriser l'Homme tout en dévalorisant et infériorisant les animaux.
À travers les croyances païennes germaniques, l'historien Marc-André Wagner souligne aussi une diabolisation progressive du cheval, visant pour les décisionnaires chrétiens à mettre fin aux cultes qui lui étaient rendus. Il évoque en particulier la lutte contre l'hippomancie, qui conduit les évangélisateurs à contredire les païens qui attribuaient un pouvoir de divination à l'animal lui-même, en soutenant que c'est le Dieu chrétien qui s'exprime à travers le cheval. Wagner cite à titre d'exemple la Vita de Colomba d'Iona (VIIe siècle), dans laquelle le cheval du saint irlandais pose sa tête sur ses genoux, et se met à pleurer en devinant sa mort prochaine : 

« À cet animal grossier et irrationnel, de la manière qu'il a choisie, le Créateur a révélé de façon manifeste que son maître allait le quitter. »

— Adamnan von Hi, Vita S. Columbae III, 23

#### Au Ladakh
D'après S. C. Gupta et al., les Tibétains de la région froide et aride du Ladakh croient que l'intelligence de leurs petits chevaux locaux Zanskari a permis aux guerriers de briller lors de guerres locales au XVIIIe siècle.

#### En Mongolie

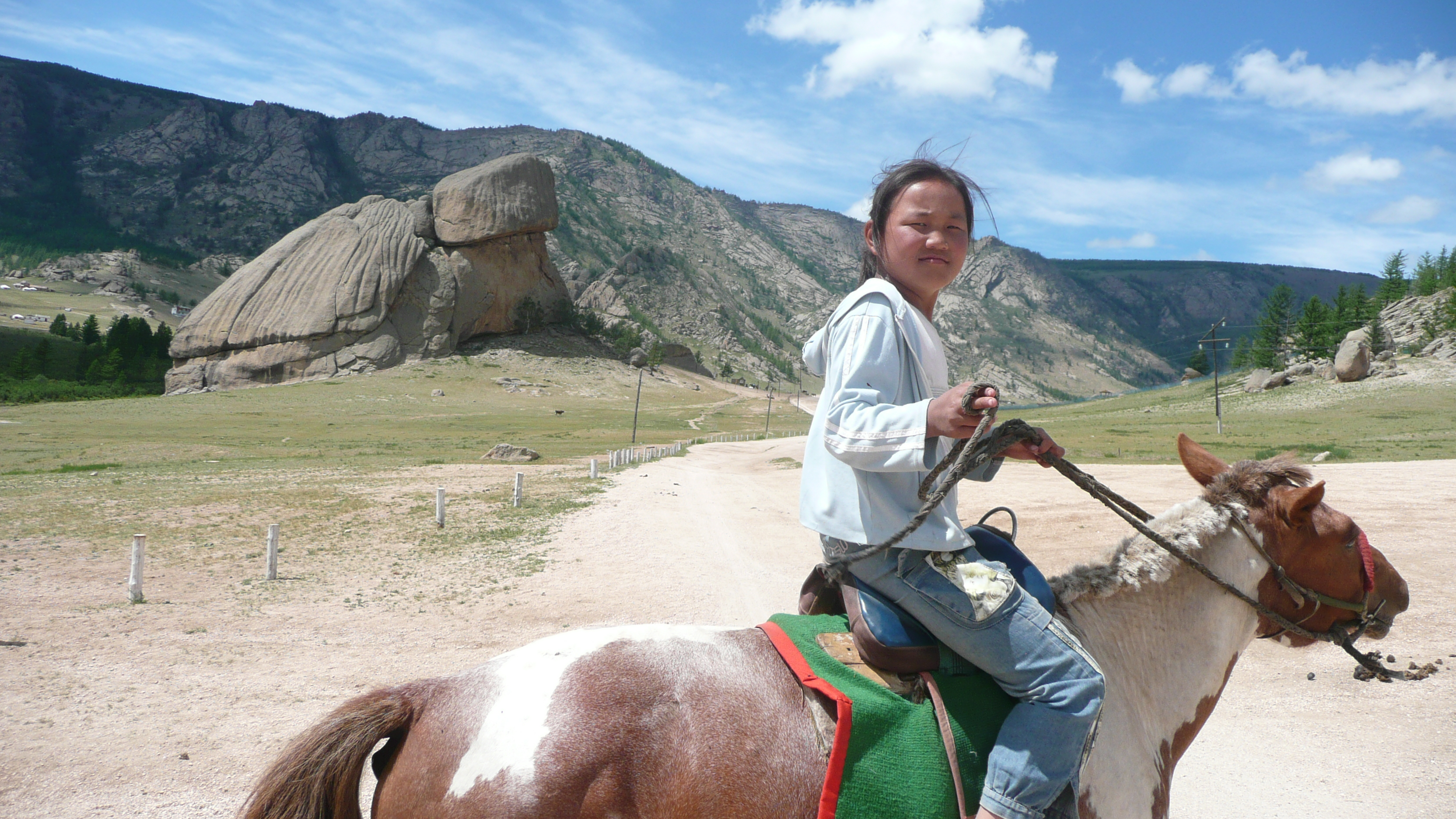
Jeune cavalière montant un cheval mongol dans le parc national Gorkhi-Terelj.

D'après le maître de conférences en anthropologie Gregory Delaplace (2015), les Mongols considèrent les chevaux comme des compagnons et leur reconnaissent une intelligence (uhaan), mais aussi une capacité à percevoir et ressentir l'invisible, qui elle ne dépend pas de leur intelligence. L'historienne mongoliste Françoise Aubin cite à titre d'exemple l'expression utilisée en mongol pour demander quelle est la meilleure allure d'un cheval, ene jamar erdemtej mor' ve, soit littéralement « Quelle est sa science ? » ou « quel est son art ? ».

### Littérature, cinéma et télévision

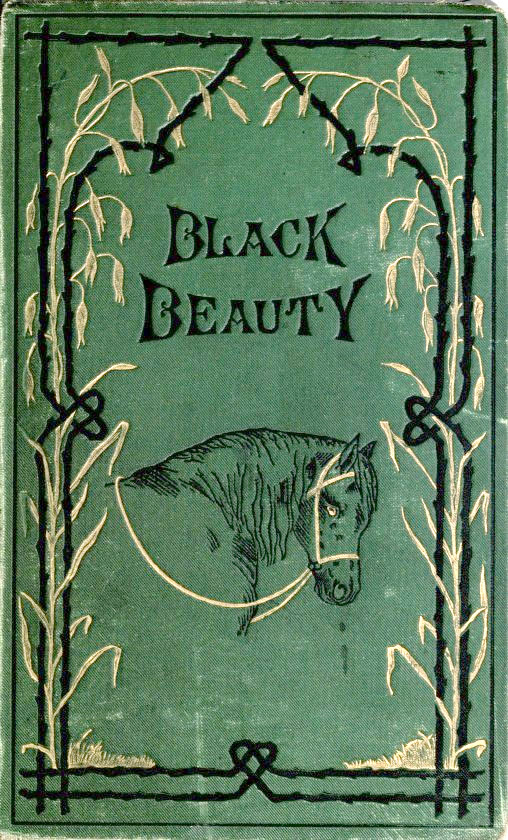
Dans le roman Black Beauty d'Anna Sewell, le cheval-narrateur est présenté comme un être intelligent.

Le roman satirique Les Voyages de Gulliver (1721) met en scène des chevaux nobles, rationnels et intelligents, nommés les Houyhnhnms ; d'après le professeur de littérature Bryan Alkemeyer, son auteur Jonathan Swift avait peut-être pour intention de pousser à réévaluer la définition de l'humain et sa prétendue supériorité par comparaison aux animaux. Les Mearas imaginés par J. R. R. Tolkien, et dont fait partie Gripoil la monture de Gandalf, sont un type de chevaux très intelligents, capables de comprendre le langage humain, qui descendraient de Nahar, le cheval d'Oromë.
La Pr Sylvine Pickel-Chevalier et la Dr Gwenaëlle Grefe identifient un modèle archétypal du cheval dans la littérature d'enfance et de jeunesse et le cinéma jeunesse, qu'elles nomment « cheval-amour », et dont des exemples représentatifs sont les productions culturelles autour de L'Étalon noir, Crin-Blanc, Black Beauty, Crinière au vent, les romans films et séries Mon amie Flicka et Cheval de guerre, et les films Spirit et Whisper. 
Dans ce type de scénario « focalisé sur l’histoire d’amour réciproque entre un protagoniste humain, généralement un enfant, et un équidé », elles notent que le cheval, « élevé au rang de héros de l’épopée jusqu’à en devenir parfois le narrateur », est singularisé par des caractéristiques physiques et comportementales, dont fait partie l'intelligence. Cependant, la description des capacités du cheval y est souvent teintée d'anthropomorphisme.

« Après tout, peut-être l'étalon n'est-il pas entré dans le parc et se cache-t-il dans quelque coin de la ville ?... Mais non ! Black est bien trop intelligent pour rester dans les rues ! »

— Walter Farley, L'Étalon noir
Dans son livre pour la jeunesse Le cheval savant (1991), Laurent Cresp raconte l'histoire d'un cheval intelligent qui vit à Istanbul, et qui souhaite être traité comme un être sensible.
En bande dessinée, la monture de Lucky Luke, Jolly Jumper (créé en 1946), est dépeint comme le cheval le plus intelligent de l'Ouest ; il est capable de parler (et même d'avoir une discussion philosophique), de compter, d'écrire, de jouer aux échecs, et de pêcher seul. La série télévisée américaine des années 1960 Monsieur Ed, le cheval qui parle met en scène un cheval qui parle uniquement à son propriétaire porté sur la boisson ; l'intelligence des chevaux-acteurs a été soulignée.